# Operación Barbarroja
La operación Barbarroja (en alemán: Unternehmen Barbarossa), también conocida como invasión alemana de la Unión Soviética, fue el nombre en clave para la invasión de la Unión Soviética por parte de la Alemania nazi y algunos de sus aliados, que comenzó el domingo 22 de junio de 1941, durante la Segunda Guerra Mundial. La operación puso en acción el plan ideológico de la Alemania nazi de conquistar la Unión Soviética occidental para repoblarla de alemanes. El Generalplan Ost alemán tenía como objetivo utilizar a los conquistados como mano de obra esclava para el esfuerzo de guerra del Eje mientras adquiría las reservas de petróleo del Cáucaso, así como los recursos agrícolas de Ucrania. Su objetivo último incluía el exterminio, esclavización, germanización y deportación masiva a Siberia de los pueblos eslavos, y así conseguir más lebensraum (espacio vital) para Alemania.
En los dos años previos a la invasión, ambos países habían firmado pactos políticos y económicos con fines estratégicos. Después de la ocupación soviética de Besarabia y el norte de Bucovina, el Alto Mando Alemán comenzó a planificar la invasión de la Unión Soviética en julio de 1940 (bajo el nombre en clave de operación Otto), que Adolf Hitler autorizó el 18 de diciembre de 1940. En el transcurso de la operación, alrededor de tres millones de soldados de las potencias del Eje —la fuerza de invasión más grande de la historia hasta ese momento— invadieron la Unión Soviética a lo largo de un frente de más de 2900 kilómetros. La ofensiva marcó una escalada en la Segunda Guerra Mundial, tanto geográficamente como en la formación de los aliados de la Segunda Guerra Mundial, al involucrar a la Unión Soviética en el conflicto.
La operación abrió el Frente Oriental, en el que se comprometieron más fuerzas que en cualquier otro teatro de guerra anterior. El área fue escenario de algunas de las batallas más sangrientas de la guerra, con numerosos crímenes de guerra, que se saldaron con el mayor número de bajas que el mundo había conocido, todo lo cual influiría de manera determinante en el curso de la conflagración y la posterior historia del siglo XX. Los ejércitos alemanes finalmente capturaron unos cinco millones de soldados del Ejército Rojo. La Alemania nazi deliberadamente mató de hambre y masacró a una gran cantidad de civiles, ya que el Plan Hambre trabajó para resolver la escasez de alimentos en Alemania y exterminar a la población eslava mediante el hambre.Tiroteos masivos y operaciones de gaseado, llevadas a cabo por los nazis o colaboradores voluntarios, asesinaron a más de un millón de judíos soviéticos como parte del Holocausto.
El fracaso de la operación Barbarroja selló la suerte del Tercer Reich. Operacionalmente, las fuerzas alemanas lograron victorias significativas y ocuparon algunas áreas económicas importantes de la Unión Soviética (principalmente en la RSS de Ucrania) e infligieron también numerosas bajas al Ejército Rojo. A pesar de estos primeros éxitos, la ofensiva alemana se estancaría en la batalla de Moscú a finales de 1941, y la posterior contraofensiva de invierno soviética hizo retroceder a los alemanes unos 250 km. Los alemanes esperaban un rápido colapso del Estado soviético, como había ocurrido en la invasión de Polonia, pero el Ejército Rojo fue capaz de soportar los golpes más fuertes de la Wehrmacht alemana y empantanó la lucha en una guerra de desgaste para la cual los alemanes no estaban preparados.
Después del fracaso de la operación Barbarroja, las diezmadas fuerzas de la Wehrmacht ya no podían realizar grandes ataques a lo largo de todo el frente oriental, y las operaciones posteriores para retomar la iniciativa y penetrar profundamente en territorio soviético, como la operación Azul en 1942 y la operación Ciudadela en 1943, finalmente fracasaron, lo que resultó en la retirada y el colapso final de la Wehrmacht.

## Antecedentes

### Motivaciones políticas y militares

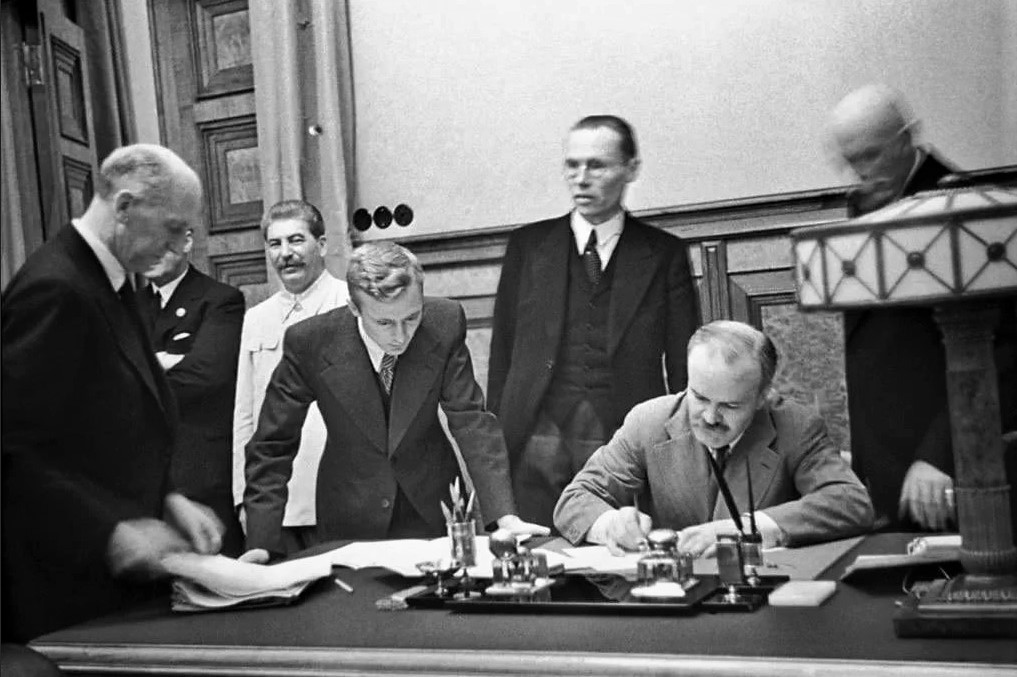
23 de agosto de 1939. Viacheslav Mólotov, en su condición de Comisario del Pueblo para Asuntos Exteriores de la Unión Soviética, firma el tratado de no agresión entre la Unión Soviética y el III Reich. En segundo plano, con uniforme blanco, Iósif Stalin

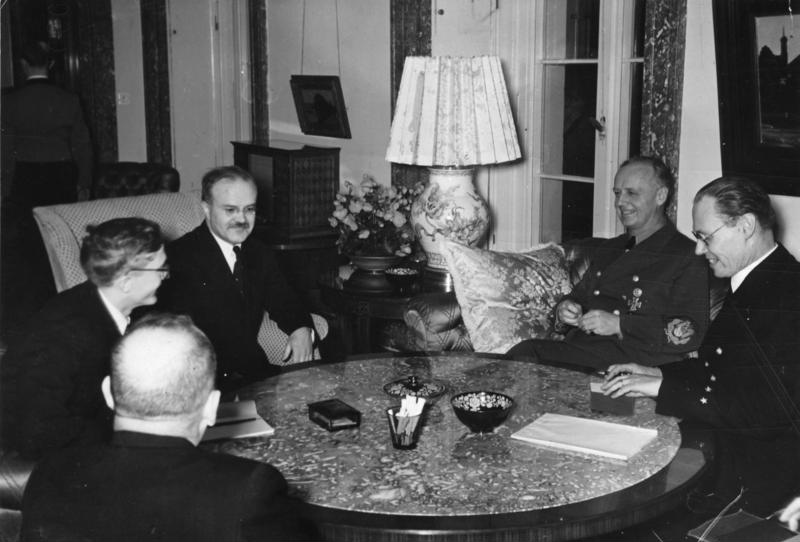
Viacheslav Mólotov, al fondo a la izquierda, y Joachim von Ribbentrop, al fondo a la derecha, el 12 de noviembre de 1940

En el ideario de Hitler estaba la expansión hacia el este dentro de su política de búsqueda de «espacio vital» (Lebensraum en alemán), aunque esa ya era una aspiración alemana anterior a la Primera Guerra Mundial. En 1918, en la Paz de Brest-Litovsk, el alto mando de los ejércitos imperiales alemanes del frente oriental había impuesto sus condiciones para el armisticio que los bolcheviques solicitaban. Por razones prácticas de supervivencia, los líderes comunistas habían desistido de extender su gobierno a las exregiones del Imperio ruso de Polonia y los países bálticos, entregándolas al Reich del káiser (considerado el II Reich). Como se puede leer en el libro de Hitler Mi lucha, la guerra contra los soviéticos es una «guerra cultural» impregnada de antieslavismo, y una cruzada de Europa contra Asia: se trataría de enviar al continente asiático a los eslavos, para crear así un «Nuevo Orden», estableciendo así un símil con los hunos de Atila, que en su momento amenazaron a la Europa romana. La invasión alemana de la Unión Soviética fue definida por el historiador alemán Andreas Hillgruber como «la verdadera guerra de Hitler». Las ideas del Führer sobre los eslavos eran profundamente racistas: los consideraba individuos primitivos movidos por impulsos más propios de animales que de seres humanos civilizados.
El 5 de julio de 1941, Hitler declaró sobre el pueblo ruso:

Por instinto, el ruso no va a una forma de sociedad superior. Ciertos pueblos pueden vivir de tal manera que entre ellos el conjunto de las unidades familiares no forme un Estado. Si Rusia adoptó a pesar de ello una forma comparable a lo que por tal cosa entendemos en Occidente, no quiere decir, en todo caso, que esto sea lo propio biológicamente en ella. [...] La energía es necesaria para dominar al ruso. La contrapartida es que cuanto más duro es un régimen, más convencido está de que en él se practican la equidad y la justicia. El caballo que no se siente constantemente sujeto olvida en un abrir y cerrar de ojos los elementos de doma que se le inculcaron. Lo mismo pasa con el ruso: hay en él una fuerza instintiva que le vuelve a llevar invariablemente a su estado natural. Se cita algunas veces el caso de esos caballos que, habiéndose escapado de un rancho en América, habían vuelto a formar, algunas decenas de años más tarde, inmensos rebaños de caballos salvajes. ¡Hace falta tan poco para que un animal vuelva otra vez a sus orígenes! Para el ruso, su retorno al estado natural consiste en formas de vida elemental. La familia existe, la mujer vela sobre sus hijos, como la hembra de la liebre, con todos los sentimientos de una madre. Pero el ruso no desea nada más.
H. Trevor-Roper, Las conversaciones privadas de Hitler (2004)

Pese a la gran distancia ideológica entre ambos países y las intenciones declaradas de Hitler de expansión hacia el este, en 1939 la Unión Soviética y Alemania firmaron el conocido como Pacto Ribbentrop-Mólotov. En dicho pacto, Alemania se aseguró la neutralidad de la Unión Soviética a cambio de ceder la mitad de Polonia, Besarabia, y los países bálticos. Además, la Unión Soviética reclamó el control del estrecho de los Dardanelos, Finlandia, y la posibilidad de abrir bases en Dinamarca. Este acuerdo entre la Unión Soviética y Alemania tuvo como precedentes el Tratado de Rapallo de 1922 y el Tratado de Neutralidad de Berlín de 1926.Ya en la década de 1990, el político estadounidense Henry Kissinger, en su libro Diplomacia (1996), afirmaba que el acuerdo entre ambas partes en 1939 se pareció más a un documento del siglo XVIII que a uno del XX, y que ambos, Hitler y Stalin, se propusieron tratar de alcanzar objetivos no convencionales (aplicando la ideología de Mi lucha, por un lado, y la expansión global del comunismo, por otro) mediante medios convencionales.
El avance soviético en el Báltico provocó, no obstante, un desgaste en el acuerdo de neutralidad, al hacer peligrar, bajo el punto de vista alemán, el suministro de hierro de Suecia y de níquel de Finlandia. Aunque la Unión Soviética había respetado en líneas generales el acuerdo, y en particular el envío de materias primas al III Reich, las ambiciones territoriales soviéticas inquietaron a Hitler. Ya a finales de mayo de 1940, Hitler comenzó a comentar a sus colaboradores la posibilidad de lanzar un ataque preventivo contra la Unión Soviética para julio de 1941. Hitler encargó el diseño del plan de invasión a Franz Halder, quien a su vez delegó en Erich Marcks. Sin embargo, el Führer trató de agotar la vía diplomática para atraer a la Unión Soviética a la órbita alemana.
Para satisfacer el tradicional interés ruso por acceder a puertos libres de hielo, Hitler intentó disuadir a Stalin ofreciendo a la Unión Soviética un paso hacia el sur, a través de Afganistán e Irán, en dirección al golfo Pérsico. Joachim von Ribbentrop ofreció a Viacheslav Mólotov esta salida: «[...] si, a largo plazo, Rusia no se volvería también hacia el sur, como salida natural al mar abierto que era tan importante para Rusia». Hitler a su vez dijo a Molotov: «Tras la conquista de Inglaterra, el Imperio británico sería dividido como una gigantesca finca universal en bancarrota [...]. En esta finca en bancarrota, Rusia tendría acceso al océano libre de hielos, realmente abierto. Hasta entonces, una minoría de 45 millones de ingleses había gobernado a 600 millones de habitantes del Imperio británico. Pero el propio Hitler estaba a punto de aplastar a dicha minoría [...]». Alemania no tuvo éxito con esta oferta, ya que Molotov mostró escaso interés debido a que Alemania no podía ofrecer lo que no tenía todavía.
En un encuentro entre Hitler y Benito Mussolini el 28 de octubre de 1940, el duce italiano llegó a afirmar que si conseguían unir a la Unión Soviética a las potencias del Eje, esta no tardaría en evolucionar hacia un «fascismo eslavo». Además del Báltico, Rumanía también fue otro punto de fricción entre los dos países al depender Alemania de sus refinerías de petróleo. Otro punto de roce entre la Unión Soviética y Alemania fue la Guerra de Invierno, entre 1939 y 1940, por los contactos de Finlandia con Alemania. Esta contienda provocó importantes pérdidas al Ejército Rojo, y puso en evidencia las carencias que todavía tenían en su doctrina de guerra acorazada. El 13 de noviembre de 1940 regresó Molotov a Moscú con la propuesta de unir a la Unión Soviética al Eje. El ministro de asuntos exteriores soviético declaró ese mes que Bulgaria, Turquía, Hungría, Rumanía, Yugoslavia, Grecia, y Finlandia, estaban en la esfera de los intereses soviéticos. Hitler respondió ordenando a sus generales el inicio de los preparativos para invadir la Unión Soviética. La invasión alemana de los Balcanes en la primavera siguiente, fue para el historiador británico Ronald E. Powaski, un preludio de invasión a la propia Unión Soviética. Entre noviembre de 1940 y marzo de 1941, en palabras de Paul Schmidt, se fue percibiendo en el ambiente la decisión de un ataque de Alemania a la Unión Soviética.
No existía unanimidad sobre la conveniencia de invadir la Unión Soviética. Erich Raeder, comandante en Jefe de la Kriegsmarine, insistía en la necesidad de acabar primero con Gran Bretaña, una opinión compartida por el Reichsmarschall de la Luftwaffe, Hermann Göring. Hitler impondría finalmente su decisión a los jefes del Estado Mayor del Alto Mando del Ejército (OKH). El territorio conquistado se convertiría en el espacio vital que satisfaría las necesidades de tierra y materias primas para la población alemana durante siglos. Álvaro Lozano, historiador español, señala en su libro Operación Barbarroja (2006) que es probable que en el pensamiento de Hitler influyera la tesis de Mackinder sobre la Teoría del heartland. Lozano, citando a su vez a John Lukacs, apunta que entre otras causas que explicarían el ataque alemán, estarían por un lado el miedo a que la Unión Soviética fuera a atacar tarde o temprano, y que Gran Bretaña tuviese puestas esperanzas en ese país.
El planificador más importante de cara a explotar los recursos económicos de la Unión Soviética una vez invadida, era el Staatssekretär en el Ministerio de Agricultura y Alimentación del Reich Herbert Backe. Del territorio soviético no solamente se debían extraer materias primas sino también alimentos para Alemania, esencialmente grano, muy importantes debido al bloqueo naval de la Royal Navy. A principios de 1941, Hitler encargó a Hermann Göring, jefe de los planes cuatrienales, que fundara una organización destinada a explotar provechosamente los recursos soviéticos. Esta nueva organización económica, fundada finalmente el 21 de febrero de 1941 y subordinada al Plan Cuatrienal de Göring, recibió el nombre de «Oldenburg».
El general de división Hans Nagel, uno de los miembros fundadores del Equipo Económico del Este, señaló con posterioridad: «Los objetivos económicos [ahora] tienen que diferenciarse entre las políticas económicas a largo plazo y el uso de la tierra para la economía de guerra». La economía de guerra se convirtió en la principal función durante la operación Barbarroja, mientras que otras actividades se consideraron como objetivos que podrían cumplirse tras la campaña relámpago. En el mes de mayo de 1941, los planes alimentarios alemanes respecto a la Unión Soviética se concretaron en lo que fue conocido como el «Plan del Hambre». Una reunión de secretarios de estado, donde también estaba presente Backe, celebrada el 2 de mayo, dejó claro el punto de vista de los alemanes respecto a la guerra inminente. Las fuerzas de invasión de la Wehrmacht serían alimentadas en su totalidad con los recursos de los territorios soviéticos ocupados. Esto supondría que millones de soviéticos morirían de hambre.
En diciembre de 1940, el Führer firmó la Directiva n.º 21, denominada «Operación Barbarroja», donde se declaraba la invasión relámpago de la Unión Soviética, que debía ser aniquilada, teóricamente, en una sola campaña de apenas un par de meses. El plan definitivo de Hitler era avanzar simultáneamente con tres Grupos de Ejércitos, que debían batirse continuadamente, para cercar a los ejércitos soviéticos en enormes maniobras de tenaza y embolsamientos, para posteriormente aniquilarlos. Hitler la nombró así en honor de Federico I, emperador del Sacro Imperio Romano Germánico durante el siglo siglo XII, apodado Barbarroja por el color de su barba.
Su reinado representó el apogeo del Sacro Imperio Romano Germánico, considerado el Primer Reich por los nacionalistas alemanes. La fama y el significado moderno de Federico I Barbarroja está unido al pangermanismo alemán del siglo XX. Barbarroja fue un referente para los nacionalistas alemanes que pretendían reunificar el país bajo un poder fuerte, como el del emperador. Como se ha mencionado, Adolf Hitler había decidido tomarse la guerra en el Frente Oriental como una cruzada, y así se lo advirtió a sus generales, recordándoles que la Unión Soviética no había firmado las convenciones de Ginebra, y que no se trataba de hacer alarde de un espíritu caballeresco. El Führer pensaba poner los territorios conquistados bajo una administración alemana severa, «desbolchevizar» el país y ver hundirse al régimen soviético, cuando se encuentre en posesión de lo que se llaman las «ciudadelas del bolchevismo»: Leningrado y Stalingrado.
En el momento del ataque seguía estando en vigor el ya citado Pacto Molotov-Ribbentrop de agosto de 1939, por el que ambas potencias definían sus esferas de influencia en Europa Oriental. Pero el pacto quedó roto en el momento en que las tropas del Tercer Reich atravesaron la frontera soviética.

### Situación en junio de 1941

Situación geopolítica de Europa en 1941. En tonos azulados, la Alemania nazi, sus aliados y países bajo su control

Para entonces, el Tercer Reich controla militarmente Bélgica, Bohemia y Moravia, Dinamarca, Francia (salvo la parte gobernada por Vichy), Grecia, Países Bajos, Luxemburgo, Noruega, Polonia (salvo la parte invadida por los soviéticos) y Yugoslavia (salvo Bosnia, Croacia y Eslovenia controlados por el gobierno títere del Estado Independiente de Croacia), mientras que Bulgaria, Finlandia, Hungría, Italia, y Rumanía son aliados de Alemania. Además se espera contar con el apoyo logístico decidido de las poblaciones a liberar de Bielorrusia, Estonia, Letonia, Lituania y Ucrania, como también de los cosacos del Don y de los colonos alemanes residentes en la Unión Soviética. Así, la Wehrmacht presume de rápidas victorias en todo el extenso frente; sin embargo, ya se le plantean al vencedor provisional graves problemas:
1. No se ha vencido militarmente al Imperio británico. La Operación León Marino, (Unternehmen Seelöwe en alemán) el plan para invadir Gran Bretaña, se ha pospuesto sine die, la campaña de bombardeos aéreos, la batalla de Inglaterra, se salda con un fracaso para la Luftwaffe y las operaciones de guerra submarina no han derrotado a los británicos.
2. Estados Unidos ha abandonado su estado de neutralidad por uno de no beligerancia. Tras la caída de Francia, los EE. UU. iniciaron el primer reclutamiento realizado en tiempo de paz de su historia e incrementaron considerablemente su presupuesto militar. Era cuestión de tiempo que la batalla del Atlántico arrastrase a la guerra a los Estados Unidos y la ayuda militar estadounidense es una amenaza de la que Hitler es muy consciente.
3. La Unión Soviética se había anexionado la parte oriental de Polonia, Besarabia de Rumanía, así como los países bálticosː Estonia, Lituania, Letonia, y había obtenido importantes concesiones territoriales de Finlandia como consecuencia de la Guerra de Invierno de 1939-1940, por lo que un enfrentamiento entre ambas potencias parecía inevitable; solo faltaba por dilucidar quién daría el primer paso, y es Hitler quien lo da.

El OKH (Alto Mando alemán) planteó la campaña bajo la idea del blitzkrieg para el verano de 1941, que concluyese con el derrumbe del Ejército Rojo en un par de meses, por lo que las Fuerzas Armadas alemanas no se equiparon para combatir en invierno ni estaban preparadas para una guerra de larga duración. Asimismo, la logística que se iba a poner en marcha para mantener el amplio frente de batalla no fue dimensionada bajo una holística real de la amplitud del espacio soviético, ni de las deficiencias en vías de comunicación.
El espionaje británico había alertado a la Unión Soviética de la inminente invasión, pero Stalin creyó que era un intento desesperado de Churchill para hacerle entrar en la guerra junto a los Aliados. A pesar de que el espía soviético Richard Sorge llegó a dar a Stalin la fecha exacta del ataque, el ataque tomó por sorpresa al Ejército soviético, puesto que la Stavka (el Alto Mando del Ejército Rojo), bajo las órdenes de Stalin, no dictó ningún tipo de medida preventiva de guerra que pudiese ser interpretada como belicosa por su homólogo alemán.
Stalin, a pesar de que no albergaba dudas sobre que el conflicto germano-soviético sería inevitable, creía que Hitler no abriría un segundo frente antes de acabar la guerra con Gran Bretaña y en todo caso los planes de defensa soviéticos estaban previstos para un enfrentamiento con Alemania como muy pronto en la primavera de 1942.
Hitler creía firmemente que el gobierno comunista se derrumbaría al primer golpe y lo llamaba desdeñosamente «el Gigante con los pies de barro»: el dictador austro-alemán suponía que la gran masa subyugada y desmoralizada se volvería contra su líder, Stalin, debido a las grandes hambrunas y matanzas realizadas bajo el Plan Cuatrienal y la Gran Purga. Hitler ignoraba o estaba muy mal informado de la verdadera envergadura del potencial bélico de los soviéticos, del número exacto de blindados y divisiones y de su extraordinaria capacidad de sobreponerse a los reveses militares.
Experiencia de Zhúkov sobre la situación previa a la invasión:

El 13 de junio, en mi presencia, Timoshenko telefoneó a I. V. Stalin pidiéndole autorización para ordenar que las tropas de las regiones militares fronterizas fuesen aprestadas para el combate y desplegados los primeros escalones conforme a lo previsto en los planes de cobertura. 
—Lo pensaremos —le contestó Stalin.
Al día siguiente fuimos otra vez a ver a Stalin. Yo le informé de los sobresaltados ánimos en las regiones militares y de la necesidad de poner en pie de combate a las tropas.
—¿Ustedes proponen hacer la movilización en el país, levantar ahora a las tropas y llevarlas a las fronteras occidentales? ¡Pero eso es la guerra! ¿Comprenden esto ustedes dos, o no?
(...)
Yo alegué que, conforme a los datos de servicio de información, las divisiones alemanas estaban formadas y armadas de acuerdo con las plantillas de tiempo de guerra, con efectivos de 14 000 a 16 000 hombres. Mientras que las nuestras, incluso las de 8000 hombres, sólo poseían, en realidad, la mitad del potencial que las alemanas.
Stalin comentó: 
—No se puede creer en todo lo que dice el servicio de información...
Gueorgui Zhúkov, Memorias y reflexiones (1990)

## Preparativos

### Preparativos alemanes

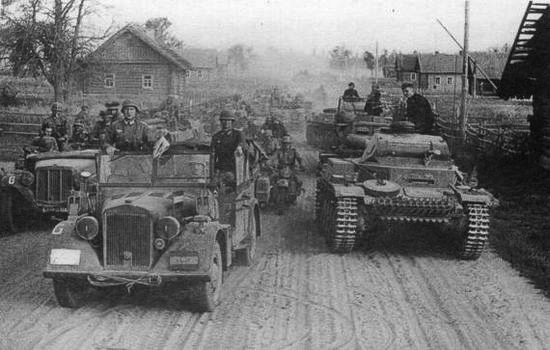
Efectivos del Ejército Panzer alemán en el camino cerca de Pruzhany, Bielorrusia (junio de 1941). A la derecha se puede observar un Panzer II. El Panzerkampfwagen II figuraba en la mayoría de los regimientos acorazados alemanes a comienzos de 1939. Era un carro de reconocimiento con armamento ligero. Pesaba 10 toneladas, podía alcanzar una velocidad de 50 km por hora, tenía una tripulación de tres carristas, un blindaje máximo de 15 mm, un cañón de 20 mm y una ametralladora de 7,92 mm

La Operación fue diseñada en un principio en diciembre de 1940, tras el fracaso de la batalla de Inglaterra. Hitler deseaba dividir sus fuerzas y no repetir el error de Napoleón Bonaparte, de invadir un país tan extenso mediante un solo bloque de tropas; asimismo se ejecutaron diversas misiones de reconocimiento aéreo a lo largo de la frontera germano-soviética. El plan Marck preveía la formación de dos grandes grupos de ejércitos que avanzarían desde Polonia en dirección a Moscú y Kiev. El plan de Lossberg propuso la idea de tres grupos de ejército, con Leningrado, Moscú y Kiev, como objetivos. Entre el 3 y el 7 de diciembre se escenificó un juego de guerra Kriegspiel, para determinar qué plan se llevaría a cabo. Se optó finalmente por el plan de los tres grupos de ejército.
Los tres grupos de ejército tendrían los siguientes objetivos al inicio de la invasión:
- El Grupo de Ejércitos Norte fue asignado a la conquista de las repúblicas bálticas y de Leningrado (objetivo ideológico).[51]
- El Grupo de Ejércitos Centro, el más poderoso en hombres y material[52], conquistaría Bielorrusia, participaría en la toma de Smolensk antes de dirigirse hacia la conquista de Moscú y la ocupación de las regiones centrales de la Unión Soviética (objetivo político).[51]
- El Grupo de Ejércitos Sur debía tomar la totalidad de Ucrania,[51] con Kiev como objetivo principal y continuar hacia el río Volga. Una vez conquistada la mayor zona agrícola de la Unión Soviética, avanzarían hacia la región montañosa del Cáucaso, rica en petróleo (objetivo económico).

Franz Halder, jefe del OKH, en una conferencia ante un auditorio en el que se encontraba Hitler, donde recomendaba avanzar con tres grupos y no con dos, pero con primacía del que se dirigía a Moscú.

Los más importantes centros de armamento rusos están en Ucrania, Moscú y Leningrado. Toda el área de operaciones está dividida en dos mitades, Norte y Sur, por las marismas del Pripet; en la mitad Sur, la red de carreteras es mala; en el Norte, los enlaces por carretera y ferrocarril están en mejores condiciones en la zona Varsovia-Moscú. Este sector Norte cuenta además con mayores contingentes de tropas soviéticas, que alcanzan características masivas en la línea de demarcación soviético-alemana (a lo largo de la Polonia ocupada). El Dnieper y el Dvina son las líneas más orientales que los rusos deben defender, ya que si retroceden más allá dejan al descubierto sus regiones industriales. El ejército alemán debe evitar que se formen focos de resistencia al Oeste de estos ríos, mediante la introducción de unidades blindadas. Una fuerza de asalto particularmente poderosa debe atacar desde Varsovia en dirección a Moscú. De los tres Grupos de Ejército propuestos, el septentrional tendrá como punto de enfoque Leningrado y el meridional, Kiev; de este último avanzará un ejército desde Labun otro desde Leópolis y un tercero desde Rumanía. El objetivo de toda la operación será el Volga y la región de Arcángel: emplearán 105 divisiones de infantería 32 panzer y motorizadas, de las que destacarán grandes contingentes (de ejércitos) al iniciarse la segunda oleada.
John Keegan. Operación Barbarroja, invasión de Rusia (1970) p. 38

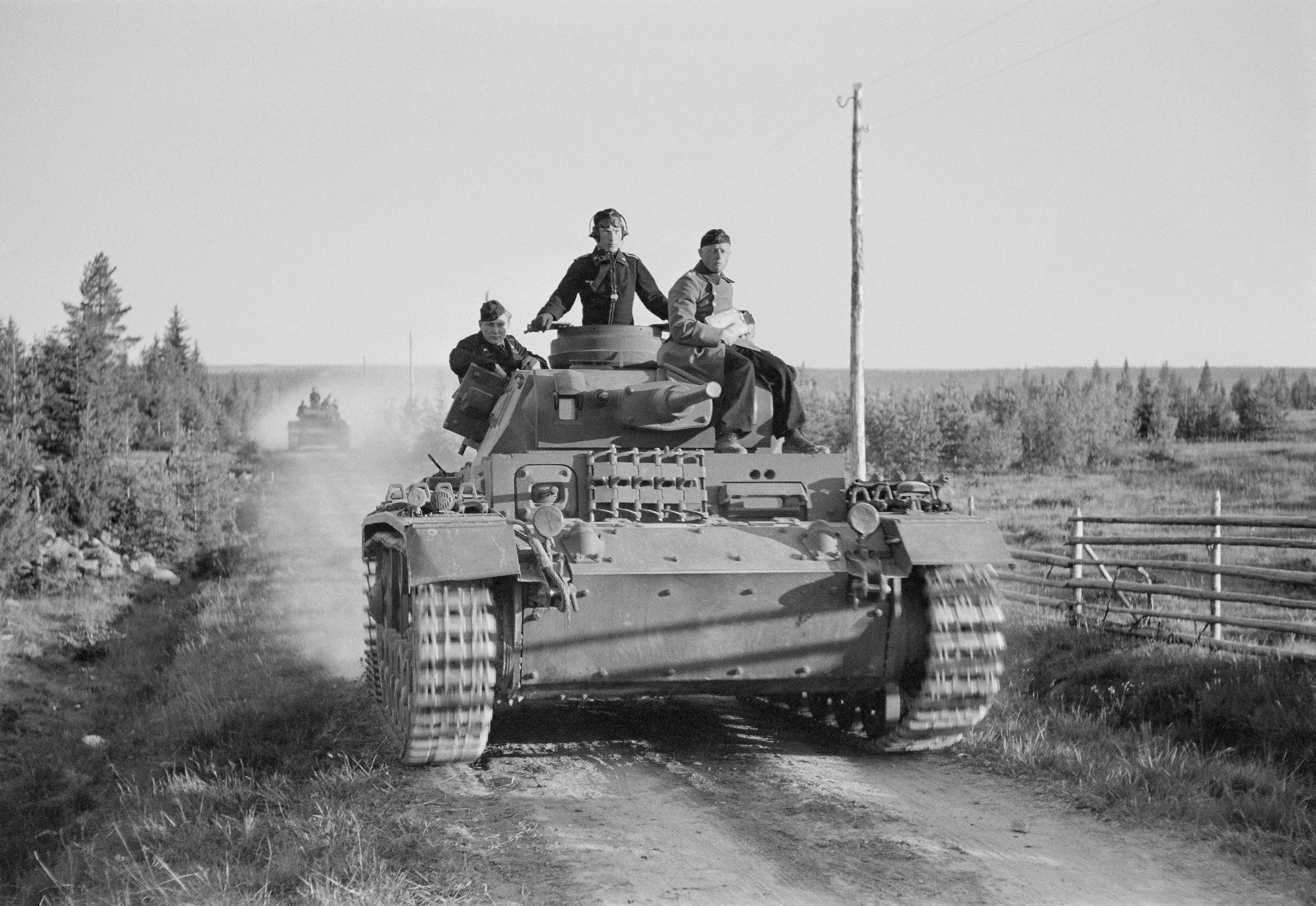
Panzer III marchando hacia Voknavolok el 1 de julio de 1941. El Panzerkampfwagen III será el carro medio de uso normal en las divisiones Panzer cuando comience la operación Barbarroja. Tenía un peso de 19 toneladas, podía alcanzar una velocidad de 40 km por hora, tenía una tripulación de cinco carristas, un blindaje máximo de 30 mm, un cañón de 50 mm y dos ametralladoras de 7,92 mm

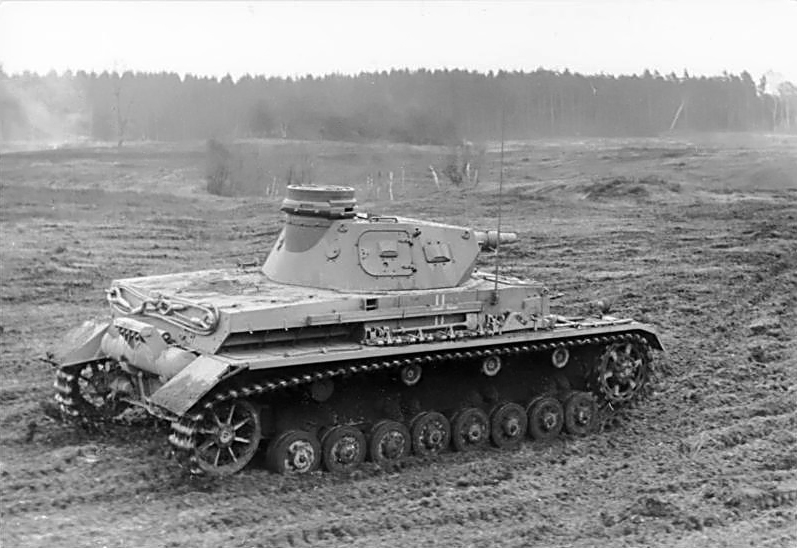
Panzer IV, versión "D" en un ejercicio de entrenamiento (marzo de 1940). Al comienzo de la operación Barbarroja, el Panzerkampfwagen IV ya estaba en desventaja frente al T-34 o el KV-1 soviéticos. Krupp-Grusonwerk AG fabricó un total de 248 PzKpfw Ausf. D. Tenía un peso de 23 toneladas, podía alcanzar una velocidad de 40 km por hora, tenía una tripulación de cinco carristas, un blindaje máximo de 30 mm, un cañón de 75 mm y dos ametralladoras de 7,92 mm. Al carro de esta fotografía, al igual que en modelos anteriores, le falta la caja para las pertenencias de la tripulación en la parte trasera de la torreta. Dicha torreta sería incorporada en el modelo Ausf. E

Esta fue la propuesta presentada a Hitler el 17 de diciembre de 1940 que luego determinaría la Directiva Operacional n.º 21, que a su vez perfiló la operación Barbarroja. Aunque se trataba de un objetivo importante, Moscú nunca fue prioritario en los planes de Hitler; sin embargo sí lo fue la destrucción del Ejército Rojo. Tenía como precedente que durante las invasiones de Polonia y Francia, ambos países se rindieron antes de la caída de Varsovia y París. Algunos generales, como Franz Halder, no obstante, pensaban de modo diferente, al igual que una gran parte de la oficialidad que deseaba objetivos claros hacia los que marchar.. Pauld Adair, en su libro La gran derrota de Hitler (1994), señala: «El Ejército empezó a planear la campaña del este, y el OKW no se implicó hasta que el Ejército presentó su estrategia a Hitler, el 5 de diciembre; pero entonces surgió una disparidad de opiniones entre Hitler y los responsables del plan del OKW: aunque ambos estaban de acuerdo en la necesidad de aplastar la resistencia soviética en la frontera, el Estado Mayor creía que el principal objetivo debía ser Moscú».
El 15 de mayo, todas las tropas de invasión debían estar en posición a lo largo de la frontera con la Unión Soviética. Al final de los preparativos, la Wehrmacht había movilizado cerca de 3,2 millones de soldados hacia la frontera soviética, junto con un millón de soldados de países aliados y satélites, preparados todos para iniciar una ofensiva general desde el mar Báltico hasta los Cárpatos, contando para ello con la entrada de Rumania, Hungría, Finlandia y Eslovaquia en la guerra. Hitler no consiguió el apoyo japonés para la campaña; tras el inicio de la invasión se realizaron consultas con el gobierno nipón, que sin embargo manifestó su neutralidad.
La movilización de ciudadanos para la Wehrmacht fue tan masiva que provocó escasez de mano de obra en Alemania. Esta movilización aumentó el número de efectivos, pero empeoró en conjunto la calidad del ejército. Cada nuevo reclutamiento agregaba tropas de peor calidad, ya que no había suficientes oficiales y suboficiales profesionales y la edad media de los soldados aumentaba. Parte del armamento y equipo proporcionado a la Wehrmacht provenía de botines de campañas anteriores. En resumen, las fuerzas de infantería que iniciaron el ataque a la Unión Soviética no eran mejores que las empleadas en campañas anteriores contra el oeste.
El ejército se dividía en dos grupos: el Ersatzheer o Ejército de Reserva y el Feldheer o Ejército de Campaña. Antes del comienzo de la invasión, el Ersatzheer transfirió al Feldheer 90 000 hombres. En Alemania se quedarían unos 475 000 hombres para el Ersatzheer, de los cuales 90 000 pertenecían a la Luftwaffe. Las bajas previstas eran de 275 000 hombres para la zona fronteriza (julio y agosto), y 200 000 en septiembre. Se decidió que la quinta de 1922 no sería movilizada hasta noviembre para no dañar la capacidad productiva de Alemania y poder despachar tropas al frente con un entrenamiento mínimo.
Composición de un batallón de infantería alemán 1939-1940:
| Cuartel general del batallón | Pelotón de comunicaciones | Tren de suministros | Compañía de ametralladora | Tren de la compañía | Pelotón de morteros | Pelotón de ametralladora | Pelotón de ametralladora |
| ---------------------------- | ------------------------- | ------------------- | ------------------------- | ------------------- | ------------------- | ------------------------ | ------------------------ |
| 5 oficiales                  | -                         | 2 oficiales         | 1 oficial                 | -                   | 1 oficial           | 1 oficial                | 1 oficial                |
| 15 hombres                   | 19 hombres                | 32 hombres          | 20 hombres                | 14 hombres          | 36 hombres          | 36 hombres               | 30 hombres               |

La división de infantería alemana estaba teóricamente formada por: 17 098 efectivos, 516 ametralladoras, 147 morteros, 20 cañones ligeros, 54 cañones de campaña, 75 cañones AC ligeros, 12 DCA, 1539 vehículos y 4842 caballos.. Aunque no siempre fue posible, se intentaba que cada unidad alemana fuese reclutada en la misma región para que ayudase a la cohesión del grupo y rindiesen mejor en el campo de batalla.
Con respecto a las unidades acorazadas, en la campaña intervinieron todo tipo de vehículos. Estaban por un lado los ya obsoletos Panzer I y Panzer II. También participaron los Panzer III, Panzer IV y los cañones de asalto Sturmgeschütz III. En 1941 el Panzer I seguía formando parte del inventario con unas 800 unidades aunque ya estaba retirado del servicio activo. Sus chasis eran empleados para la fabricación de otros vehículos especiales mondando cañones contracarro o ametralladoras antiaéreas. El 22 de junio de 1941 había operativos en el Ejército alemán 235 Panzer III armados con un cañón de 37 mm, y 1090 armados con un cañón de 50 mm, de los cuales 965 estaban operativos. Sin embargo, el Panzer III, columna vertebral de las fuerzas Panzer en Rusia, se quedó pronto obsoleto frente a los mejores carros soviéticos. Cuando comenzó la campaña había 439 Panzer IV, todos ellos integrados en las 17 divisiones Panzer como vehículos de escolta o apoyo. Diversos informes de las tropas alertarían posteriormente que este carro tampoco era adecuado contra los T-34 y los KV soviéticos por su lentitud y menor movilidad en terreno irregular. Su motor a gasolina tampoco estaba preparado para soportar el frío del invierno. Durante la campaña, y dado que sus cañones no eran capaces de penetrar el blindaje de los soviéticos, recibieron la recomendación de tratar de disparar contra la tronera abierta del conductor, la escotilla y el tren de rodadura. Asimismo se emplearon carros checos como el Panzer 35 (t), y el Panzer 38 (t).
La industria militar alemana tenía dificultades para abastecer con buen ritmo a las Panzertruppen para una empresa de este tamaño: en 1940 la producción de blindados fue de 2589, y en 1941 de 5890. Alemania no solo producía carros a menor ritmo que la Unión Soviética, tampoco superaba en esa fecha a Gran Bretaña. Martin Kitchen, citando a un artículo de 1945 de Kenneth Galbraith, señala que tras la caída de Francia, entre la clase dirigente alemana circuló la idea de que la guerra estaba prácticamente acabada y que la campaña en el Este sería muy breve. Por este motivo, según Galbraith, no se hicieron planes para una campaña más larga. Entre los datos del artículo se apunta que diciembre de 1941 Alemania llegó a producir un 30 % menos de armamento que un año antes.
En el momento de la invasión a la Unión Soviética el 68 % de las unidades acorazadas alemanas estaban compuestas por modelos 35 (t), 38 (t), III y IV, sumando un total de veinte divisiones en junio. Cada una disponía además de dos regimientos de fusileros motorizados de dos batallones y en todas, menos cuatro, parte de esta infantería marchaba sobre vehículos oruga. Cada una tenía un batallón motociclista y otro de reconocimiento. Una de las ventajas del apoyo de las divisiones motorizadas integradas en las unidades acorazadas era que podrían seguir un ritmo superior que la infantería que marchaba a pie. Como ya se ha dicho, una fracción importante del material rodante era botín de guerra, lo que permitió a Alemania equipar a parte de sus unidades, pero a costa de sufrir un posterior caos logístico. Para valorar la capacidad de combate (Kampfwert), el Ejército alemán tenía una escala del uno al cinco. El 20 de junio de 1941, el 100 % de las unidades acorazadas y motorizadas recibieron la máxima puntuación. El 60 % del resto de las divisiones también lo obtuvo. El Estado Mayor General alemán no disponía de buena información sobre la capacidad militar e industrial de la Unión Soviética. Esta carencia estaba provocada por un lado por el secretismo propio de la Unión Soviética, y por los numerosos prejuicios que había en Alemania hacia los eslavos.
Carros de combate alemanes para la operación Barbarroja en junio de 1941:
| Modelo de Pzkpfw | I   | II  | III 37 mm | 35 (t) | 38 (t) | III 50 mm | IV  | PzBefw | StuG |
| ---------------- | --- | --- | --------- | ------ | ------ | --------- | --- | ------ | ---- |
| Total            | 152 | 743 | 259       | 155    | 394    | 707       | 439 | 167    | 200  |

La Luftwaffe había sufrido cuantiosas pérdidas en la batalla de Inglaterra, y además tenía muchas unidades comprometidas en Occidente y el Mediterráneo. En junio de 1941, solo el 68 % de sus unidades estaban destinadas al frente del Este. El apoyo aéreo estaba organizado en tres Luftflotten («flotas aéreas»), con una numeración de 1.º, 2.º y 3.ª para los Grupos de Ejércitos Norte, Centro y Sur respectivamente y sumaban un total de 5000 aviones. La Kriegsmarine, a su vez, recibió el encargo del dominio absoluto del Báltico e impedir que la flota soviética pudiese salir del golfo de Finlandia.
La preparación logística fue insuficiente para las necesidades de la operación. Cuando comenzó la campaña, el Ejército alemán solo disponía de tres regimientos de transporte de larga distancia. El Departamento de Economía del Oberkommando der Wehrmacht (en español «Alto Mando de la Wehrmacht», OKW) solicitó al Oberkommando des Heeres (en español «Alto Mando del Ejército», OKH) 360 000 hombres, 10 000 camiones y 4000 coches, pero fue denegada. Para perseguir la actividad partisana en la retaguardia se asignaron nueve Divisiones de Seguridad que resultaron ser insuficientes para todo el territorio a cubrir.

#### Estado Mayor alemán
Formado por el alto mando del Ejército alemán (Oberkommando des Heeres), jefe del alto mando del Ejército y comandantes al frente de cada Grupo de Ejércitos entre el 22 de junio y el 5 de diciembre de 1941:
|                                      |
| Adolf Hitler (Canciller de Alemania) |

|                                                                  |
| Walther von Brauchitsch (Comandante en jefe del Ejército Alemán) |

|                                                 |
| Franz Halder (Jefe del Alto Mando del Ejército) |

|                                       |
| Alfred Jodl (Coronel general del OKW) |

|                                             |
| Wilhelm von Leeb (Grupo de Ejércitos Norte) |

|                                            |
| Fedor von Bock (Grupo de Ejércitos Centro) |

|                                             |
| Gerd von Rundstedt (Grupo de Ejércitos Sur) |

Hitler tendrá como forma de intervenir en los asuntos militares a la sección del OKH llamada Wehrmachtführungsstab dirigida por Alfred Jodl. El control ordinario de los ejércitos en el campo de batalla lo desempeñará el OKH, pero será en el OKW donde Hitler realizará sus dos conferencias diarias y donde también acudirán los oficiales del OKH para presentar los informes. Los dos jefes superiores del OKH eran Brauchitsch y Halder. Brauchitsch había labrado su carrera a base de no contradecir a Hitler. Había sucedido a Werner von Fritsch en 1938. Halder comprendía el problema que suponía que Hitler recortase los poderes del OKH, pero tampoco tenía firmeza para oponerse al Führer. El primer enfrentamiento abierto entre Hitler y los generales será el 8 de julio, cuando manifieste su opinión sobre la conveniencia de atacar primero Ucrania en lugar de Leningrado o Moscú. En realidad, poco importaba el cargo desempeñado en la estructura política y militar del Tercer Reich ya que pertenecer al círculo íntimo del Führer, donde sobresalían Hermann Göring, Albert Speer y Heinrich Himmler, era más importante.

#### Despliegue alemán el 22 de junio de 1941
En el primer asalto, Alemania emplea el 80 % de las fuerzas que disponía para la campaña. El despliegue de las tropas alemanas antes de la invasión era el siguiente:
- Grupo de Ejércitos Norte: mariscal Wilhelm von Leeb, con cuartel general y punto de salida en Königsberg.[78] Tenía como misión tomar Leningrado pasando a través de la costa báltica. Leeb disponía de 7 divisiones de infantería, 3 divisiones acorazadas y 2 divisiones motorizadas, además de otras unidades complementarias. Sumaban un total de 130 000 hombres. Los blindados estaban a cargo del coronel Erich Hoepner[nota 10] (4.º Grupo Panzer). Ernst Busch comandaba el 16.º Ejército (infantería). Georg von Küchler comandaba el 18.º Ejército (infantería). Nikolaus von Falkenhorst comandaba las fuerzas alemanas en Noruega y la zona central de Finlandia.[79] Alfred Keller estaba al mando de la Luftflotte 1 (fuerza aérea). Hans-Jürgen Stumpff estaba al mando de la Luftflotte 5 (fuerza aérea) destinada a operar en la zona del Ártico.[80] Emil Mannerheim estaba al mando de las fuerzas finlandesas.[81][82]
- Grupo de Ejércitos Centro: mariscal Fedor von Bock, con cuartel general en Stettin y punto de salida desde Varsovia, Cracovia y Radom (Polonia).[78] Tenía como misión tomar Moscú pasando a través de Minsk y Smolensko. Disponía de 42 divisiones de infantería y 9 divisiones acorazadas. Sumaban un total de 700 000 hombres. Las fuerzas blindadas estaban a cargo de Heinz Guderian[nota 11] (2.º Grupo Panzer) y Hermann Hoth (3.º Grupo Panzer). Günther von Kluge y Adolf Strauss estaban al cargo del 4.º y 9.º Ejércitos respectivamente. Albert Kesselring estaba al mando de la Luftflotte 2 (fuerza aérea).[83][84]
- Grupo de Ejércitos Sur: mariscal Gerd von Rundstedt, con cuartel general en Breslau y punto de salida desde Tarnów y Lublin (Polonia).[78] Tenía como misión tomar Kiev pasando a través de Moldavia y Ucrania occidental. Contaba con 37 divisiones de infantería alemanas, 17 rumanas, dos húngaras, dos italianas, una eslovaca. También disponía de 5 divisiones acorazadas alemanas. Sumaban un total de 800 000 hombres. Ewald von Kleist estaba al cargo de los blindados (1.er Grupo Panzer). Walter von Reichenau y Carl-Heinrich von Stülpnagel[nota 12] estaban a cargo del 6.º y 17.º Ejércitos respectivamente. Eugen von Schobert estaba al cargo del 11.º Ejército. El general Ion Antonescu estaba al mando de las fuerzas de Rumanía. Alexander Löhr estaba al mando de la Luftflotte 4[83][85].

Además la Alemania nazi contó con el apoyo de sus países satélites. Rumania contribuyó con el 3.º y 4.º Ejércitos rumanos; entre ambos encuadraban doce divisiones de infantería y diez brigadas de montaña, de caballería y de carros de combate. La aportación de Hungría fue más modesta y consistía en un cuerpo de ejército rápido, compuesto por una brigada motorizada y dos brigadas de caballería. Eslovaquía participó con una brigada motorizada y dos divisiones de infatería ligeras. Todas las unidades aliadas estaban subordinadas al mariscal alemán Gerd von Rundstedt.
El 26 de junio parte hacia la Unión Soviética el primer contingente del cuerpo expedicionario italiano. El 2 de julio Mussolini comunica cuál va a ser la aportación total italiana a la campaña: tres divisiones llamadas Torino, Célere y Pasubio, con un total de 50 000 hombres. El jefe al mando era Giovanni Messe. La diplomacia alemana intenta sin éxito convencer al gobierno japonés para que se uniese a la invasión de la Unión Soviética. Japón no estaba interesado en el norte de Asia puesto que su mirada estaba puesta en China y el sudeste asiático. Cuando Stalin comprendió esto, pudo trasladar tropas de Oriente a Europa justo a tiempo para la defensa de Moscú.
Experiencia de Albert Speer, arquitecto alemán y ministro de Armamento y Guerra del Tercer Reich, sobre los meses previos a la invasión:

Molótov se presentó en Berlín a mediados de noviembre de 1940. Hitler se divirtió con sus comensales a costa del despectivo informe de su médico, el doctor Karl Brandt, según el cual el séquito del primer ministro y ministro de Asuntos Exteriores soviético, por miedo a las bacterias, había hecho hervir todos los platos y cubiertos antes de utilizarlos. En la sala de estar del Berghof había un gran globo terráqueo en el que, unos meses después, vi reflejadas las consecuencias del fracaso de estas conversaciones. Con gesto significativo, uno de los asistentes de la Wehrmacht indicó un sencillo trazo a lápiz: una línea que corría de norte a sur a lo largo de los Urales. Hitler la había dibujado como futura frontera entre el territorio que le interesaba y la zona de influencia japonesa. El 21 de junio de 1941, la víspera del ataque a la Unión Soviética, Hitler me llamó a su sala de estar de la residencia berlinesa después de la comida y me hizo escuchar unos cuantos compases de Los preludios de Liszt. Luego me dijo: «En los próximos meses oirá esto con frecuencia, pues va a ser nuestra marcha triunfal para la campaña de Rusia. La ha escogido Funk. ¿Qué le parece? Traeremos de allí todo el granito y el mármol que queramos». Ahora Hitler mostraba abiertamente su megalomanía: lo que ya se había insinuado años atrás en sus obras, ahora tenía que verse sellado por una nueva guerra o, como él decía, con «sangre».
Albert Speer, Memorias (2001), pp. 334-35

Otto Skorzeny, ingeniero y futuro coronel de las Waffen-SS, escribió años después de la guerra sobre su experiencia durante el despliegue en la frontera con la Unión Soviética los días previos al inicio de la operación Barbarroja:

Emplazamos nuestras baterías cerca del Bug, procurando camuflarnos al amparo de los matorrales del campo. Aproveché los momentos de descanso para pasear por los márgenes del río en compañía de algunos camaradas. Vimos los puestos avanzados rusos en la otra orilla del río y nos parecieron similares a los nuestros. Fue la primera vez que vimos, alineadas a todo lo largo de la frontera rusa, las altas torres de guardia que nos llamaron la atención. Nuestros centinelas se ocultaban entre los ramajes de los altos árboles; pasé muchas horas con ellos compartiendo sus inquietudes y desvelos. Pudimos comprobar que los rusos, al igual que nosotros, habían concentrado gran número de tropas en la frontera polaca; sus posiciones, medio enmascaradas aprovechando las ondulaciones del terreno, se nos ofrecían perfectamente visibles.
Otto Skorzeny, Vive peligrosamente

Experiencia de Curzio Malaparte, periodista italiano, sobre el aspecto de la orilla soviética frente a la localidad rumana de Galați, el 18 de junio de 1941:

Entre la Rusia soviética y mi cuarto del hotel, no media más que la corriente del Prut: un lento y amarillento río, que aquí, ya en la desembocadura, se alarga hasta formar casi un lago, un inmenso estanque túrbido, el Bratese, roto aquí y allá por los verdes copetes de cañas y juncos que surgen entre los bancos de lodo. El Prut parece extrañamente desierto en estos días: ningún remolcador, ninguna lancha, ni siquiera una barquilla, surcan la corriente. Sólo algún bote de pescadores, pegado a la ribera rumana, se mece sobre los fangosos arroyos. Pero ¡ay de aquella que se aleje de la orillaǃ, ¡ay de aquella que se meta en medio del ríoǃ: los rusos disparan inmediatamente. Los centinelas soviéticos nocturnos, hacen fuego al primer ruido, al menor rumor; basta para ponerlos en cuidado, el leve ruido que hacen las aguas del Prut al chocar contra la ribera. A ojo desnudo, desde la ventana de mi cuarto, se ven las casas de la ribera rusa, los almacenes de madera, el humo de algún remolcador atracado en el puerto fluvial. Por la calle que costea el río, se pueden distinguir, con unos gemelos, grupos de gentes, seguramente soldados; columnas de automóviles, patrullas de caballería. Durante la noche, la orilla soviética aparece negra y ciega. Parece que la noche comienza allá abajo, en la otra ribera, que se levanta abajo dura y lisa como un muro negro, frente a la orilla rumana centelleante de luces. Al alba, la ribera soviética parece un párpado abierto que se abre poco a poco, dejando correr sobre el río una pálida mirada, descolorida y extraordinariamente triste e inquietante.
Curzio Malaparte, el Volga nace en Europa (2015) pp. 16-17

### Preparativos soviéticos

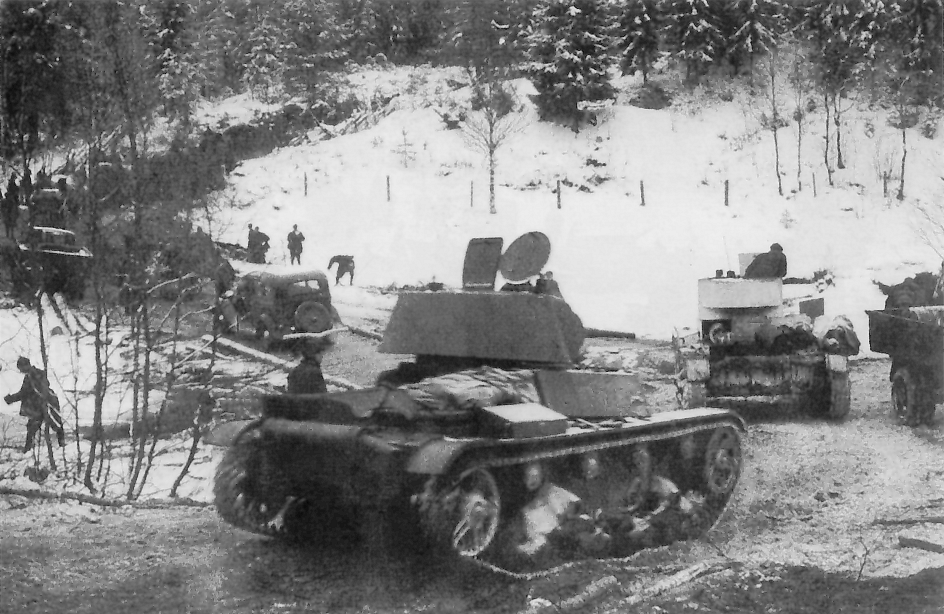
Tanques ligeros T-26 soviéticos y camiones GAZ-AA del 7.º Ejército soviético durante su avance en el istmo de Carelia, 2 de diciembre de 1939. El pobre papel del Ejército Rojo en la Guerra de Invierno contra Finlandia (1939-1940) hizo creer al OKH alemán que la victoria sobre la Unión Soviética sería sencilla. El T-26 era el modelo de carro más común en el ejército soviético cuando comenzó la operación Barbarroja

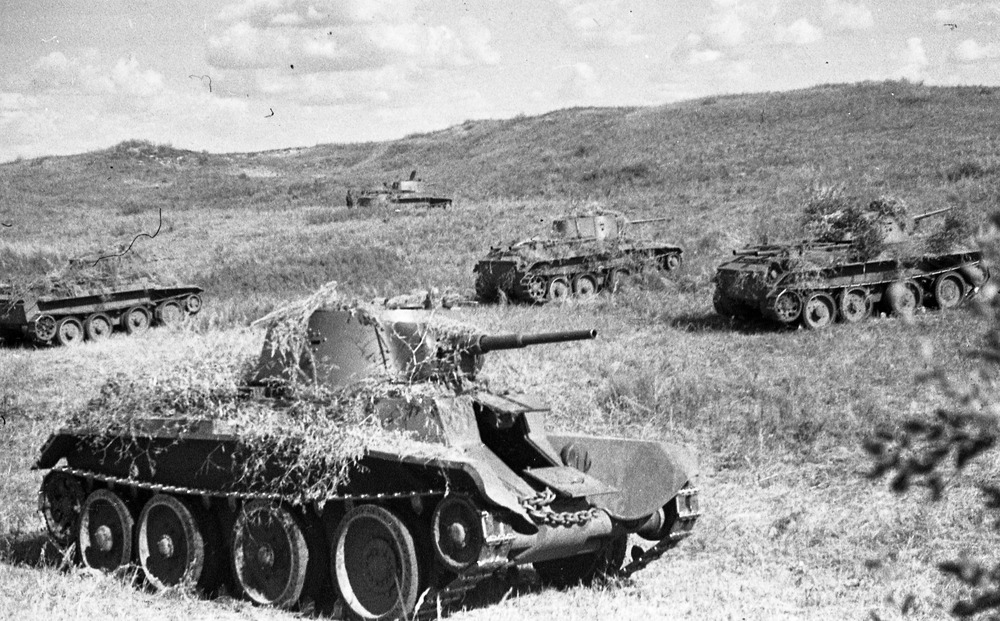
Tanques BT-7, modelo de 1937, desplegados en 1939 durante la batalla de Jaljin Gol. Georgi Zhúkov consiguió para la Unión Soviética una importante victoria que tendría consecuencias posteriores como por ejemplo el Pacto de Neutralidad entre la Unión Soviética y el Imperio del Japón, suscrito el 13 de abril de 1941

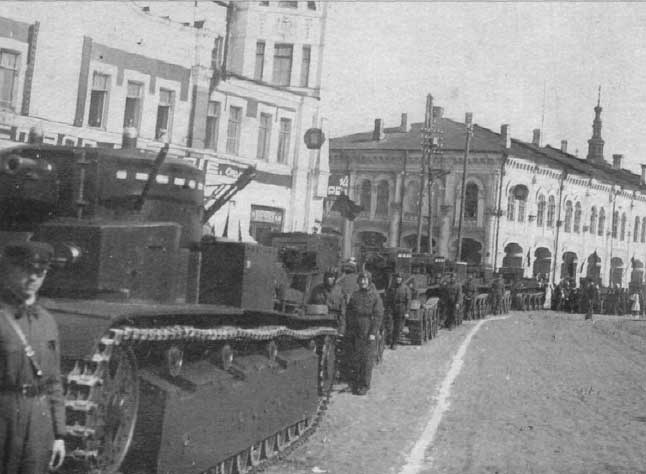
Parada militar en la ciudad rusa de Oriol a finales de los años 30. En la fotografía se puede ver una columna de carros soviéticos T-28

#### Carros de combate

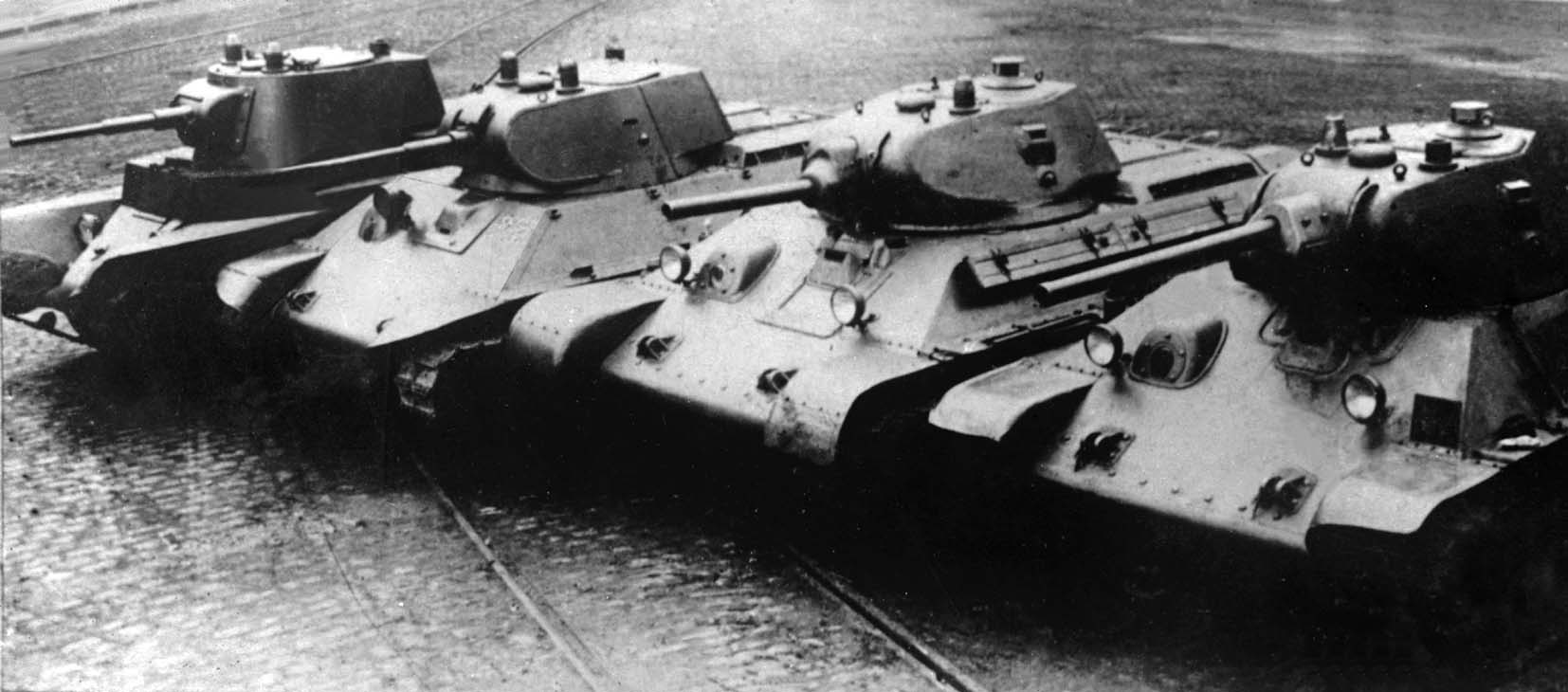
Prototipos de carros soviéticos en 1940. De izquierda a derecha podemos ver: un A-8 (BT-7M), un A-20, un T-34 modelo de 1940 (con un cañón L-11), y un T-34 modelo de 1941 (con un cañón F-34). El T-34 tenía armamento pesado, era rápido, y tenía buen blindaje. Pesaba 31 toneladas, podía alcanzar una velocidad de 52 km/h, tenía una tripulación de cuatro tanquistas, un blindaje máximo de 52 mm (en la torreta), un cañón de 76,2 mm, y dos ametralladoras de 7,62 mm

KV-1, modelo de 1939. Tenía un peso de 43,5 toneladas, podía alcanzar una velocidad de 40 km por hora, tenía una tripulación de cinco tanquistas, un blindaje máximo de 75 mm, un cañón de 76,2 mm, y tres ametralladoras de 7,62 mm

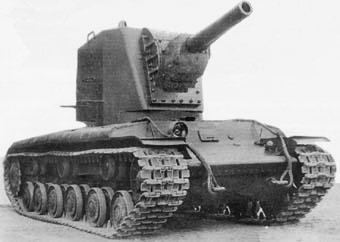
Prototipo del tanque KV-2 en 1940. Durante el desarrollo de la operación Barbarroja, los carros KV soviéticos no tendrán rival en el campo de batalla. En 1943, y tras la aparición de mejores carros alemanes, como el Panzer V Panther, se desarrollará otro modelo de carro soviético, sustituto de los KV, llamado Iósif Stalin-2 o simplemente IS-2

Los planes de defensa soviéticos de 1941 estaban todavía muy influidos por la experiencia de la Primera Guerra Mundial, con todas sus unidades desperdigadas de manera uniforme a lo largo de la frontera y muy cerca de la misma. Uno de los problemas del bando que adopta una posición defensiva es poder frenar la ruptura del frente en el punto donde el agresor puede concentrar todas sus fuerzas. No había tropas de reserva en la retaguardia que pudiesen cerrar rápidamente los puntos de ruptura del frente, permitiendo a los alemanes penetrar a toda velocidad una vez se inició la invasión.
Diez años antes de la operación Barbarroja, las teorías de la guerra motorizada ya habían captado la atención de los altos mandos soviéticos. Mijaíl Tujachevski advirtió entonces que un carro de combate rápido permitiría una ofensiva ininterrumpida. En 1935 la Unión Soviética poseía 7000 tanques, 100 000 camiones militares y 150 000 vehículos oruga. Al igual que en otros ejércitos del momento, los partidarios de la guerra motorizada se encontraron con la resistencia de los militares procedentes de la caballería como Zhúkov quien, sin embargo, llegó a demostrar que era muy competente a la hora de mover grandes unidades acorazadas en el campo de batalla. En 1941 contaban con unos 24 000 tanques, aunque la mayoría estaban ya anticuados.
La producción de armamento fue aumentada en los años previos dentro del clima general europeo de rearme. En el año de la invasión, el Ejército soviético sobrepasaba al alemán por un gran margen en cantidad de soldados y material, siendo los modelos de tanques, el T-34, el KV-1, en muchas ocasiones mejores técnicamente que sus pares alemanes. Hasta el 22 de junio de 1941, se habían construido 1225 T-34. La mayor parte de ellos estaba desplegada en el distrito de Kiev. Asimismo la cantidad de carros (siete veces más numerosos que sus oponentes alemanes), cañones de largo alcance y aviones de combate disponibles en la Unión Soviética, resultaba ser mayor que la que Alemania y todos sus aliados pudiesen movilizar respecto de esas mismas armas. Solo faltaba modernizarse en táctica militar y mejorar el mantenimiento y dirección del equipo. A pesar de disponer en algunas ocasiones de mejor material, una logística deficiente y mal estado de los equipos provocaron que en algunos casos los carros apenas tuviesen el 15 % de la munición necesaria una vez iniciada la invasión.
Cifras de tanques soviéticos en junio de 1941ː
| Tipo  | T-27 (tanqueta) | T-26  | BT-5 BT-7 | T-35 | T-28 | T-34  | KV-1 | KV-2 |
| ----- | --------------- | ----- | --------- | ---- | ---- | ----- | ---- | ---- |
| Total | 3 110           | 9 686 | 7 502     | 61   | 503  | 1 244 | 424  | 213  |

Experiencia de Iván Cherniajovski, general soviético de tanques, según el libro de Akram Sharipovː

El coronel general F. Kuznetsov escuchó las consideraciones de los jefes de los ejércitos (...) después concedió la palabra a Cherniakovski:

—Camarada coronel —preguntó el comandante en jefe— ¿Podría usted, en el papel de jefe del ejército, comunicarnos sus consideraciones acerca del empleo del cuerpo mecanizado en la operación defensiva llevada a cabo en un Frente?

— Puedo, camarada general. (...)— Es sabido —comenzó Iván Danílovich— que en Alemania ya se ha aplicado con éxito nuestra teoría militar, elaborada y comprobada en las maniobras y ejercicios experimentales. Esta teoría prevé la cooperación de las tropas mecanizadas y de tanques con las grandes unidades de infantería, artillería y aviación. Con la particularidad de que se planifica un elevado ritmo de ofensiva. El éxito operativo se transforma en estratégico con la introducción en la ruptura de una potente agrupación de tanques y lanzando a retaguardia del enemigo un desembarco aéreo. De aquí que el fraccionamiento del Cuerpo mecanizado y la resubordinación de las divisiones de tanques a los cuerpos de infantería, como han propuesto algunos camaradas, me parece inconveniente. Escuchaban a Cherniajovski con atención reconcentrada. En la sala reinaba el silencio más absoluto. Iván Danílovich continuó: — En el Oeste, el ejército alemán realizó, prácticamente, el verano pasado nuestros postulados teórico-militares, lanzando sus grupos acorazados sobre Sedán y luego contra Cambrai, también logró el éxito estratégico, perforando previamente la franja defensiva franco-belga. En esa batalla, los alemanes chocaron con los tanques de los ingleses y de los franceses. Estos fueron derrotados porque no supieron emplear los carros en masa, tenían una débil dirección de las grandes unidades blindadas y no estaban debidamente protegidos desde el aire (...) — Es natural que se imponga la pregunta –siguió diciendo Cherniajovski— de por qué nuestra teoría militar, ahora verificada en los campos de batalla del Oeste, no la podemos utilizar nosotros mismos, sometiéndola, por supuesto, a un análisis crítico, no olvidándonos de prestar atención a los problemas de la dirección y a cómo asegurar la entrada en la batalla del Cuerpo mecanizado...
Akram Sharipov, Cherniajovski: El general T-34, (2009); pp. 97-99

#### Fuerza aérea
Las Fuerzas Aéreas del Ejército Rojo de obreros y campesinos (VVS-RKKA) estaban en pleno proceso de modernización cuando comenzó la operación Barbarroja. En 1941, la mayor parte de las unidades de caza estaban equipadas con aparatos Polikarpov I-15 y I-16. Estos aparatos fueron buenos modelos en su momento, pero ya estaban anticuados en pleno 1941. Los distritos centrales estaban equipados con aparatos más modernos, pero carecían de oficiales entrenados. La aviación de bombarderos tenían un problema semejante, estando equipada en su mayor parte con Túpolev SB y todavía con pocas unidades más modernas como el Petliakov Pe-2. El objetivo para finales de 1941 era el de disponer de 106 alas de caza, de las cuales al menos 22 deberían estar compuestas por aparatos de última generación. En 1939-1940, los ingenieros soviéticos producían ya excelentes modelos de caza como el Yak-3, el MiG-1, el Ilyushin Il-2 o el LaGG-3. Otro problema para la fuerza aérea soviética fue la falta de bases en general y cerca del frente en particular por lo que muchas estaban congestionadas el día del ataque alemán facilitando su destrucción en tierra. La Inteligencia alemana había calculado que entre 1939 y 1940 la URSS había producido 5000 aviones al año. Las cifras soviéticas arrojaban cifras mucho mayores, 10 382 en 1939, y 15 565 en 1940. A mediados de 1941, 3 700 nuevos modelos habían sido producidos. Durante las batallas de Smolensko y Moscú, la URSS llegará a producir cuatro aparatos por cada aparato producido en Alemania.
Experiencia de Aleksandr Yákovlev, ingeniero aeronáutico soviéticoː

Nos amargaba que nuestra aviación contase aún con muy pocos nuevos aparatos: el proceso de su producción en serie sólo comenzaba a desplegarse. En 1940 se fabricaron sólo 64 cazas Yak-1 y 20 MiG-3. El bombardero de picado Pe-2 existía únicamente en dos ejemplares. En el primer semestre de 1941 se fabricaron 1946 cazas MiG-3, Yak-1 y LaGG-3, 458 bombarderos Pe-2 y 249 aviones de asalto Il-2. Por el momento la mayoría de aviones de combate de las Fuerzas Aéreas era de las marcas viejas. Pero teníamos muchos aparatos así y eso nos tranquilizaba un poco.
Alexandr Yákovlev, El sentido de mi vida. Memorias de un constructor de aviones, (1972), pp. 172, 173

#### Ejército de tierra
La infantería soviética (denominada fusileros), suponían el 75 % del grueso del Ejército Rojo. Había 303 divisiones cuando comenzó la invasión, de las cuales 178 era infantería, 18 de montaña, 31 de fusileros motorizados CEMZ, y 2 de fusileros motorizados independientes. La división de fusileros soviética estaba compuesta en julio de 1941 por 10 859 hombres, con unos 2500 caballos, y 200 camiones. Contaba con diversas armas de apoyo: 18 cañones C/C de 45 mm, 10 cañones A/A de 37 mm, 28 cañones de 76 mm y ocho obuses de 122 mm, además de 80 morteros. El soldado soviético destacaba por su capacidad de resistencia y determinación, algo reconocido incluso por los propios alemanes.
Durante los primeros tres meses de ofensiva alemana, la URSS perdió más de 100 divisiones de fusileros. Gran parte de estos soldados provenían de la última leva de la primavera y tenían poca preparación. El arma básica del fusilero era el fusil de cerrojo Mosin-Nagant 1890/1930, de 7,62 mm. Se trataba de un fusil robusto y preciso, además la infantería soviética contaba con el fusil semiautomático SVT-40 también de 7,62 mm. Al iniciarse la invasión alemana en 1941, el SVT-40 estaba ampliamente distribuido en el Ejército Rojo. En la Lista de Organización y Pertrechos de una división soviética, supuestamente un tercio de los fusiles eran SVT-40, aunque en la práctica rara vez se alcanzaba semejante estándar. La ametralladora ligera más extendida era la DP-27 de 7,62 mm, y las ametralladoras pesadas DShK, de calibre 12,7 mm, DS-39 y Maxim M1910, ambas de 7,62 mm. Había una grave carencia de armas anticarro durante los primeros meses de guerra. Este problema comenzó a solucionarse con la producción de los fusiles anticarro Simonov PTRS y Degtiariov PTRD, ambos de 14,5 mm, en 1941.
Cada unidad del tamaño de un batallón o superior tenía un kommisar (comisario), además del habitual comandante. Se trataba de un sistema de mando conjunto introducido durante la Guerra Civil de 1917-21 para mantener controlados a los oficiales profesionales, la mayoría de los cuales habían servido en el ejército del zar. El comisario debía autorizar cualquier orden importante del comandante de la unidad. Aunque algunos comisarios utilizaron su posición para intimidar a los oficiales, con bastante frecuencia se apartaban de las tareas puramente militares sobre la que no tenían experiencia alguna para dedicar todo su tiempo a la formación política y la moral de los soldados. En enero de 1941, el Ejército Rojo inició la modificación de los uniformes para adaptarlos mejor a las condiciones bélicas. Las vistosas insignias del cuello fueron adquiriendo colores atenuados, y las esmaltadas fueron sustituidas por otras de metal.
Tras los primeros meses de combate tras el inicio de la operación Barbarroja lo más frecuente era que las insignias de todo el Ejército soviético ya estuviesen adaptadas a la nueva norma. Los uniformes de campaña soviéticos modelo 1935 lucían, en general, un color caqui apagado llamado zashchitniy tsvet en ruso. El elemento más común en el uniforme de campaña era la gymnastiorka, una chaqueta semejante a la camisa tradicional de los campesinos. Los bolsillos de los pectorales de la gymnastiorka de los oficiales descendían en "V" bajo el ojal, mientras que las de otros rangos eran rectas. Había dos tipos de gymnastiorka, de verano y de invierno. La de verano era de algodón y de un color caqui claro, y la de invierno de lana y de un color caqui más oscuro. Los oficiales lucían además un cinturón tipo Sam Browne con una estrella roja en la hebilla. Los otros rangos llevaban el mismo cinturón de cuero pero sin la estrella. Tanto los oficiales como los soldados recibían un pantalón llamado sharovari, acampanados en la cadera, semejante a los pantalones de montar. Los oficiales recibían unas botas negras de cuero, y el resto podía recibir o bien un antiguo modelo de botas con polainas, u otras llamadas sapogi de cuero o lona y de caña alta. En 1936 se introdujo el nuevo modelo de casco de acero para sustituir al anterior modelo basado en el casco francés Adrian, aunque en 1940 se realizaron mejoras a este nuevo modelo. Los oficiales llevaban generalmente una gorra con visera incluso en unidades con casco como forma de distinguir su rango.
La división de fusileros soviética en abril de 1941, estaba teóricamente formada por: 14 483 efectivos, 3000 caballos, 558 camiones, 10 420 fusiles, 1204 subfusiles, 392 ametralladoras ligeras, 166 ametralladoras pesadas, 33 fusiles antitanques, 54 cañones AA de 45 mm, 12 cañones AA de 37 mm, 34 cañones de 76 mm, 32 cañones de 122 mm, 12 obuses de 152 mm y 150 morteros. Aunque rara era la división que alcanzaba estas cifras.

#### Artillería
La artillería tenía en el Ejército Rojo un papel de gran importancia gracias al gran número de piezas. Sin embargo, a causa de su dispersión por las unidades de infantería, sufrieron grandes pérdidas durante la operación Barbarroja. También estaban en pleno proceso de modernización y homologación cuando comenzó la invasión. Todavía estaba en servicio material anticuado de la época de los zares: modelos como el 00/02 de 76,2 mm, o el de 1910, de 107 mm. Había material más moderno, como el 1902/30 y L30-L/40, de 76,2 mm. Entre las piezas más ligeras, la más moderna era la Pushka obr. 1936. En la artillería pesada destacaba el cañón de campaña modelo 1920/1930 de 152 mm y el modelo más nuevo de 1937. Había también artillería de 203 mm. Había pocas unidades operativas de lanzacohetes Katiusha en junio de 1941.
Como ya se ha señalado, el número real de carros de combate, aviones de guerra y divisiones del Ejército Rojo era desconocido por el OKW alemán y de este modo por Hitler. Los análisis de la situación del Ejército soviético de los generales germanos y del propio Hitler se sustentaban en el pésimo desempeño de las tropas soviéticas durante la Guerra de Invierno de 1939 contra Finlandia, en la que el Ejército Rojo sufrió cuantiosas pérdidas en hombres y material frente al ejército finlandés, mucho más pequeño y peor equipado, al cual combatían. Sin embargo, no todo fueron malas noticias. En el Lejano Oriente, en la batalla de Jaljin Gol, en el verano de 1939, Zhúkov cosechó una importante victoria contra las tropas japonesas.

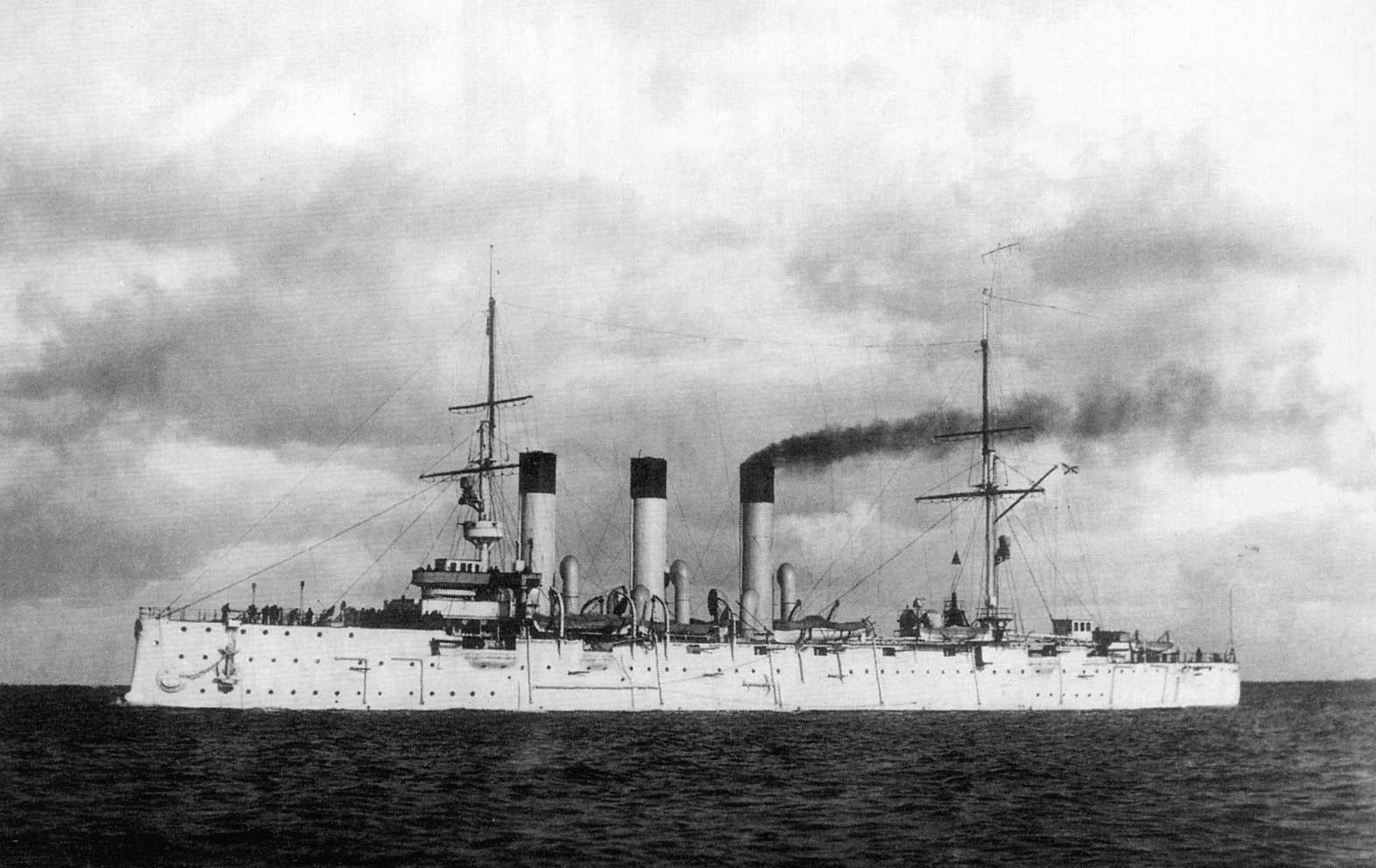
El viejo crucero Aurora uno de los cruceros pesados de los que disponía la Armada soviética antes de la invasión alemana de la Unión Soviética

#### Armada
En el momento de la invasión, la Armada soviética contaba con tres acorazados, siete cruceros (incluidos cuatro modernos cruceros pesados de clase Kirov), cincuenta y nueve destructores (incluidos cuarenta y seis modernos destructores clase Gnevny y clase Soobrazitelny), 218 submarinos, 269 lanchas torpederas, 22 patrulleras, 88 dragaminas, 77 cazadores de submarinos y una gran variedad de otras embarcaciones más pequeñas.
En distintas etapas de finalización había otros 219 buques, incluidos tres acorazados, dos cruceros pesados y siete ligeros, cuarenta y cinco destructores y noventa y un submarinos.
En los totales anteriores se incluyen algunos barcos anteriores a la Primera Guerra Mundial (los destructores clase Novik, algunos de los cruceros y todos los acorazados), algunos barcos modernos construidos en la URSS y Europa (como el destructor Taskent y el ex crucero alemán Lützow parcialmente terminado). Durante la guerra, muchos de los barcos en los astilleros en Leningrado y Nikolayev fueron destruidos (principalmente por aviones y minas), pero la Armada soviética recibió destructores rumanos capturados y pequeñas embarcaciones de la Ley de Préstamo y Arriendo de los EE. UU., así como de la Royal Navy el antiguo acorazado HMS Royal Sovereign (renombrado Arkhangelsk) y el crucero de la Armada de los Estados Unidos USS Milwaukee (renombrado Murmansk) a cambio de la parte soviética de la marina italiana capturada.

#### Las purgas
Se había pensado que el Ejército Rojo estaba en desventaja numérica respecto a la Wehrmacht precisamente en las guarniciones de regiones occidentales de la Unión Soviética, aunque sumando la totalidad de soldados soviéticos disponibles resultaba una cifra superior a la movilizada por Alemania y sus aliados. El Ejército Rojo podría movilizar casi cinco millones de soldados preparados ya en junio de 1941, pero para que tal diferencia fuese visible en combate era necesario primero movilizar grandes cantidades de tropas soviéticas desde Carelia, Siberia, Asia Central y de la región del Extremo Oriente ruso, principalmente de las tropas que resguardaban los avances japoneses en Vladivostok.
La única gran desventaja soviética parecía ser la falta de preparación táctica de sus mandos para una invasión alemana, la escasez de oficiales y la rigidez del mando. Tras la «Gran Purga» de 1938, Stalin había reforzado su poder dentro de la Unión Soviética pero para ello había ordenado encarcelar o fusilar a varios miles de oficiales muy competentes del Ejército Rojo tales como el ya citado Mariscal de la Unión Soviética Mijaíl Tujachevsky, (cuyas ideas habían influido en Heinz Guderian), al punto que de 90 generales del Ejército, solo seis sobrevivieron la purga, y de 180 jefes de distrito militar solamente 57 vivían tras la purga, casi dos tercios de los comandantes de divisiones y de cuerpos de ejército habían sido arrestados o ejecutados. Entre los oficiales menores el efecto fue menor (menos del 0,5 % de los oficiales del Ejército Rojo fueron acusados durante el proceso), no obstante, tuvieron que hacer frente al hecho de que entre 1936 y 1940 se llevaran a cabo políticas de rearme que duplicaron el número de unidades sin aumentar el número de oficiales a la misma velocidad, por lo que había carencia de oficiales. La oficialidad quedó marcada para el futuro, creando un ambiente de desconfianza, apatía y falta de liderazgo, que tendría consecuencias durante la invasión alemana.
Desde el punto de vista del gobierno de la URSS, las purgas fueron justificadas por el convencimiento de que había un complot en marcha contra Stalin en el alto mando del Ejército Rojo. Ludo Martens, historiador belga, señala en su libro Otra mirada sobre Stalin (1996), que existió una conspiración en marcha entre los revisionistas del partido comunista como Bujarin y un grupo de militares soviéticos. Con la purga había eliminado a la mayor parte del bloque que quedaba de oficiales ex zaristas, pero también acabó con muchos comandantes revolucionarios surgidos durante la Guerra Civil. Se ha sugerido que detrás de la supuesta conspiración trotskista estaría la mano de un oficial alemán llamado Reinhard Heydrich, quien habría filtrado a Stalin las aparentes intenciones de dichos oficiales soviéticos.
Valoración de Vladimir Fiodorovich Alliluev:

Stalin fue una persona dura y severa. Aunque podemos decir sin miedo a equivocarnos que en aquellas circunstancias no tuvo otra opción. Lo ocurrido en los años 1936 y 1937, fue una situación difícil, extrema, con intrigas, conspiraciones, robos y sabotajes. Se dieron elementos similares a la situación actual. Pero Stalin no optó por callar. Todo lo contrario, optó por actuar. Estaba en juego la existencia de la URSS. Al leer el diario de mi padre, yo me di cuenta de cuál era por ejemplo la situación en Georgia o en Kazajistán en aquellos años. La situación era infernal, terrible. Se puede hablar de un cerco interior, corrosivo, que envenenaba el trabajo, no dejaba trabajar a la gente y no permitía organizar la economía. Y llegó el año 1937. Y a pesar de que Stalin había advertido varias veces con anterioridad que había que dejar de lado las intrigas y las conspiraciones, que no había que robar, que había que formar cuadros y organizar la economía, estos grupos continuaron en el mismo camino y con la misma actitud. Y todo acabó como es conocido. Sin las detenciones y juicios de aquellos años, eso que la gente llama las represiones del año 1937, yo no sé si nosotros hubiésemos podido ganar después la guerra. Incluso los mandos militares se acusaban unos a otros y buscaban pruebas y documentos comprometedores contra unos y otros. Es imposible establecer una causa única. Por un lado las conjuras y conspiraciones de los militares y los políticos. No hay que olvidar que algunos militares estuvieron muy cerca de llevar a cabo los golpes militares que estaban organizando. Quizá les perdió el hecho de no ponerse de acuerdo y existir varios grupos militares que desconfiaban y estaban enfrentados entre sí.
Antonio Fernández Ortiz, ¡Ve y lucha!: Stalin a través de su círculo cercano (2012) p. 74

En relación con la purga en el Ejército Rojo, John Keegan, en su libro Barbarroja, invasión de Rusia (1970), comparando cifras de antes y después de las purgas, anota las siguientes cifras:
|         | Mariscales | Comandantes de ejército | Comandantes de cuerpo de ejército | Generales de división | Generales de brigada |
| ------- | ---------- | ----------------------- | --------------------------------- | --------------------- | -------------------- |
| Antes   | 5          | 15                      | 85                                | 195                   | 406                  |
| Después | 2          | 2                       | 28                                | 85                    | 186                  |

Kliment Voroshílov fue retirado del mando en el Estado Mayor en mayo de 1940, siendo sustituido como Comisario de Defensa por Semión Timoshenko, quien llegaría a ser Mariscal de la URSS junto con Shaposhnnikov y Kulik. En junio de 1940 se promovieron 1000 nuevos altos mandos entre los que destacaron Zhúkov, Meretskov, Tyulenez, Apanasenko o Gorodovikov. Estos nuevos altos oficiales emprendieron diversos programas para modernizar las fuerzas soviéticas. Estaban todavía en esa tarea cuando se desató la operación Barbarroja. Tanto Timoshenko, como Zhúkov, habían propuesto a Stalin un plan de ataque preventivo contra Alemania, que sin embargo, rechazó por no creer que la URSS estaba todavía preparada.

#### La Stavka
El Cuartel General de las Fuerzas Armadas de la URSS estaba compuesto por los siguientes integrantes a partir del 23 de junio de 1941: 
|                                                                                    |
| Iósif Stalin (secretario general del PCUS). Jefe de la Stavka desde el 20 de julio |

|                                                                      |
| Semión Timoshenko (mariscal). Jefe de la Stavka hasta el 20 de julio |

|                                                              |
| Gueorgui Zhúkov (general de ejército). Jefe del Estado Mayor |

|                            |
| Semión Budionni (mariscal) |

|                                                     |
| Viacheslav Mólotov (ministro de Asuntos Exteriores) |

|                               |
| Kliment Voroshílov (mariscal) |

|                                             |
| Nikolái Guerásimovich Kuznetsov (almirante) |

Hasta el 8 de agosto de 1941 no se pondrá Stalin al frente del Gran Cuartel General o Stavka. Con relativa frecuencia, las jerarquías militares se verán alteradas por la intervención directa de Stalin.

#### Despliegue soviético el 21 de junio de 1941
Orden general de batalla del Ejército Rojo en junio de 1941:
- Frente Norte: Teniente general Markián Popov, con cuartel general en Leningrado. Disponía de tres ejércitos (7.º, 14.º y 23.º), además de fuerza y defensa aérea. Tenía dos cuerpos de ejército (CE) mecanizados el I y el X, dos divisiones y una brigada de fusileros independientes. También disponía de divisiones de fortificaciones, tres regimientos de la NKVD, dos regimientos de obuses y tres de ingenieros.
- Frente Noroeste: Teniente general Fiódor Kuznetsov, con cuartel general en Riga. Disponía de tres ejércitos (8.º, 11.º y 27.º), además de fuerza y defensa aérea. Disponía de dos cuerpos de ejército (CE) mecanizados el III y el XII, y del V cuerpo aerotransportado (mayor general I. S. Bezugliy). También disponía de otras unidades de la NKVD (guardias fronterizos). En total estaban desplegadas 26 divisiones, de las cuales seis eran acorazadas.
- Frente Oeste: General de ejército Dmitri Pávlov,[nota 18] con cuartel general en Minsk. Disponía de cuatro ejércitos (3.º, 4.º, 10.º y 13.º), aunque el 13.º Ejército no poseía unidades militares asignadas, únicamente contaba con un cuartel general. Además de los citados ejército, Pávlov disponía de seis cuerpos mecanizados los VI, XI, XIII, XIV, XVII y XX, y del IV cuerpo aerotransportado. También disponía de unidades de artillería e infantería para la defensa de las fortificaciones. En total estaban desplegadas 36 divisiones, de las cuales diez eran acorazadas.
- Frente Suroeste: Teniente general Mijaíl Kirponós, con cuartel general en Kiev. Disponía de cuatro ejércitos (5.º, 6.º, 12.º y 26.º), además de fuerza y defensa aérea. Disponía de ocho cuerpos mecanizados los IV, VIII, IX, XV, XVI, XIX, XXII y XXIV, y del I cuerpo aerotransportado y varios regimientos de artillería. En total estaban desplegadas 14 divisiones, de las cuales dos eran acorazadas.
- Frente Sur: (formado el 25 de junio) General de Ejército Iván Tiulenev, con cuartel general en Odesa. Disponía de dos ejércitos (9.º y 18.º) además de fuerza y defensa aérea. Disponía también de dos cuerpos mecanizados (II y XVIII), y del III cuerpo aerotransportado y varios regimientos de artillería. En total estaban desplegadas 14 divisiones, de las cuales dos eran acorazadas.
- Reserva de la Stavka; Disponía de seis ejércitos (16.º, 19.º, 20.º, 21.º, 22.º y 24.º) y de cinco cuerpos mecanizados (V, VII, XXI, XXV y XXVI)

La frontera, sin apenas obstáculos naturales, no disponía todavía de una adecuada fortificación. En un esfuerzo por evitar toda provocación contra Alemania, Stalin había ordenado que gran parte de las unidades estuviesen alejadas de la primera línea.

#### Comité de Defensa del Estado desde el 30 de junio de 1941
Tras iniciarse la invasión, y a petición de un grupo de colaboradores de Stalin abanderado por Beria, se estableció el Comité de Defensa del Estado.
| |
| Iósif Stalin (secretario general del PCUS) Asumió presidencia del Comité de Defensa del Estado el 30 de junio de 1941 |

| |
| Lavrenti Beria (Responsable del control de la producción de armamento y municiones, así como de la aviación militar) |

|                                          |
| Kliment Voroshílov (Mariscal de la URSS) |

|                                                                           |
| Viacheslav Mólotov (Ministro de Asuntos Exteriores de la Unión Soviética) |

|                   |
| Gueorgui Malenkov |

## Inicio de la invasión

### Demoras alemanas

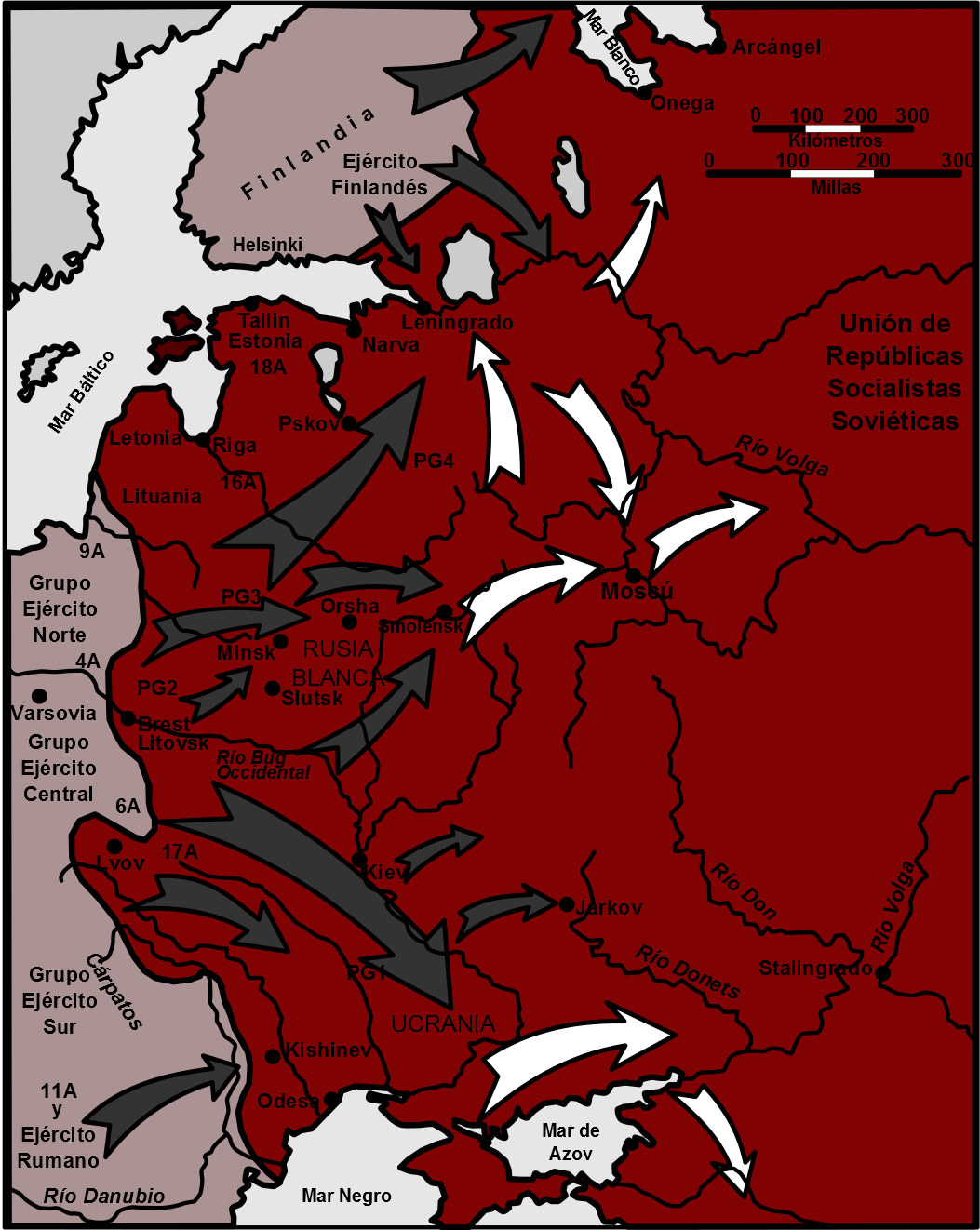
Mapa de los avances alemanes (junio de 1941)

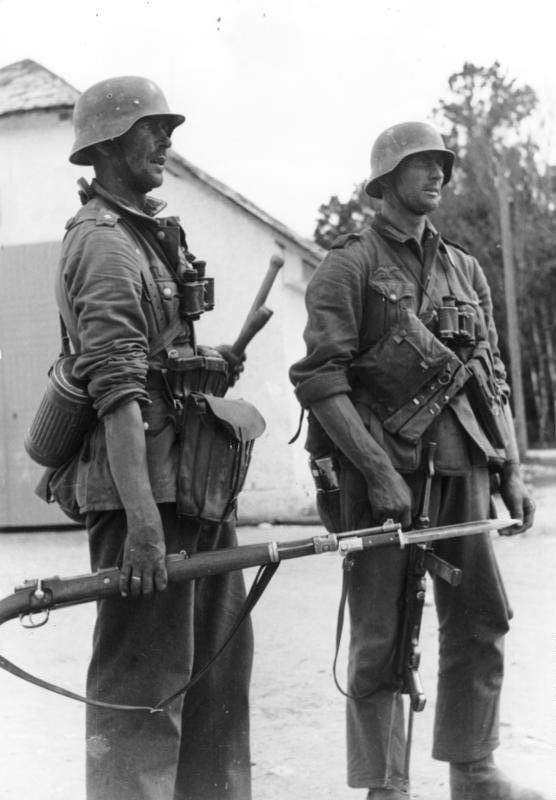
Dos soldados de infantería alemana (21 de junio); El soldado de la izquierda sostiene un Mauser Kar98k con la bayoneta S84/98 montada, y el de la derecha sostiene un subfusil Maschinenpistole 40, más conocido como MP40

La invasión estaba inicialmente prevista para el 15 de mayo, pero la intervención de Mussolini en África Oriental contra la Somalia Británica y, sobre todo, su frustrada invasión de Grecia durante el invierno de 1940 hizo aplazar la operación, al verse Hitler obligado a socorrer a su aliado decretando la invasión de Grecia (Operación Marita).
Por otra parte, como respuesta al golpe de Estado en Yugoslavia que sustituyó al gobierno proalemán que había firmado el Pacto Tripartito, Hitler ordenó la invasión de Yugoslavia (Operación 25). En conjunto, la intervención del Tercer Reich en Grecia y los Balcanes retrasó la operación Barbarroja cuatro semanas que fueron vitales. Las lluvias fuertes de mayo retrasaron los preparativos otros diez días. Tras esta breve campaña en los Balcanes, los vehículos necesitaron reparaciones, los hombres, descanso, y además fue necesario tiempo para volver a trasladarlos a la frontera del este.Muchos autores sostienen que esta demora resultó fatal a la larga para el avance alemán, como ya había advertido en su día el Alto Mando.
El 6 de junio de 1941, Hitler emite la Orden de los Comisarios redactada por Franz Halder Jefe del Estado Mayor del Alto Mando del Ejército Alemán (OKH) y su personal, que ordenaba que todos los comisarios políticos fueran ejecutados inmediatamente cuando fueran capturados sin juicio previo y sin temor a posibles responsabilidades judiciales posteriores. Por esas fechas el Alto Mando alemán también emitió el Decreto Barbarroja (firmado el 13 de mayo de 1941) que permitía a los soldados alemanes ejecutar a ciudadanos soviéticos por cualquier motivo, lo que condujo a numerosos crímenes de guerra y atrocidades durante la campaña. El decreto eximía a los soldados alemanes de cualquier forma de enjuiciamiento por crímenes de guerra cometidos en el Este. Halder también insistió en que se incluyera una cláusula al Decreto Barbarroja que otorgara a los oficiales el derecho de arrasar pueblos enteros y ejecutar a sus habitantes.
Ese mismo día, 6 de junio, Ion Antonescu, Primer ministro de Rumanía (1940-44), acude a Berlín para recibir instrucciones. El 17 de junio, ante los crecientes rumores de concentración de tropas en la frontera soviética, Hitler fija la invasión para el 22 a las 04:00 de la mañana con el nombre en clave «Operación Barbarroja». Previamente se habían barajado otros nombres como «Otto», nombre dado por el OKH, u «Operación Fritz». El 18 de junio Alemania y Turquía firman un pacto de no agresión. El sábado 21, a las 16:45, los soviéticos captan un radiograma dirigido al 1.er Ejército Panzer de von Kleist: «Narraciones sobre los héroes de Wotan. No tocar 15». Sin embargo, no logran descifrarlo.
Fragmento de un discurso de Hitler a los generales alemanes en marzo de 1941:

La guerra contra Rusia no será una guerra caballeresca: están en juego ideologías y diferencias raciales, y por tanto será conducida con una dureza sin precedentes, implacable e inflexible. Todos los oficiales tendrán que librarse de ideologías anticuadas. Ya sé que muchos de ustedes, generales, no pueden comprender la necesidad de utilizar tales medios para hacer la guerra, pero... insisto en que se cumplan todas mis órdenes sin discutirlas. Los comisarios sustentan ideologías totalmente opuestas al nacionalsocialismo; por consiguiente, deben ser liquidados. Los soldados alemanes culpables de quebrantar las leyes internacionales... serán excusados. Rusia no tomó parte en la Convención de La Haya y por tanto no tiene ningún derecho.
John Keegan. Operación Barbarroja, invasión de Rusia (1970) p. 49

### Actividad diplomática
Joseph Goebbels, ministro de Propaganda del III Reich, se reúne con Hitler durante la tarde del 21 de junio para ultimar detalles. Se emitiría un mensaje de radio a las 5:30 horas. Esa misma noche, la embajada alemana en Moscú recibe noticias sobre la llegada de un importante mensaje enviado por el Ministerio de Relaciones Exteriores del Reich. En ese momento se hallaban solos en la sede diplomática el embajador Friedrich-Werner Graf von der Schulenburg y su adjunto Gustav Hilger, pues el gobierno nazi había ordenado días antes que salieran de territorio soviético todos los ciudadanos alemanes y sus familias. Es posible que el embajador Schulenburg ya tuviera indicios de que se preparaba una invasión alemana contra la URSS desde hacía varias semanas, por lo que pudo no sorprenderse del contenido del mensaje que llegaría desde Berlín esa noche.
Ese mismo día por la tarde, Hitler envía una carta a Benito Mussolini informando al dictador italiano de la decisión alemana de invadir la URSS. A las 03:00 de la mañana, el embajador alemán en Italia, von Bismarck, contacta con Ciano, ministro de Asuntos Exteriores de Italia, para hacerle entrega de la carta de Hitler donde detallaba los motivos que justificaban la agresión a la URSS. El ministro germano telefonea de madrugada a Mussolini, quien se muestra enojado ante Ciano porque "le despertasen en mitad de la noche como a un criado". La carta decía: «Suceda lo que suceda ahora, Duce, nuestra situación no puede empeorar como consecuencia de este paso; solo puede mejorar». Mussolini da órdenes inmediatas para que Italia declare la guerra a la URSS.
Mientras tanto, en Berlín el embajador soviético Vladímir Dekanózov, quien se había quejado de manera insistente a lo largo de la tarde por las constantes violaciones del espacio aéreo soviético por parte de aviones alemanes, recibe una llamada telefónica a su residencia en la madrugada del domingo 22 de junio de 1941 para ser convocado al despacho del ministro nazi Joachim Ribbentrop. Momentos antes del encuentro, el intérprete oficial de Hitler, Paul Schmidt recuerda: «Jamás había visto a Ribbentrop tan nervioso como durante los cinco minutos que precedieron a la llegada de Dekanózov. A grandes pasos como un animal enjaulado, medía de un lado a otro su despacho. "El Führer tiene toda la razón al atacar ahora a Rusia", se decía más bien a sí mismo que a mí, como si con tales palabras quisiera tranquilizarse de algún modo». Cuando llegó Dekanózov, en una ceremonia oficial rodeado de otros diplomáticos y funcionarios alemanes le hacía entrega de una declaración de guerra formal en la cual el III Reich alegaba una «traición soviética» que obligaba al régimen hitleriano a «tomar medidas militares para su defensa». El embajador soviético contesta: «¡Lamentarán este ataque insultante, provocador y absolutamente rapaz contra la Unión Soviética! ¡Lo pagarán muy caro!». Mientras Dekanózov abandonaba el despacho sin estrechar la mano de Ribbentrop, este le aborda una última vez y le dice: «Digan en Moscú que yo estaba en contra del ataque». Tras la reunión, Dekanózov es internado junto con el resto del personal diplomático y luego enviado a la URSS.
No existe consenso entre los autores sobre si efectivamente la URSS preparaba un ataque a su vez contra el III Reich a corto plazo. Entre los oficiales alemanes hubo casos de generales que niegan que hubiese evidencias en el lado soviético que sugiriesen una invasión inminente, como fue el caso de von Rundstedt. El día de la invasión, la mayoría de los estados de alerta decretados a lo largo de la frontera soviética provinieron de los jefes locales sin conocimiento de sus superiores ante los movimientos que podían escuchar y en muchos casos ver en el lado alemán. La falta de preparación en el lado soviético, con muchos carros o baterías de artillería sin apenas munición, parecen indicar que al menos la URSS no tenía planificada un ataque inminente.
En Alemania, en esos momentos, Goebbels mira su reloj a las 3:30 horas y afirma: «Nuestros cañones estarán tronando. Que Dios bendiga a nuestro ejército».
Cuando en Moscú el embajador Schulenburg recibe el mensaje enviado por sus superiores desde Berlín, destruye los libros de claves y documentos secretos y se dirige apresuradamente hacia la sede de la Comisaría del Pueblo de Asuntos Exteriores, donde poco antes del amanecer, puede entrevistarse con el ministro soviético Viacheslav Mólotov, entregándole una declaración de guerra en similares términos a la entregada a Dekanózov en Berlín. Mólotov recibe la declaración y comenta al embajador alemán: «¿Cree usted que nos merecemos esto?», con un tono de complicidad traicionada. Acusa de «mala fe e ingratitud» al gobierno nacionalsocialista, alegando que desde antes de la llegada del diplomático alemán tenía noticias sobre cómo la Luftwaffe había empezado a atacar aldeas soviéticas situadas en la frontera.
Así, el domingo 22 de junio de 1941, a las 3:15 de la madrugada, en un gigantesco frente de 1 600 km entre el mar Báltico y el mar Negro, los alemanes movilizaron 4 136 000 hombres: 3,5 millones de alemanes y 1 millón de aliados (rumanos, finlandeses, húngaros, italianos y eslovacos), aglutinados en 225 divisiones, junto a 4919 carros de combate y 4006 aviones, 49 592 piezas de artillería, 629 200 unidades de transporte y 680 000 caballos, convirtiéndola en la operación terrestre más grande de la historia. Las tropas aliadas de los alemanes no tienen el mismo espíritu combativo, pero serán útiles tanto en tareas de ocupación como sosteniendo el frente en sectores secundarios. Inicialmente, los puestos de vigilancia soviéticos tardaron en reaccionar al enorme movimiento, pareciendo increíble que, pese a las declaraciones de la propaganda oficial estalinista, Alemania estuviera atacando realmente a la URSS. Para hacerles frente, la URSS tenía desplegados 3 300 000 hombres, 15 470 carros de combate, 10 775 aviones, 63 833 piezas de artillería, 173 000 transportes y 700 000 caballos.
El comandante de carros de combate alemán Otto Carius recordaba así el día 21 de junio de 1941:

Cuando en junio de 1941 nos repartieron nuestras raciones básicas de emergencia supimos que algo estaba a punto de ocurrir [...] Nos desplazamos a la frontera el 21 de junio. Tras recibir un informe de situación, finalmente nos enteramos de nuestro próximo papel en los acontecimientos que estaban a punto de producirse. Una gélida calma se instaló entre los miembros de la división a pesar de que, en el fondo, todos estábamos muy excitados. La tensión se volvió casi insoportable durante la noche. Prácticamente se nos salió el corazón del pecho cuando escuchamos los escuadrones de bombarderos y Stukas bramar sobre la división en dirección al este. Nuestro comandante había instalado una radio civil en su carro, que proclamó el inicio de la Campaña de Rusia cinco minutos antes de la Hora X.
Otto Carius, Tigres en el barro (2012) p. 22

Pocas horas después de que comenzase la invasión, Hitler partió en su tren particular acorazado Amerika en dirección a la Prusia Oriental, donde se localizaba el cuartel conocido como «Guarida del Lobo» (Wolfsschanze) para dirigir desde allí las operaciones.

## Evolución de la invasión (junio-noviembre de 1941)

### La ruptura del frente

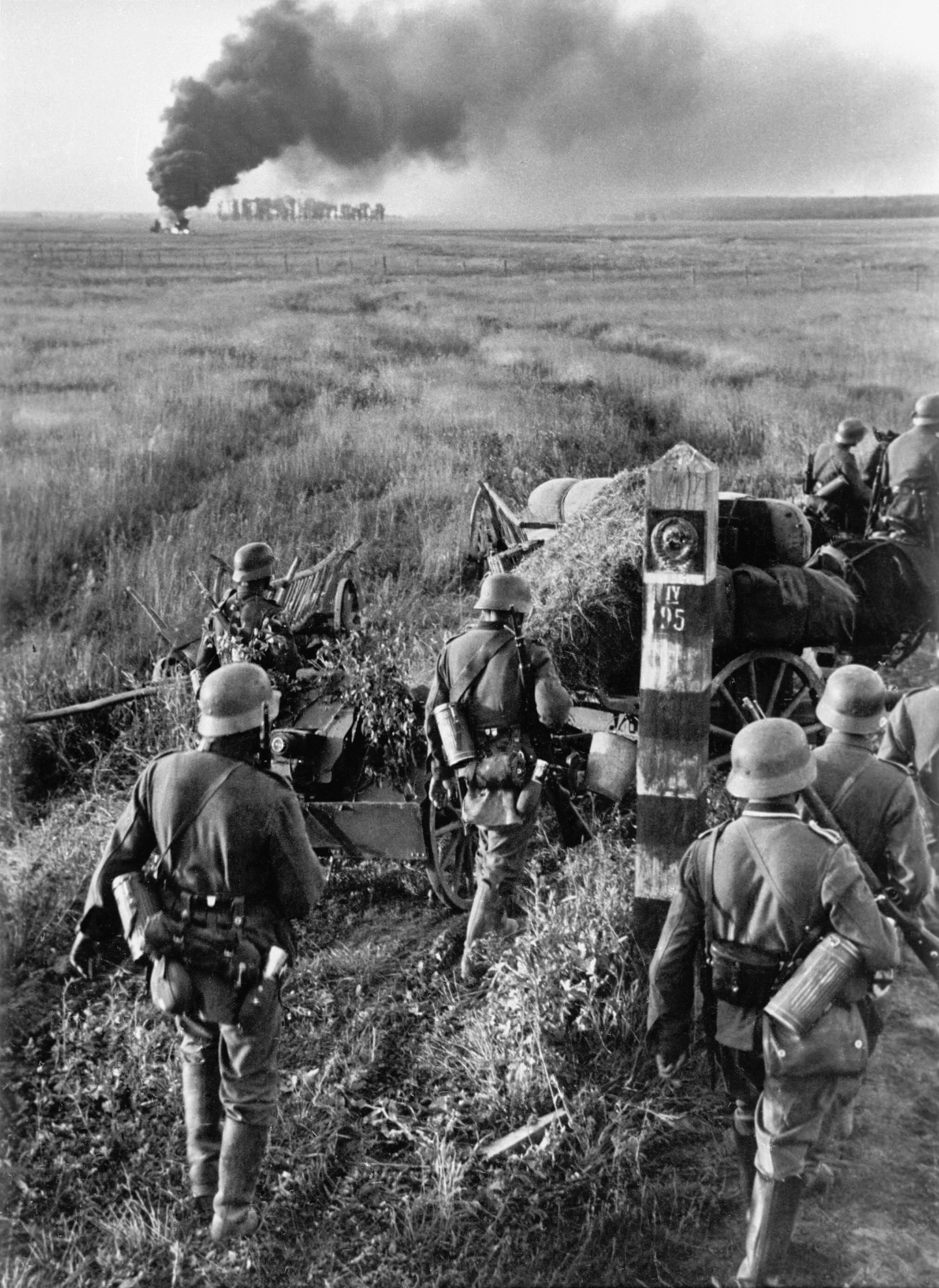
Tropas alemanas cruzando la frontera con la Unión Soviética (22 de junio)

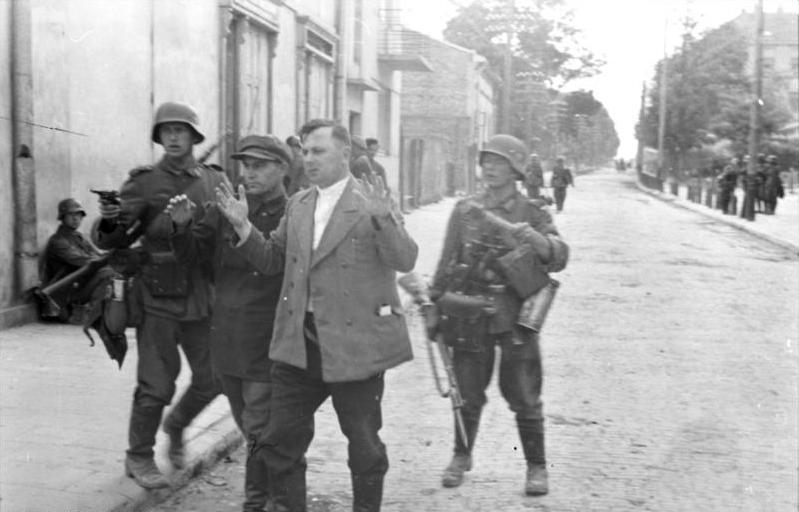
Soldados alemanes con dos prisioneros en una aldea de Ucrania (junio)

Gueorgui Zhúkov, mariscal de la Unión Soviética, sobre el día que se inició la operación Barbarroja:

La madrugada del 22 de junio, Timoshenko, Vatutin y yo nos encontrábamos en el despacho del comisario de defensa. A las 3.17 horas me telefonea el jefe de la Flota del mar Negro, almirante F. S. Oktiabrski: «El sistema de observación y vigilancia antiaéreas de la flota comunica la aproximación por el mar de gran número de aviones desconocidos; [...] A las 3.40 horas telefoneó el jefe de la circunscripción del Báltico, general F. I. Kuznetsov, notificando vuelos de la aviación enemiga sobre Kaunas y otras ciudades. El comisario me ordenó telefonear a I. V. Stalin. Lo hice. [...] Unos tres minutos después, Stalin tomó el auricular. Le informé de la situación y le pedí autorización para emprender operaciones de contraataque. Stalin callaba. Sólo oía su respiración. ¿Me ha comprendido usted? Siguió el silencio. Al fin, respondió: ¿Dónde está el comisario de defensa? [...] —Venga al Kremlin con Timoshenko. Y diga a Poskrebiyshev que avise a todos los miembros del Buró Político. [...] A las 4.30 de la mañana estaban presentes todos los miembros del Buró Político avisados. Al comisario de defensa y a mí se nos invitó a entrar en el despacho. Stalin estaba pálido, sentado detrás de la mesa, con la pipa llena de tabaco en la mano. Dijo: —Hay que telefonear en seguida a la embajada alemana. De la embajada contestaron que el embajador, conde Von Schulenburg, pedía ser recibido para hacer una comunicación urgente. Se encargó a V. M. Molotov de recibir al embajador. Mientras tanto, el primer subjefe del Estado Mayor General, Vatutin, anunció que las tropas terrestres alemanas, tras una fuerte preparación artillera, habían pasado a la ofensiva en varios sectores de las direcciones noroccidental y occidental. Poco después, en el despacho entró apresuradamente Molotov: —El Gobierno alemán nos ha declarado la guerra.
Gueorgui Zhúkov, Memorias y reflexiones (1990)

Experiencia de Mijaíl Neishtadt, operador de señales en el cuartel general del distrito militar de Leningrado, tras recibir a las 04:00 de la mañana una comunicación urgente del cuartel general del Ejército Rojo donde decía: «Tropas alemanas han cruzado la frontera de la Unión Soviética»:

Aún bajo los efectos del shock, habían decidido que nuestro ejército —que estaba sufriendo un ataque demoledor— no tenía que responder. Vista en perspectiva, esta reacción fue claramente una estupidez, pero creíamos que de alguna forma aquello quedaría en nada. Mi turno tenía que terminar a las ocho de la mañana, pero las autoridades municipales nos tuvieron encerrados en el edificio hasta mediodía. En aquellas primeras horas horribles, no querían que nadie se enterase de la invasión alemana; se aferraron a la vana esperanza de que fuera algún tipo de malentendido que aún tuviera solución.
Michael Jones, El sitio de Leningrado: 1941-1944 (2016)

Las defensas militares soviéticas se derrumban como estaba previsto. La Luftwaffe consigue abatir o destruir antes de las 12 del mismo día 1 200 aparatos, de los cuales 800 ni siquiera llegan a despegar. Centenares de Heinkel He 111, Dornier Do 17, y Junkers Ju 88 descargan sus bombas sobre aviones, pistas e instalaciones. A su vez, bombarderos en picado Ju-87 realizan ataques de precisión a baja altura contra objetivos determinados. Todos estaban protegidos por escuadrillas de Me-109.En la creencia de que no había ataque alemán que temer, el Estado Mayor de la Fuerza Aérea Soviética había saturado sus bases occidentales con una elevada cantidad de aviones, sin darles además la suficiente protección antiaérea, y sin establecer sistemas de comunicación que permitieran alertar rápidamente de un ataque. A causa de todos estos errores, la aviación soviética es presa fácil de los bombarderos y cazas enemigos. Los pilotos alemanes disponen de buena información previa sobre los aeródromos soviéticos, lo que les permite alcanzar los objetivos previstos con gran eficacia. Algunos pilotos soviéticos tratan de hacer frente a los aviones alemanes, pero la mayoría son abatidos con rapidez por los pilotos de la Luftwaffe. Con todo, los pilotos soviéticos consiguen derribar en las primeras 24 horas un total de 143 aviones alemanes. La Luftwaffe solo reconoce un 30 % de esa cantidad.
Experiencia de Hans-Ulrich Rudel, piloto de stukas:

Fieles a nuestra misión táctica, nosotros nos batíamos continuamente a la vanguardia de nuestras primeras puntas de la ofensiva. [...] Nuestros objetivos no variaban: blindados, vehículos, puentes, posiciones fortificadas y baterías de la DCA. De cuando en cuando se nos pide el corte de una vía férrea o volver a machacar uno de los trenes blindados que los soviets tanto gustan de utilizar como apoyo de artillería. En una palabra, se trata de aniquilar toda resistencia que se oponga al avance de nuestras cuñas ofensivas. Los rusos se defienden como pueden. Su antiaérea, pesada o ligera es casi siempre temible. Por el contrario, su aviación no es en nada peligrosa. En lo que a su caza concierne por el momento no disponen más que de aviones anticuados: los Rata J-15, que están muy lejos de valer lo que nuestros Messerschmidt 109. Todas las veces que estos desgraciados Ratas tropiezan con nuestra caza, caen el uno tras el otro. [...] Con frecuencia los aviadores soviéticos efectúan incursiones nocturnas sobre nuestras posiciones, con el fin de dificultar la llegada de refuerzos y aprovisionamientos y también por impedirnos dormir. Aunque sólo obtienen resultados pequeños, no se desaniman.
Hans-Ulrich Rudel, Piloto de Stukas (2009)

Experiencia de Simonov, ciudadano soviético, sobre el inicio de la invasión alemana:

«Para mi	generación, quienes cumplimos dieciocho años alrededor de la época en que Hitler ascendió al poder en 1933, la guerra con Alemania siempre fue algo inminente —recordaba Simonov en la década de 1970—. Para nosotros	esa guerra no empezó en 1941, sino en 1933.»
Orlando Figes, Los que susurran: La represión en la Rusia de Stalin (2009)

Experiencia de Guena Iushkévich, ciudadano soviético, sobre el inicio de la invasión alemana. El 22 de junio de 1941 yo tenía 12 años: 

La mañana del primer día de guerra… (...) Nuestra vecina estaba casada con un militar. Salió al patio con la cara bañada en lágrimas. Le susurró algo a mi madre y le hizo señas para que lo mantuviera en secreto. A todo el mundo le daba miedo pronunciar en voz alta lo ocurrido, aunque todos estuvieran ya informados. Les daba miedo que los acusaran de agitadores. De alborotadores. Eso podía ser peor que una guerra. Tenían tanto miedo a una denuncia… Ahora lo veo. Así que, claro, nadie acababa de creer en la posibilidad de una guerra. ¡Qué va! ¡Nuestro ejército protege las fronteras, nuestros jefes están en el Kremlin! ¡El país está protegido, es impenetrable para los enemigos! Eso es lo que yo pensaba entonces… Era un joven pionero. Pusimos la radio a todo volumen. Todos estábamos esperando que Stalin diera un discurso. Necesitábamos su voz. Pero Stalin no dijo nada. Habló Mólotov. Todos escuchábamos. Mólotov dijo: «La guerra». Pero nadie se lo creyó. ¿Dónde estaba Stalin? De pronto aparecieron unos aviones… Decenas de aviones desconocidos. Con unas cruces dibujadas. Taparon el cielo, taparon el sol. ¡Terrorífico! Las bombas empezaron a caer por todas partes… (...) Nadie a nuestro alrededor pronunciaba la palabra «guerra», se oía otra palabra: «provocación». Todos la repetían. Se hablaba de que nuestras tropas pasarían al ataque de un momento a otro. Stalin ya había dado la orden. Eso creían todos.
Fragmento del libro Últimos testigos: Los niños de la Segunda Guerra Mundial, (2016) escrito por la periodista Svetlana Aleksiévich

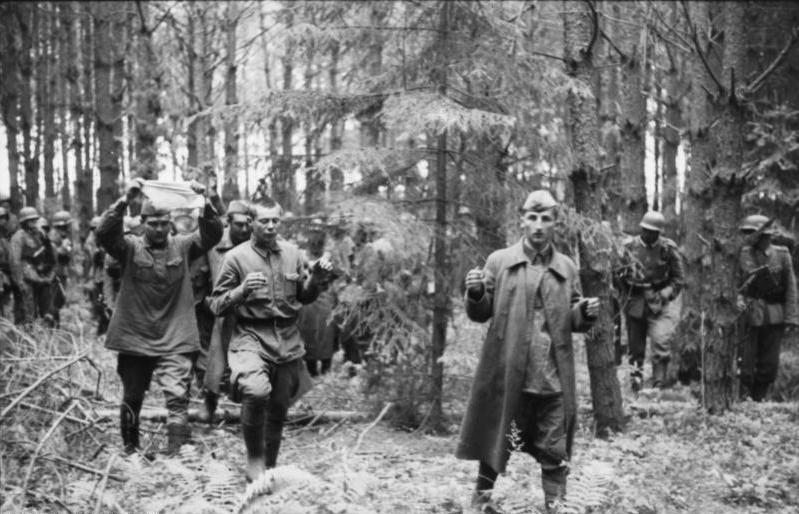
Soldados soviéticos rindiéndose a los alemanes (junio)

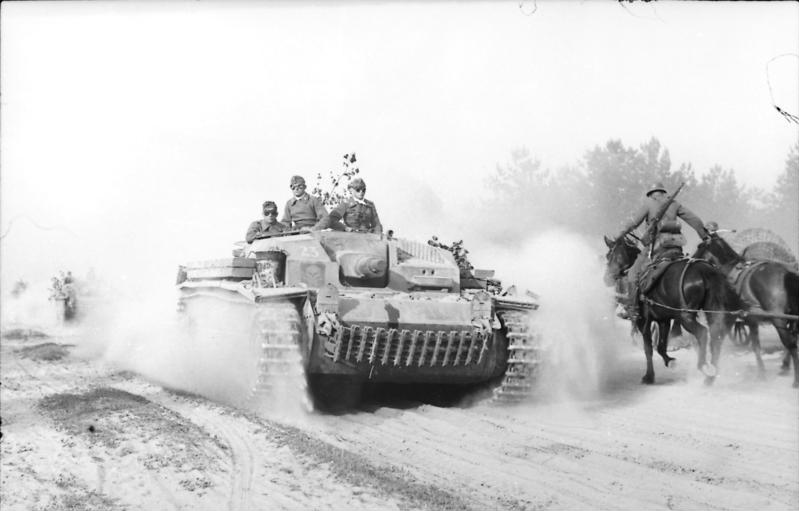
Alemanes avanzando sobre un Sturmgeschütz III (junio). Era un cañón de asalto instalado sobre el chasis de un Panzer III. Durante la operación Barbarroja iba equipado con un cañón ligero para servir como apoyo a la infantería. Ya en 1942 será modificado para servir como arma contracarros

La coordinación entre las armas terrestres y aéreas de la Wehrmacht permite a los alemanes derrotar rápidamente a las sorprendidas guarniciones soviéticas. En menos de 24 horas, los alemanes consiguen avanzar entre 10 y 60 kilómetros según los lugares. Por el contrario, las unidades soviéticas sufren descoordinación debido principalmente al sobredimensionamiento del tamaño del Ejército Rojo, la falta de oficiales competentes, así como la subordinación de las órdenes tácticas al interés político. Además, por un fallo del entonces comandante del frente occidental, el general Pávlov, se dejó a los ejércitos del frente en unas posiciones que favorecían su embolsamiento a través de tres salientes. Bombarderos y artillería descargaban sus bombas sobre un sector en concreto del frente abriendo una brecha en las líneas enemigas que permitía la penetración de los panzer y la infantería móvil. Acto seguido, rodeaban a las unidades soviéticas por la retaguardia sembrando el caos. Los granaderos alemanes apoyados por carros, armas anticarro y artillería rodeaban las aldeas que tenían a su alcance. Los soviéticos son incapaces de hacer frente a estos ataques coordinados con oleadas de bombarderos en picado Stuka. «Los rusos huyen en todas partes, y nosotros les seguimos», afirma Fuchs. «Todos nosotros tenemos fe en una pronta victoria». A veces, los alemanes irrumpen con tanta rapidez en las ciudades que los tranvías todavía están en funcionamiento.

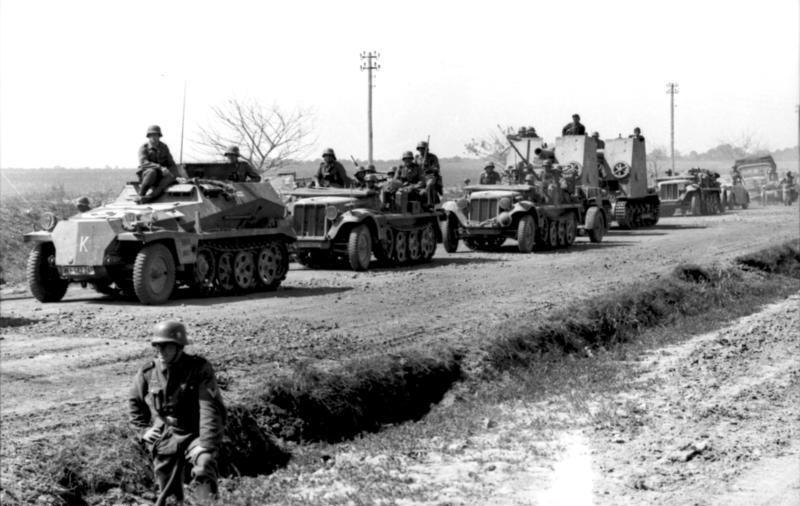
Columna de tropas alemanas. En cabeza se puede ver un vehículo semioruga SdKfz 250. Le siguen dos semiorugas Sd.Kfz. 10 y tras ellos van dos armas pesadas de infantería de 15 cm montadas sobre el chasis de dos Panzer I versión B (junio)

Durante las primeras horas, Stalin y sus generales pensaron que Hitler estaba chantajeando a la URSS, y que en pocos días presentaría una serie de reivindicaciones que quizás podrían dar pie a un nuevo tratado de Brest-Litovsk. Su primera reacción es la de ordenar no pasar a la ofensiva y no intentar atravesar el Bug. Sin embargo, a las 8 de la mañana, 4 horas después de comenzar la invasión según el horario de Moscú, desde el gobierno soviético toman conciencia de que se trata de una invasión real a gran escala de la URSS. Se cancela la primera orden de no contestar a las agresiones, y se da la orden de pasar a la ofensiva con los bombardeos de ciudades como Königsberg y Memel.
El historiador británico Antony Beevor, en su libro Stalingrado (2004) señala: «El líder más afamado por su despiadada astucia había caído en una trampa que en buena parte era producto de sus propias acciones». Eric Hobsbawm, historiador de origen británico, afirma en su libro Historia del siglo XX (1999): «Era una operación tan disparatada —ya que forzaba a Alemania a luchar en dos frentes— que Stalin no imaginaba que Hitler pudiera intentarla. Pero en la lógica de Hitler, el próximo paso era conquistar un vasto imperio terrestre en el Este, rico en recursos y en mano de obra servil, y como todos los expertos militares, excepto los japoneses, subestimó la capacidad soviética de resistencia.».
El historiador británico John Keegan afirma en su libro Operación Barbarroja, invasión de Rusia (1970) que Stalin y su Estado Mayor no fueron sorprendidos totalmente por el ataque alemán e incluso llegaron a despachar órdenes alertando a los estados mayores de los distritos militares pero con muy poco margen para que se pudiesen tomar las medidas pertinentes. Esto unido a otro problema, que las fronteras soviéticas de 1941 habían sido ocupadas poco tiempo atrás, en 1939, y todavía no estaban debidamente organizadas, ayudaron al derrumbe de las defensas soviéticas. El historiador británico Robert Service, a su vez, apunta en su obra Stalin (2006), que Stalin llegó a creer en un primer momento que la orden de invasión no pudo provenir del propio Hitler, sino de una conspiración dentro de la Wehrmacht.
Cuando Timoshenko expresó sus dudas al respecto, Stalin dijo: «si fuera necesario organizar una provocación, los generales alemanes serían capaces de bombardear sus propias ciudades». Service señala a su vez que aunque es cierto que hubo muchos informes que indicaban a Moscú las intenciones alemanas, también había indicios para creer que los alemanes no atacarían tan pronto: «Aunque había humillado a Francia, Hitler no había conseguido golpear mortalmente a Inglaterra. Sus fuerzas armadas también se habían visto en dificultades en los Balcanes durante la primavera, cuando la resistencia de Yugoslavia a la ocupación alemana mantuvo ocupadas a las tropas que se necesitaban para la Operación Barbarroja». Había también algunos informes de agentes soviéticos que negaban que el ataque alemán fuera inminente.
El mismo 22 de junio fue la última vez que Stalin vio a su hijo Yákov Dzhugashvili. Cuando se despidieron Stalin le dijo: «Ve y lucha». El 16 de julio cayó prisionero de los alemanes. Pese a quedar trastornado por la noticia del inicio de la invasión, al día siguiente mantuvo una agenda apretada de reuniones con los miembros del Mando Supremo o Stavka. El 23 de junio esta quedó configurada de la siguiente manera: Timoshenko se hizo cargo de la presidencia. Dicho órgano incluía además a Stalin, Mólotov, Voroshílov, Budionny, Zhúkov y Kuznetsov.
Sobrepasado mentalmente por la situación, Stalin se retira el 29 de junio a su dacha en Blízhniaia. Tras permanecer desaparecido durante más de 24 horas, un grupo de personalidades encabezado por Molotov decide ir a buscarle para tratar de que regresase. Cuando Stalin recibe a la comitiva, en un primer momento piensa que vienen a arrestarlo. Sin embargo, Molotov le plantea de inmediato la necesidad de crear un Comité Estatal de Defensa, y le propone a Stalin presidirlo. Beria sugirió añadir al comité a sí mismo y a Molotov, Voroshílov y a Malenkov.
El 1 de julio la noticia fue comunicada a la prensa, y Stalin volvía a estar al frente del país. Durante una intervención de Nikita Jrushchov ante el XX Congreso del Partido en febrero de 1956 dijo: «Tras el primer desastre y la primera derrota graves sufridos en el frente, Stalin pensó que había llegado el fin. En uno de los discursos que pronunció en aquel tiempo, aseguró: "¡Hemos perdido para siempre cuanto creó Lenin!". Después de aquello, estuvo un tiempo sin hacer nada en absoluto». Jrushchov daba a entender que Stalin cayó en la inacción entre el 21 y el 29 de junio. Sin embargo, Steven Main, en un trabajo realizado en la Universidad de Edimburgo, afirma que, revisando los diarios de reuniones de Stalin no se puede demostrar que esta historia fuese real. De acuerdo con Main, el 27 de junio Stalin trabajó aproximadamente diez horas, y el 28 unas cinco. Entre el 22 y el 28 de junio, y de acuerdo con lo encontrado por Main en los diarios, Stalin trabajó 168 horas.
En las siguientes semanas y meses y como consecuencia de la invasión alemana a la URSS se va reorganizando el mapa internacional de alianzas. Los países aliados y satélites del Tercer Reich van declarando la guerra o rompiendo con la URSS: Italia y Rumanía lo hacen el 22 de junio. El 24 lo hace Eslovaquia. El 26 lo hace Finlandia. El 27 lo hace Hungría. El 30 se produce una ruptura diplomática entre la Francia de Vichy y la URSS. A su vez, el 22 y 23 de junio los gobiernos británicos y de los EE. UU. declaran su apoyo a la URSS. El 7-8 de julio llegan tropas de los Estados Unidos a Islandia. El 12 de julio la URSS y el gobierno británico firman un acuerdo de cooperación. El 28 de julio Finlandia y Gran Bretaña rompen relaciones. El 30 de julio, el Gobierno de la URSS y el Gobierno polaco en el exilio firman un acuerdo en Londres para entrenar un ejército polaco en territorio soviético. El 14 de agosto, Roosevelt y Churchill acuerdan en el texto de la Carta del Atlántico derrotar al Eje. El 16 de agosto el Gobierno soviético y el británico firman un acuerdo comercial. La URSS acepta la ayuda de los EE. UU. y Gran Bretaña. El 17 de septiembre fuerzas de la URSS y británicas ocupan Teherán (véase Invasión anglosoviética de Irán). El 12 de noviembre Bulgaria declara la guerra a Gran Bretaña, aunque permanecerá neutral en la guerra contra la Unión Soviética. El 7 de diciembre Japón ataca a los EE. UU. en Pearl Harbor. El gobierno chino de Chiang Kai-shek declara la guerra a Japón, Alemania e Italia. El 11 de diciembre Alemania e Italia declaran la guerra a los Estados Unidos.
En cinco semanas, el ejército soviético pierde aproximadamente un millón de soldados entre el Bug y Smolensk. Muchas de las unidades quedan atrapadas y cercadas entre las columnas alemanas, y al poco tiempo, sin provisiones ni comunicación, terminan por rendirse. Los carros de combate soviéticos agotaron en poco tiempo sus reservas de munición perforante y se vieron impotentes para frenar a los panzer alemanes. No obstante, durante la operación Barbarroja no se produjeron choques de importancia entre carros enemigos debido a que las Panzerdivisionen tenían la orden de avanzar a toda velocidad, dejando a la infantería la tarea de acabar con las bolsas soviéticas atrapadas en la retaguardia. La rápida derrota de las fuerzas soviéticas provoca el pánico entre la población civil. El Politburó, conmocionado por los acontecimientos, mantiene abierta la comunicación por radio con el Ministerio de Asuntos Exteriores alemán, y trata en vano la mediación de Japón. Cientos de miles de personas escapan al este como pueden, en trenes o a pie. Sin embargo, en las regiones no rusas, el rápido avance alemán despierta entre la población un sentimiento anticomunista. Muchos soviéticos, incluso judíos, que no sabían demasiado sobre los nazis, reciben a las tropas alemanas como «libertadores». En Ucrania, una mujer declaró años después: «Las niñas ofrecían flores a los soldados y la gente les ofrecía pan». «Estábamos muy contentos de verlos. Iban a salvarnos de los comunistas que nos lo habían quitado todo y habían dejado que nos muriéramos de hambre».
Churchill recibe la noticia el mismo 22 de junio, a las ocho de la mañana. Pide inmediatamente que informen a la BBC de que se dirigirá al pueblo británico a las nueve de la tarde. Estuvo todo el día preparando el discurso. Finalmente declaró: «He sido a lo largo de esos veinticinco años el enemigo más determinado del comunismo, pero se trata de destruir a Hitler y el régimen nazi. El ataque contra Rusia es el preludio del ataque contra las islas británicas... El combate de cada ruso que defiende el suelo de su patria es el combate de todos los hombres libres». Ofreció pronto ayuda a la URSS. El 12 de julio fue firmado el primer acuerdo tripartito para la entrega a gran escala de armas, material y materias primas, tanto de Gran Bretaña como de los EE. UU. Los estadounidenses, a su vez, ofrecen un préstamo de mil millones de dólares sin intereses. La ayuda de los Estados Unidos a la URSS tuvo que superar en un primer momento las reticencias del Departamento de Estado, que reaccionó con frialdad ante la petición de colaborar con el régimen soviético, y el Departamento de Guerra que no creía que la campaña de invasión fuese a durar más de tres meses. Roosevelt, sin embargo, prefirió escuchar al embajador Davis, quien opinó que la resistencia soviética «asombraría al mundo». Roosevelt veía a Stalin en 1941 más como una figura imperialista con apetencias territoriales semejante a los antiguos Zares que como un adalid revolucionario. Pensaba que una política realista teniendo en cuenta más el poderío militar que la ideología permitiría finalmente a un entendimiento diplomático entre los Estados Unidos y la URSS.
Fragmento del discurso de Churchill:

Hitler es un monstruo de maldad, insaciable en su apetito de sangre y pillaje. No contento con mantener bajo su bota a toda Europa, o con aterrorizar a sus regiones con distintas formas de abyecta sumisión, se dispone a perpetrar ahora su empeño de carnicero y emisario de la desolación entre las vastas multitudes de Rusia y Asia. La terrible maquinaria militar, que de manera tan estúpida, abúlica, e insensata hemos permitido acumular año tras año —tanto nosotros como el resto del mundo civilizado— a los mafiosos nazis, que partían prácticamente de cero, no puede permanecer inactiva, ya que de lo contrario se llenaría de óxido o acabaría hecha pedazos. Ha de permanecer en continuo movimiento, obcecada en triturar la vida de la gente y en pisotear los hogares y los derechos de cientos de millones de personas. Por todo ello, estas sanguinarias sabandijas se disponen ahora a lanzar a sus mecanizados ejércitos sobre nuevos campos de matanza, saqueo y devastación.
Andrew Roberts (2019) Churchill: La biografía

En Alemania, la noticia del inicio de la invasión a la URSS es recibida por el pueblo con resignación esperando que fuese la última gran ofensiva de la guerra. A las 07:00, Gobbels lee un mensaje de Hitler: «Condenado a meses de silencio, Pueblo alemán, ahora puedo por fin hablar libremente. En estos momentos una marcha está teniendo lugar, que por su extensión, se compara con la más grande que el mundo haya visto. He decidido de nuevo poner el destino y el futuro del Reich y de nuestro pueblo en manos de nuestros soldados. Que Dios nos ayude, especialmente en esta lucha». A pesar de los avances iniciales, la declaración de Stalin de «Guerra Patriótica» provoca preocupación entre algunos oficiales alemanes. El jefe del Estado Mayor del Ejército alemán señala: «Por todas partes, los rusos pelean hasta el último hombre. Solo capitulan ocasionalmente». Gudrun Himmler, hija de Heinrich Himmler, tenía 12 años cuando comenzó la invasión alemana a la URSS. El día 22 de junio escribió a su padre: «Es espantoso que le hagamos la guerra a Rusia. Eran nuestros aliados. ¡Rusia es taaaan grande! Si tomamos toda Rusia, el combate será muy difícil.» Himmler, a diferencia de su hija, tenía muy claras las motivaciones ideológicas y raciales de la agresión del Tercer Reich contra la URSS.
En un discurso a un grupo de refuerzo de las Waffen SS que partía hacia el frente durante el primer mes de campaña dijo: «A vosotros, hombres de las SS, no necesito deciros mucho —por más de una década— nosotros, los viejos nacional-socialistas, hemos luchado en Alemania contra el bolchevismo, contra el comunismo. Hoy podemos asegurar una cosa: lo que predijimos en nuestra batalla política no era exagerado ni en una frase, ni en una sola palabra (...) Es una gran bendición celestial que, por primera vez en un milenio, el destino nos haya dado este Führer. Es un golpe de suerte que el Führer, a su vez, decidiera, en el momento justo, trastornar los planes de Rusia, impidiendo así un ataque ruso. Esta es una batalla ideológica y una lucha de razas».
En toda Europa acuden a las oficinas de reclutamiento cientos de voluntarios anticomunistas que desean participar en la invasión a la URSS: franceses, daneses, belgas, noruegos, holandeses, suecos, suizos... En España la noticia de invasión provoca los días 23 y 24 de junio dos Consejos de Ministros en el Pardo donde se analiza la situación internacional para determinar qué papel adoptará el régimen de Franco en los días siguientes. Una manifestación frente a la Secretaría General de la Falange es aprovechada por el ministro de Exteriores, Serrano Súñer, para asomarse al balcón y lanzar la frase: «¡Rusia es culpable de la Guerra Civil española!». El régimen franquista decide mandar a una división de voluntarios al Frente Ruso, que terminaría siendo mixta entre militares profesionales y falangistas. Las bajas españolas en todo el conflicto soviético-alemán ascendieron a 22 700 - 3934 muertes en batalla, 570 muertes por enfermedades, 326 desaparecidos o capturados, 8466 heridos, 7800 enfermos y 1600 congelados. Por otra parte, tras un viaje del falangista Gerardo Salvador Merino a Alemania, el gobierno español firma un acuerdo con el Deutsche Arbeitsfront para el envío de 100 000 trabajadores al Tercer Reich. Entre 15 000 y 20 000 españoles acudirán a la oferta. Pese a los deseos alemanes de unir a España a las potencias del Eje, el envío de esta división no será el preludio de declaración de guerra formal del gobierno de Franco contra la URSS. Ribbentrop invitó a Franco a que su compromiso fuera más formal, sin embargo este alegó que no puede porque España no podría soportar un bloqueo naval aliado. Cuando Samuel Hoare, embajador británico en España entre 1940 y 1944, reprochó a Franco el envío de la división de voluntarios, este le replicó que hay dos guerras en marcha: por un lado contra los aliados, y por otro contra Rusia. España tomaba partido en la segunda sin declarar la guerra a los aliados occidentales.
El 3 de julio, Stalin se dirigió por primera vez al pueblo soviético para advertir que no se trataba de una guerra convencional, sino que estaba en juego la supervivencia de la propia URSS. No apela a la revolución o al régimen comunista, sino que sale en defensa de la «Madre Patria» a la vez que invoca a los héroes nacionales. Ese mismo día, el general Pávlov y su Estado Mayor fueron juzgados en un consejo de guerra por incompetencia y fusilados.

### Junio-julio

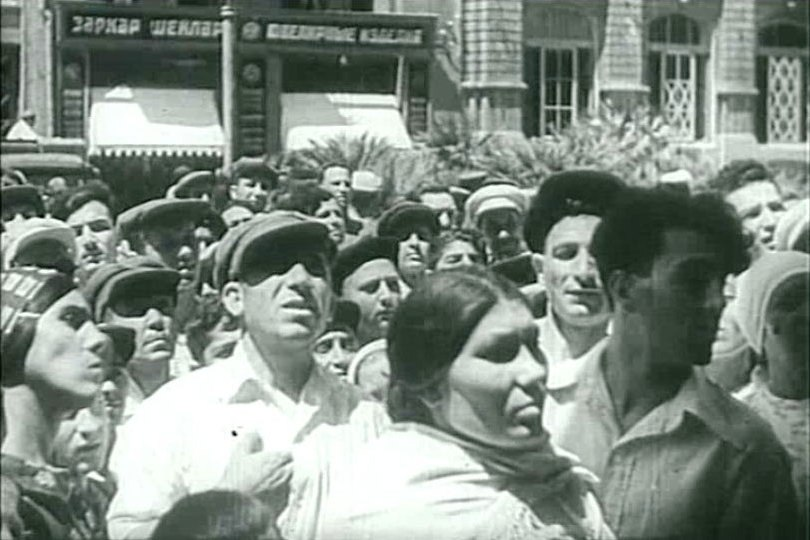
Anuncio del comienzo de la Gran Guerra Patriótica en Bakú (22 de junio)

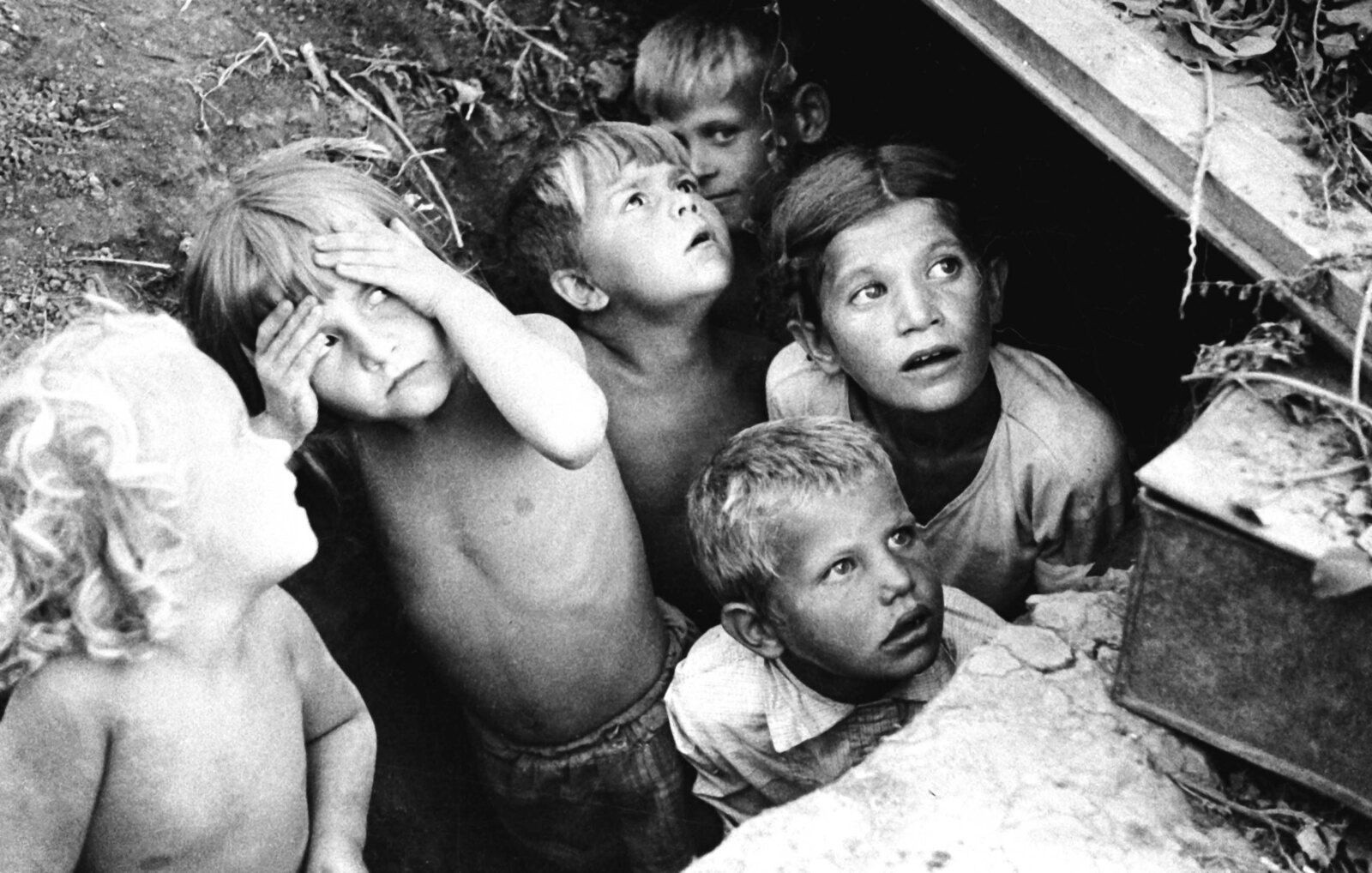
Niños soviéticos asustados durante un bombardeo alemán cerca de Minsk, Bielorrusia (24 de junio)

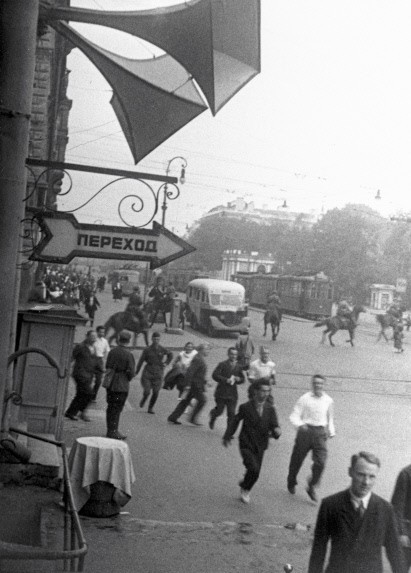
Personas corriendo en una calle de Leningrado al escuchar una sirena alertando de un bombardeo (junio)

Nunca en la historia se había lanzado una operación de semejante envergadura. Las técnicas de organización, comunicaciones y transporte de principios de los años 40 del siglo XX permitieron la mayor operación de invasión hasta la fecha. Una de las declaraciones de Hitler anteriores al inicio de la operación fue: «Cuando se inicie la operación Barbarroja, el mundo contendrá la respiración». Dieciséis días después de que se iniciara la operación Barbarroja, el ejército alemán había capturado 300 000 prisioneros, 2500 tanques, 1400 cañones y 250 aviones.
Tras la ruptura de la Línea Stalin, Hitler y sus generales se enfrentarían al dilema de dirigirse al norte o al sur. En las inmensas zonas que van cayendo bajo el control alemán se inicia de inmediato un programa de persecución de personas consideradas por los nazis indeseables como los judíos o los partisanos que actuaban en la retaguardia alemana. Las cinco divisiones motorizadas (también disponían de carros) de las Waffen SS implicadas en la Operación Barbarroja, bajo las órdenes de Himmler, actuarán con gran celo y ferocidad para llevar a cabo por un lado las operaciones militares y por otro su misión de exterminio. Al finalizar 1941, la fama de las Waffen SS como unidades efectivas y brutales serían conocidas en todo el ejército alemán.
Ante los rápidos avances, la sensación de victoria se contagia entre los mandos del Ejército alemán. El 3 de julio de 1941, Halder afirma: «no es exagerado decir que la campaña contra Rusia ha concluido con éxito en el plazo de quince días». Esta sensación de victoria contrasta, sin embargo con los problemas de logística que comenzaban a surgir en las fuerzas de invasión. Algunas unidades ni siquiera reciben suficientes raciones ya en julio.
Fragmento del Pravda donde se informa sobre la creación del Constitución del Comité Estatal de Defensa el 1 de julio de 1941:

Constitución del Comité Estatal de Defensa de la URSS: El Presidium del Soviet Supremo de la URSS, el Comité Central del PC y el Consejo de Comisarios del Pueblo de la URSS, en vista de la situación extraordinaria y con el fin de una rápida movilización de todas las fuerzas de los pueblos de la URSS para hacer resistencia al enemigo que ha agredido a nuestra Patria, han reconocido como necesaria la constitución del Comité Estatal de Defensa bajo la presidencia del camarada J. Stalin. En manos del Comité Estatal de Defensa se concentra toda la plenitud de poderes en el Estado. Todos los ciudadanos y todos los órganos del Partido, del Estado, del Komsomol y militares están obligados a cumplir absolutamente todas las resoluciones y disposiciones del Comité Estatal de Defensa.
 (Pravda, 1 de julio de 1941)

Experiencia de Vasili Grossman, escritor y periodista soviético: 

Las hordas alemanas avanzaban desde occidente. Sus tanques exhibían como emblema calaveras con tibias cruzadas, dragones verdes y rojos, bocas de lobo, colas de zorro y cabezas de ciervo. Cada soldado alemán llevaba en sus bolsillos fotografías del París vencido, de la Varsovia destruida, del Verdún deshonrado, del Belgrado reducido a cenizas, de Bruselas y Ámsterdam, de Oslo y Narvik, de Atenas y Gdynia invadidos. [...] Y decenas de millones de hombres se alzaban para hacerles frente, hombres venidos del límpido Oká y del ancho Volga, del sombrío y amarillento Kama, del espumoso Irtysh; de las estepas de Kazajistán y de la cuenca del Donetsk; de las ciudades de Kerch, Astrakán y Vorónezh. El pueblo organizaba su defensa: decenas de millones de brazos fieles cavaban zanjas antitanque, trincheras, refugios y pozos; [...] las alambradas envolvían los territorios de las fábricas y empresas; las barras de hierro se transformaban en erizos antitanque, cerrando las plazas y calles de nuestras pequeñas y queridas ciudades, llenas de verdor.
 Vasili Grossman, Años de Guerra (2009)

Fragmento de una entrevista realizada a un veterana soviética por la periodista bielorrusa Svetlana Aleksiévich:

«Año 1941… Nos rodearon. Con nosotros estaba Lunin, el instructor político… Leyó ante todos nosotros el decreto que decía que los soldados soviéticos no se entregaban al enemigo. El camarada Stalin había dicho que entre nosotros no existían los prisioneros, solo los traidores. Los muchachos sacaron las pistolas… Entonces el instructor político dijo: “No lo hagáis. Vivid, chicos, sois jóvenes”. Y se pegó un tiro…».
Fragmento del libro La guerra no tiene rostro de mujer, (2015) escrito por la periodista Svetlana Aleksiévich

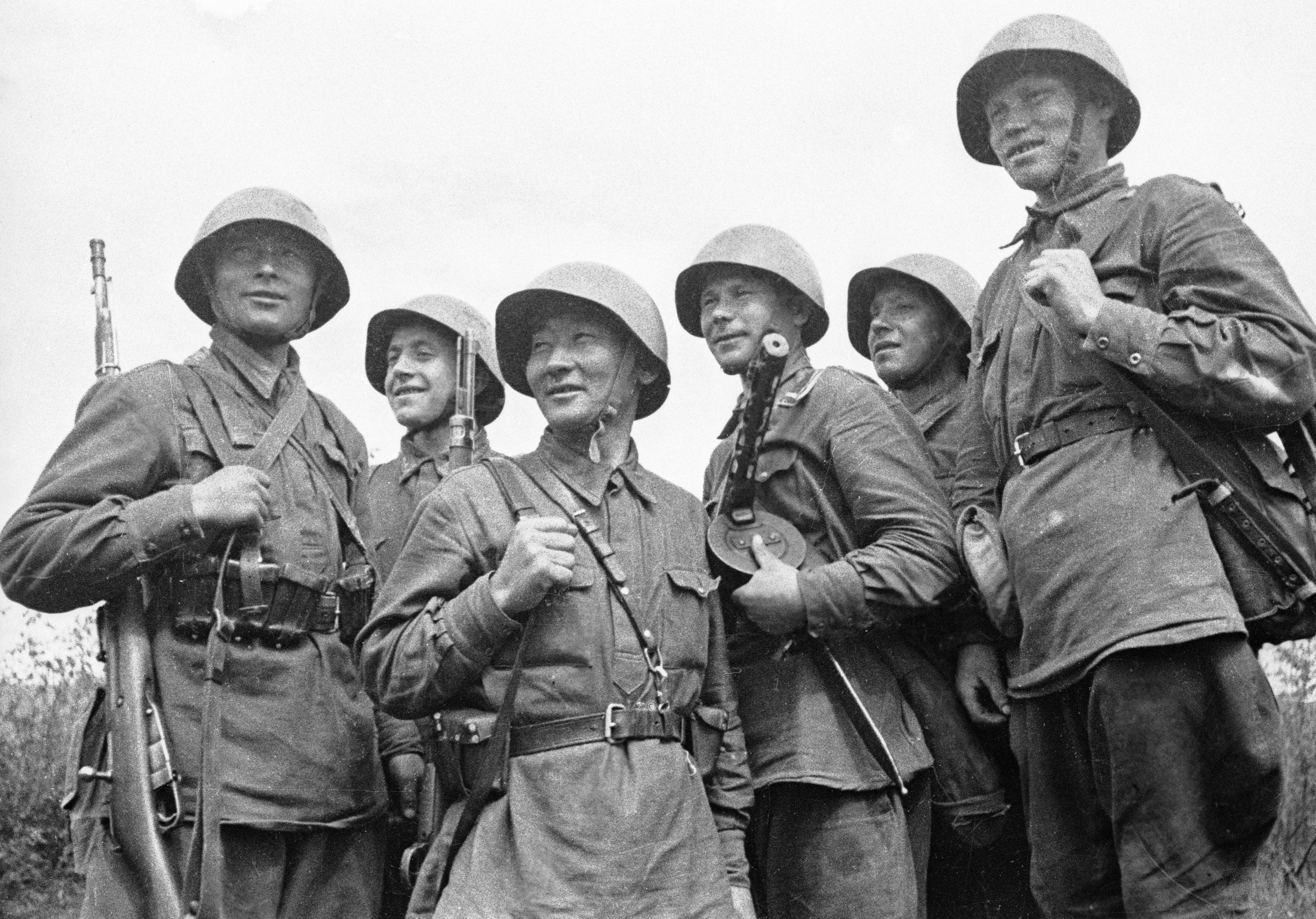
Soldados soviéticos destinados en Smolensk. Los dos de la izquierda van armados con rifles Mosin-Nagant. El tercero por la izquierda va armado con un subfusil PPSh-41. Todos están equipados cascos modelo SSh-36 y chaquetas gymnastyorka para el verano de color caqui claro (1 de julio)

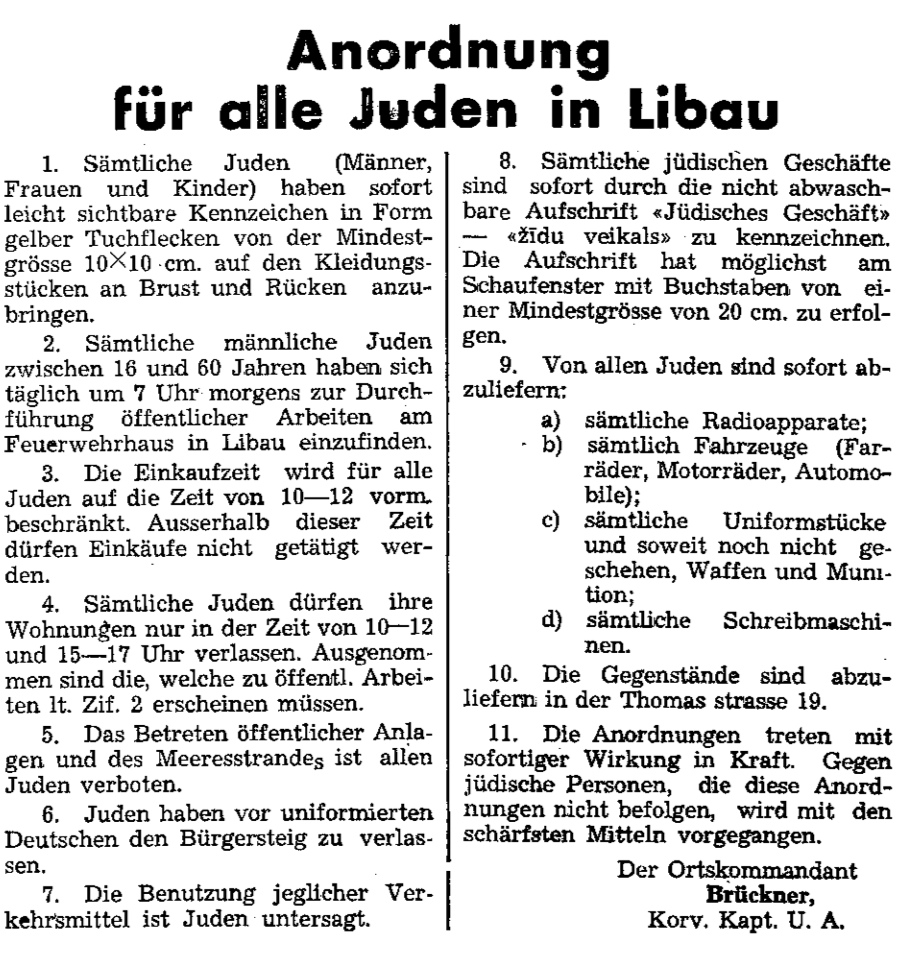
Órdenes nazis contra los judíos en Liepāja, Letonia (5 de julio)

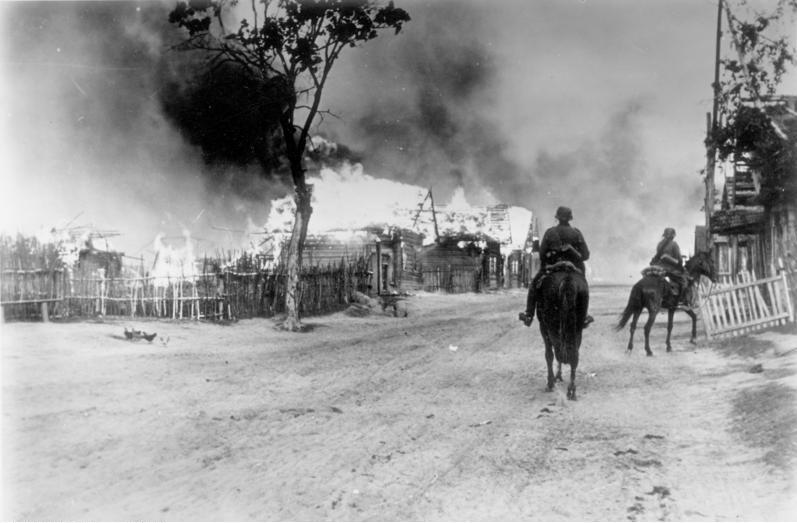
Vanguardia de una patrulla alemana de caballería llega a una aldea en llamas a causa de la artillería alemana (17 de julio)

El Grupo de Ejércitos Norte. El Mariscal von Leeb anota que no encuentra gran resistencia y avanza entre 30 y 40 kilómetros diarios a través de Lituania. Esto será cierto con las unidades acorazadas, pero para las unidades de infantería, sin embargo estos primeros días serán de hecho algunos de los más sangrientos de la campaña.
En el sector norte, la preparación artillera comienza a las 03:05 horas en Alemania, las 04:05 en Moscú. Se usan cañones sobre raíles de 280 mm con un alcance de 14 kilómetros. Los zapadores limpian los obstáculos de la frontera y tras estos avanza la infantería seguida de las vanguardias de las unidades panzer. En las primeras horas de la mañana del primer día de invasión los alemanes capturan intactos los puentes sobre el río Niemen. Las posiciones soviéticas en torno a Raseiniai, a 75 kilómetros de Kaunas, fueron atacadas por unidades del XLI Panzer Corps mandadas por el Generaloberst Erich Hoepner tras un ataque previo de la Luftwaffe.
El coronel Kuznetsov ordena una maniobra de contraataque flanqueando a las unidades alemanas. Los alemanes quedan sorprendidos al enfrentarse por primera vez a los carros soviéticos KV-1 y KV-2. Los panzer alemanes reciben la orden de inmovilizarlos mediante ataques por detrás con el fuego centrado en sus cadenas para luego concentrar sobre los carros soviéticos los cañones antiaéreos de 88 mm. Un solo carro KV-2 localizado en una encrucijada en las cercanías de Raseiniai logra detener durante unas horas el avance de la 6.º División Pánzer. Tras finalizar el día los soviéticos en torno a Raseiniai han perdido más de la mitad de sus 1 400 carros, aunque la mayoría eran los ya obsoletos T-26. El 23 de junio los alemanes prosiguen su avance y toman Kaunas y el 24 Vilna.
El jueves 26 capturan Daugavpils y el 27 Liepāja, ciudad situada al oeste de Letonia, en el mar Báltico. El 1 de julio las fuerzas de Leeb se hacen con Riga, capital de Letonia, para, a continuación, avanzar en dirección a Pskov, que cae el 3 de ese mismo mes. Los soviéticos contraatacan sin éxito el 6 de julio con el objetivo de frenar el avance alemán hacia Pskov, perdiendo 140 carros en la acción. El 14 de julio cae Luga, lo que permite a las fuerzas alemanas estar a solo 200 kilómetros de Leningrado. Los soviéticos movilizan a todos los soldados y habitantes de la ciudad para levantar las defensas a toda velocidad: fosos antitanques, blocaos, barricadas, trincheras...
El 18 de julio, se establece el racionamiento de alimentos a la población. El 20 de julio los soviéticos contraatacaron durante 48 horas en la zona de Novgorod, aunque los alemanes resisten en sus posiciones. El 30 de julio, la Wehrmacht llega a las orillas del lago Ilmen. Leningrado está a solo 120 kilómetros. 

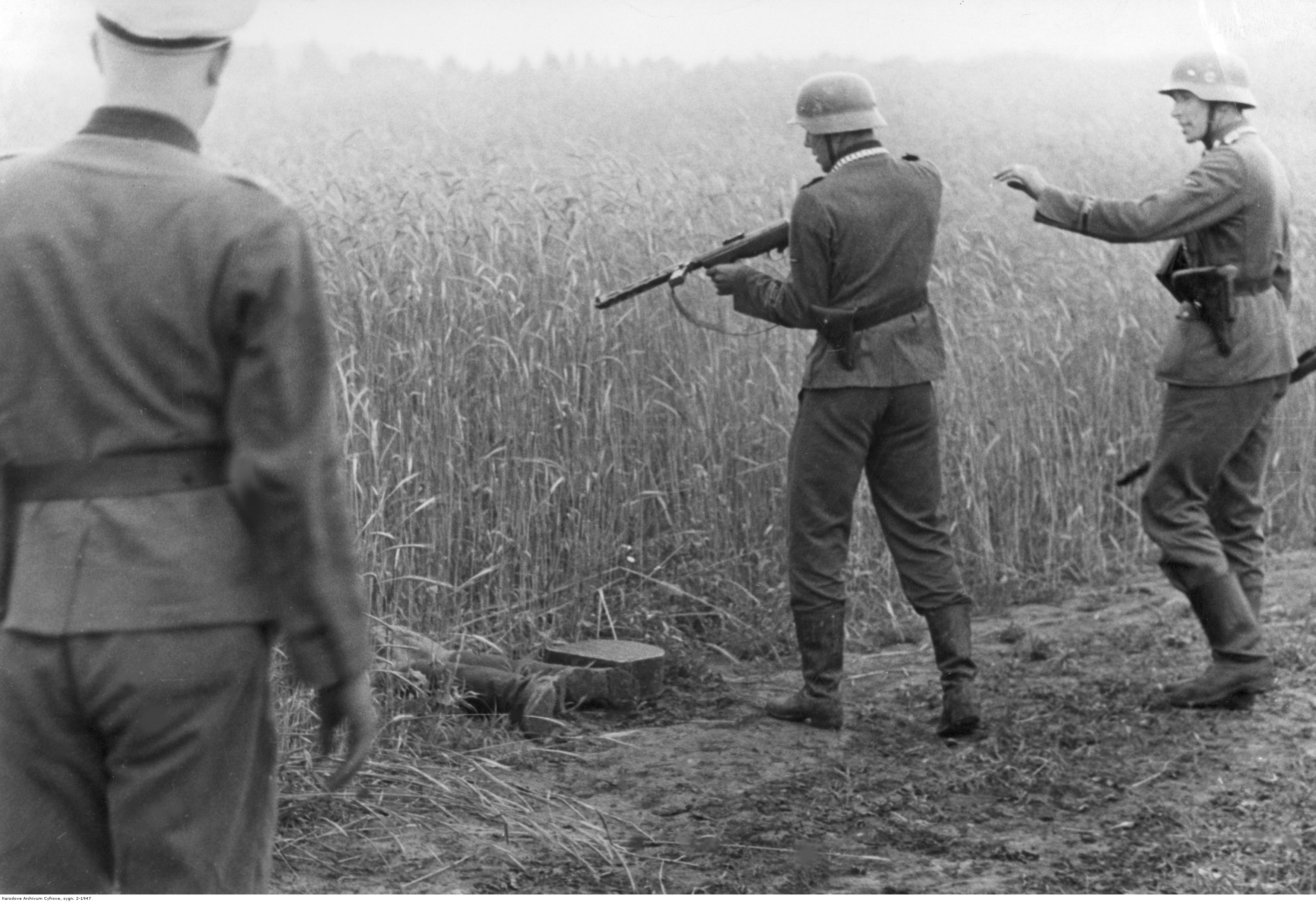
Asesinato de un civil por parte de los soldados de las Waffen SS (julio). El alemán empuña un subfusil Erma EMP

El 22 de junio, en el frente noruego, la 2.ª División de Montaña alemana dio comienzo a la Operación Renntier llegando a Liinakhamari, en territorio soviético. El 25 de junio el gobierno sueco consiente que la 163.º División de Infantería alemana atraviese su territorio desde Oslo hasta Filandia. El mayor general alemán, Eduard Dietl, con el objetivo de avanzar hacia Múrmansk, a 100 kilómetros, captura Titovka, pero dos contraataques soviéticos le impiden seguir avanzando. A petición soviética, los británicos mandaron el 23 de julio al mar Blanco dos portaaviones, dos cruceros y seis destructores. El 30 de julio, aparatos británicos bombardearon Kirkenes, Petsamo (actual Pechenga) y Liinakhamari pero poco después, tras sufrir graves pérdidas, regresaron a Scapa Flow.
La flota del Báltico forma un grupo de destructores y patrulleras a las órdenes del contralmirante W.P. Drozd para atacar los convoyes alemanes en el golfo de Riga. El 12 y 13 de julio atacan a las gabarras que transportan material sin conseguir acabar con ellas. Los soviéticos disparan a mucha distancia por miedo a los torpederos alemanes.
El Grupo de Ejércitos Centro. A la 01:00h del 22 de junio, el mariscal Kliment Voroshilov telefoneó a Dmitri Pávlov, comandante del Frente Oeste para informarse de la situación en la frontera. Pávlov le comunicó que había importantes movimientos de tropas en el lado alemán. Se le ordena que no responda a ninguna provocación. A las 03:05 (hora alemana), tras una intensa preparación artillera, unidades del 9.º Ejército alemán y del Panzergruppe 3 penetraron en territorio de la Unión Soviética, seguidos no muy de lejos por la vanguardia del 4.º Ejército y del Panzergruppe 2. Son un total de 51 divisiones, que sumaban alrededor de 1,2 millones de soldados. Pavlov recibió una llamada del teniente general Vasili Kuznetsov, quien le informa de lo siguiente: «...En todos los frentes se ha abierto fuego de artillería y de armas automáticas. Sobre Grodno hasta 50-60 aviones bombardean el cuartel general... tengo que refugiarme en el sótano...». Pávlov ordena a sus tropas poner en marcha el plan «Grodno-41» como respuesta a los ataques. Diez minutos después, recibió una nueva llamada, esta vez del ejército situado en Kobryn para informarle del ataque artillero que están sufriendo. Les ordena contraatacar. Inmediatamente después, las comunicaciones quedan interrumpidas.
Pese a que las divisiones alemanas no tienen dificultades en el asalto a las posiciones tras los ríos Niemen y Bug, si bien es cierto que fue la aviación alemana la que ayudó a que el asalto se decantara del lado alemán, se encuentran con una resistencia importante en la fortaleza de Brest-Litovsk. Una fuerza estimada en unos 4000 combatientes contiene durante semanas el asalto de la 45.ª división de Infantería alemana. La fortaleza de Brest-Litovsk es sometida a un fuerte bombardeo de artillería a las 03:15h con cañones «Karl» y lanzadores de cohetes Nebelwerfer de 150 mm más tres baterías de morteros de 210 mm. Cuatro minutos después, tropas alemanas atraviesan el Bug con lanchas. Los alemanes tratan de capturar de inmediato el puente de Terespol, pero se encuentran con una importante resistencia soviética. A las 04:00h el fuego de bombardeo alemán se concentra sobre los barracones, accesos y puentes de la fortaleza. Dos batallones se quedan en su interior ante la imposibilidad de abandonar el recinto.
La fortaleza dispone de murallas, torreones y foso, los cuales inesperadamente sirven como protección frente a los asaltos y fuego de artillería. Incluso tras abrir diversas brechas, la infantería alemana sufre importantes bajas al abrirse camino por las calles estrechas bajo el fuego de francotiradores y ametralladoras. A las 12:00 Schliepper comunica al Cuerpo de Ejército que la ciudadela sigue en manos soviéticas y que las bajas alemanas sufridas en el asalto hasta ese momento son altas. A las 18:30 Günther von Kluge ordena que se detenga el asalto para pasar a someter la ciudad mediante un asedio prolongado y reducir las bajas alemanas. La división empleada ha tenido tantas bajas en 24 horas como en las seis semanas de la campaña de Francia. Para el historiador español Álvaro Lozano, el asalto a Brest-Litovsk se podría considerar un anticipo a lo que se encontrarían los alemanes en Stalingrado en 1942. La noche del día 22 al 23, Timoshenko llama por teléfono al teniente general Iván Boldin, segundo al mando de Pávlov, y le ordena de nuevo no contraatacar a los alemanes. Muchos soviéticos se limitan a esperar en una situación crítica una orden ofensiva desde Moscú. Las estaciones de radio alemanas interceptan comunicaciones soviéticas que preguntan qué debían hacer ante los alemanes.
En la zona que va desde Bielostok a Brest avanzan las fuerzas del 4.º Ejército alemán. Al amanecer ya han avanzado entre 4 y 5 kilómetros. A 35 kilómetros al sur de Bialystok, un testigo cuenta: «...la población de Bielsk Podlyaski, se despertó por el cañoneo y se aglutinó en la plaza intentando averiguar qué pasaba. Entonces sobre la ciudad sobrevolaron bombarderos en picado Ju-87. En cuestión de 5 a 7 minutos una concentración de bombarderos bimotores hizo su aparición. Las bombas cayeron sobre el centro de la ciudad [...] Acabado el bombardeo, los alemanes "rociaron" con fuego de ametralladoras las calles de Bielsk. Causaron decenas de muertos y heridos entre la población civil». En los bosques de Pratulin, a las 04:45 del día uno de la invasión, 80 panzers especialmente adaptados para vadear ríos profundos se sumergen en las aguas del Bug. En su avance solo sobresale un tubo de respiración para la tripulación y el motor. Una vez llegan a la orilla opuesta se van reuniendo los carros en un mismo punto. Stalin está ansioso por conocer noticias precisas del frente. Ordena al mariscal Shaposhnikov que vaya en persona al renombrado Zapadny-Front (Frente Oeste) para obtener información de primera mano.
Las unidades soviéticas lucharon con bravura, pero el frente se fue desmoronando según pasaban las horas. Hitler se encontraba en la «Guarida del lobo» observando los mapas de situación y al proponer que los panzer volviesen sobre los alrededores de Bialystok para cercar al 10.º Ejército soviético provoca el primer conflicto dentro del OKW. Bock, Halder y von Brauchitsch opinan que detener los panzer es un error, sin embargo de lleva a cabo. El 25 de junio, el Grupo de Ejércitos Centro se encontraba luchando en tres batallas de envolvimiento: una en Brest-Litovsk, otra en Białystok, y la tercera alrededor de Vawkavysk. Sin contar con el retraso del cerco a Brest-Litovsk, el avance alemán es notable aunque no como estaba planeado ya que las unidades soviéticas no se rendían automáticamente: rodean doce divisiones soviéticas en Biaystok y Volkovysk. El domingo 29 rodean otras dieciséis divisiones al oeste de Minsk, que aguantan hasta el 9 de julio. Muchos soldados y oficiales se internan en los pantanos de Pripet, iniciando una guerra de guerrillas contras las fuerzas de ocupación enemigas. La caída de Minsk supuso para el Ejército Rojo un revés importante. Los alemanes capturaron 287 000 prisioneros. A su vez capturaron o destruyeron 2500 carros y 1500 piezas de artillería (véase Batalla de Białystok-Minsk).
El 8 de julio, carros integrantes de la 17.ª División Panzer bordean cultivos de patatas y maíz en torno a Sianno en la RSS de Bielorrusia, a orillas del Dniéper. Los Panzer III llevan dieciséis días de lucha ininterrumpida y sus cansadas dotaciones reciben órdenes de economizar ante la escasez de municiones. Durante una parada de descanso, surge en el campo de maíz la silueta de un carro desconocido para los alemanes. Varios Panzer III salen a su encuentro y descubren que sus disparos rebotan contra su torreta. El tanque soviético continúa su avance arrollando a un cañón contracarro alemán de 37 mm, y dejando un Panzer III en llamas. Se mueve con libertad durante 14 minutos por la retaguardia alemana hasta que un cañón de 100 mm consigue destruirlo por detrás. Este es el primer contacto entre la 17.ª División Pánzer y un T-34 soviético. Estos encuentros se repiten a lo largo de todo el frente y minan la confianza de los alemanes sobre las capacidades de sus propios tanques.

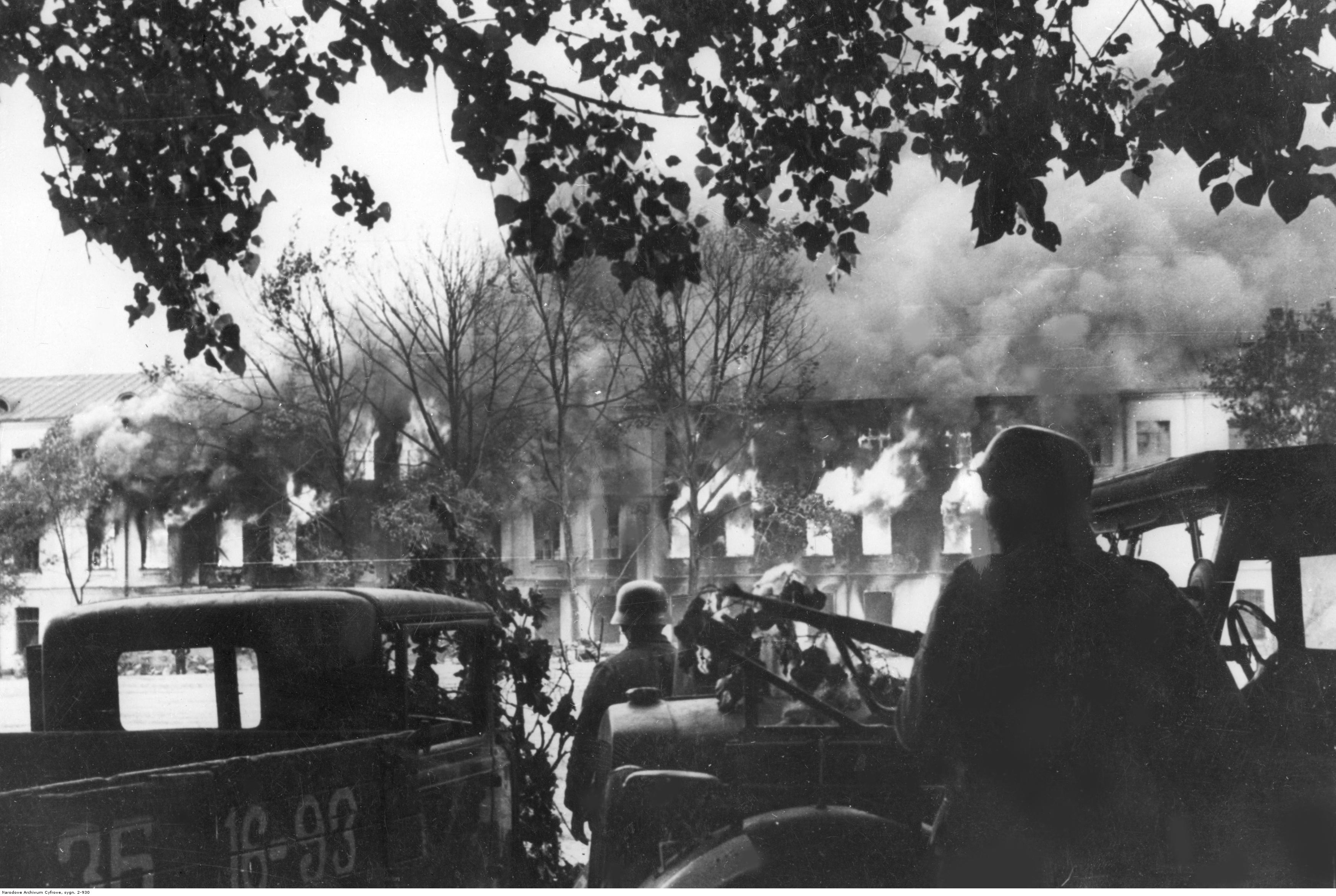
Tropas alemanas entrando en Smolensko (julio).

Los carros de Guderian continúan hacia Smolensko donde llegan el día 10, fecha en la que comienza oficialmente la batalla por capturar esta ciudad. Sin embargo, debe esperar a la llegada de la infantería para poder asaltar la ciudad. Estas esperas resultan desastrosas para los objetivos generales fijados para la campaña. Una vez reagrupadas las fuerzas, von Bock ordena el asalto. Desde Vítebsk avanzan los 2 y 3 grupos Panzer en dirección a Dujovschina, y desde Orsha hacia Yelnia con idea de dividir y cercar a los Ejércitos soviéticos Dieciséis, Diecinueve y Veinte localizados en el centro del frente de Timoshenko. A la vez, el ala izquierda del 3.º Grupo Panzer avanzan desde sus cabezas de puente a orillas del río Dvina hacia Velíkiye mientras el ala derecha de Guderian avanza hacia Roslavl. Durante el asalto, las tropas alemanas se encuentran con una tenaz resistencia soviética, una fuerte concentración artillera y una nueva arma, el lanzacohetes Katiusha.
El coronel general Yeremenko escribe en su diario: «El efecto de docenas de explosiones simultáneas superó con mucho todo lo previsto. Las tropas enemigas huyeron presas del pánico. Pero también volvieron el rostro, a la carrera, nuestras avanzadillas más cercanas a las explosiones, porque nada se les había advertido de nuestra intención de emplear la nueva arma, con el fin de preservar el secreto.» Su presencia, al igual que el KV-1 y el T-34 supuso otra advertencia de peligro para el Ejército alemán sobre la capacidad militar real de los soviéticos. Los alemanes perseveran en sus ataques a la ciudad y en diferentes puntos de las defensas soviéticas comienzan a aparecer fisuras. El 11 de julio, el 2.º Grupo Panzer de Guderian captura varias cabezas de puente sobre el Dnieper al sur de Orsha y al norte de Novy Bikhov y desde ahí lanza al día siguiente el salto hacia Smolensko y Krichev desbordando por el norte y por el sur al 13.º Ejército soviético. Parte de los restos de este ejército que no consiguen replegarse al este se atrincheran en Mahiliou, retrasando el avance del 2.º Grupo Panzer dos semanas en su avance hacia Roslavl.
El 27 de julio se convoca una reunión de comandantes del Grupo de Ejércitos Centro en Nowy Borissow. Guderian acude con la esperanza de que le ordenen seguir avanzando hacia Moscú, o, por lo menos, hacia Briansk. Pero recibe un memorándum de von Brauchitsch, donde se le indica que debe marchar hacia la destrucción del 5.º Ejército soviético en Gómel. Guderian, quien es ascendido en esa misma reunión a comandante de Ejército, se muestra contrariado por el encargo de acabar con una bolsa enemiga situada a su retaguardia, una tarea, según su opinión, más propia de la infantería. Pero las órdenes de von Brauchitsch emanan de las indicaciones de Hitler plasmadas en la Directriz N.º 33. Guderian, al haber sido ascendido, se independiza de Kluge, comandante del 4.º Ejército, contra quien sentía antipatía, y queda bajo las órdenes directas de Bock. Para eludir por el momento las órdenes recibidas, Guderian decide emprender una acción dilatoria en el asalto de Roslav. Ese mismo día, Guderian recibe la visita del ayudante de campo de Hitler, Rudolf Schmundt, con el pretexto de imponerle las Hojas de Roble de su Cruz de Hierro, pero su principal intención es discutir con él sus planes. Le informa que Hitler todavía no se ha decidido si desea dar prioridad a Leningrado, a Moscú o a Ucrania aunque en realidad, poco tiempo después Hitler dictaría la Directriz n.º 34 en la que se ordenaría al Grupo de Ejércitos Centro pasar a la defensiva.
La 29 División Motorizada captura Smolensko el día 29. Para los alemanes, la batalla de Smolensko todavía no presenta un cariz desfavorable a finales de julio aunque se va haciendo evidente que el camino hacia Moscú no será fácil. Entre los prisioneros de Smolensko estaba Yákov Dzhugashvili, hijo mayor de Stalin. Los alemanes se ven obligados a detener el avance a causa de una fuerza de 700 000 soviéticos al este de la ciudad, aislados pero bien pertrechados, ya que podían cortar la ruta de suministros alemán. Dicha fuerza no es derrotada hasta finales de agosto, desbaratando el calendario alemán en su avance hacia Moscú. El historiador Robert J. Kershaw afirma en su libro Tank Men: «Hacia el 17 de julio las pinzas de vanguardia se cerraron de nuevo sobre Smolensk, esta vez atrapando en una bolsa a tres ejércitos soviéticos. [...] Fue en este momento cuando la Blitzkrieg se quedó sin resuello. No había disponibles más unidades móviles alemanas, de tamaño apreciable, con las que continuar el avance hacia el este mientras las divisiones de infantería siguieran tan rezagadas. Pese a las brutales pérdidas soviéticas, el ímpetu de la Blitzkrieg había muerto justo más allá del «puente de tierra» de Smolensk, el histórico punto de partida en dirección a Moscú de anteriores invasiones». Douglas Orgill, a su vez, señala en su libro Las fuerzas acorazadas alemanas (1974) que Hitler y su estado mayor confiaron demasiado en 1941 en un material de guerra alemán escaso, a veces mediocre, tanto en vehículos como aviación, y una excesiva confianza en las capacidades de la Wehrmacht. No prestaron demasiada atención en aspectos esenciales como la logística o el refuerzo de las divisiones panzer que iban perdiendo carros a medida que avanzaban.
El 21 de julio la Luftwaffe lanza el primer bombardeo sobre Moscú. La fuerza se compone de 195 bombarderos y su escolta. Sin embargo, ante la gran concentración de fuego antiaéreo, no consiguen sobrevolar el centro de la ciudad.

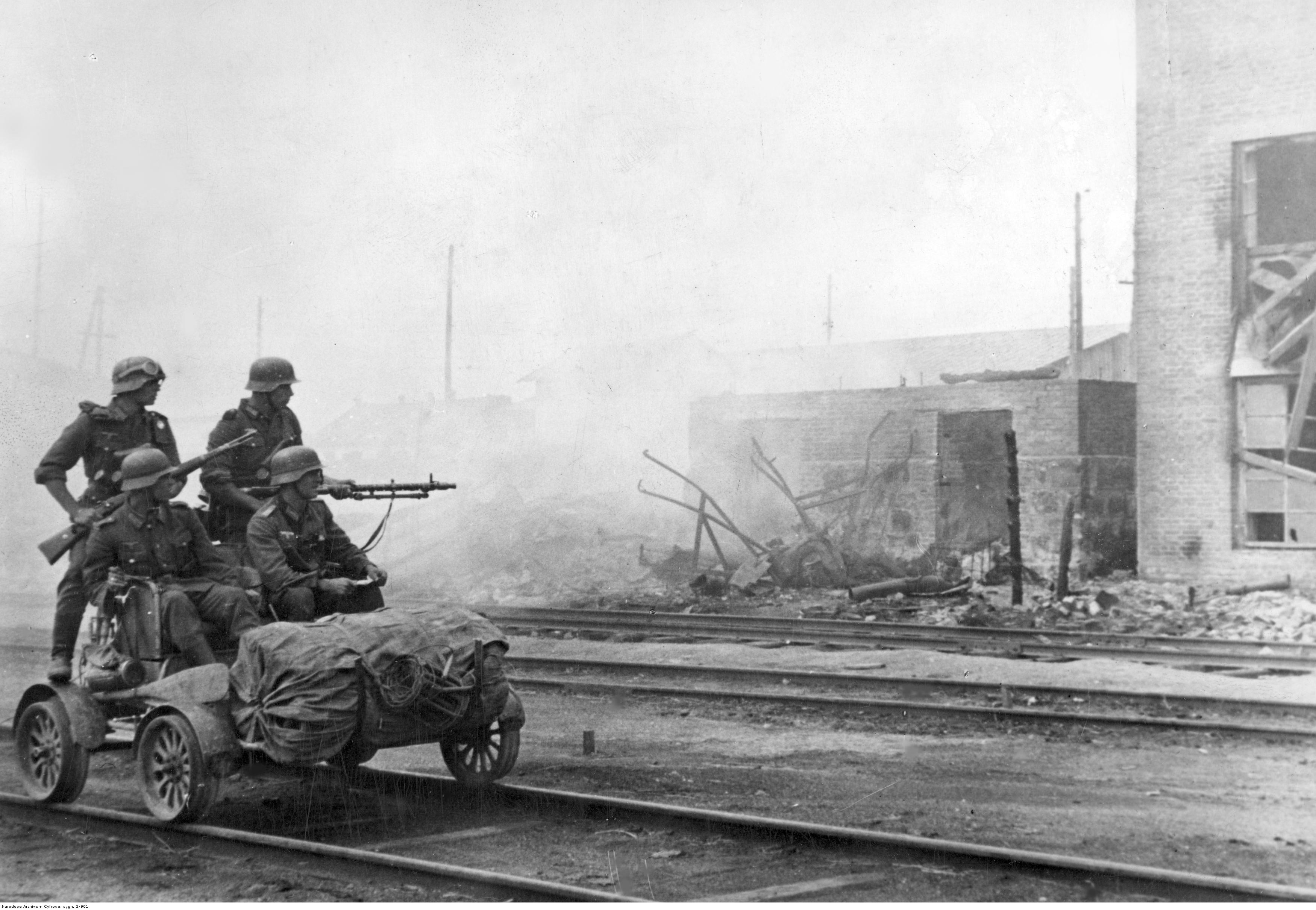
Una patrulla de zapadores de ferrocarril alemanes con una ametralladora MG-34 cerca de Odesa (julio)

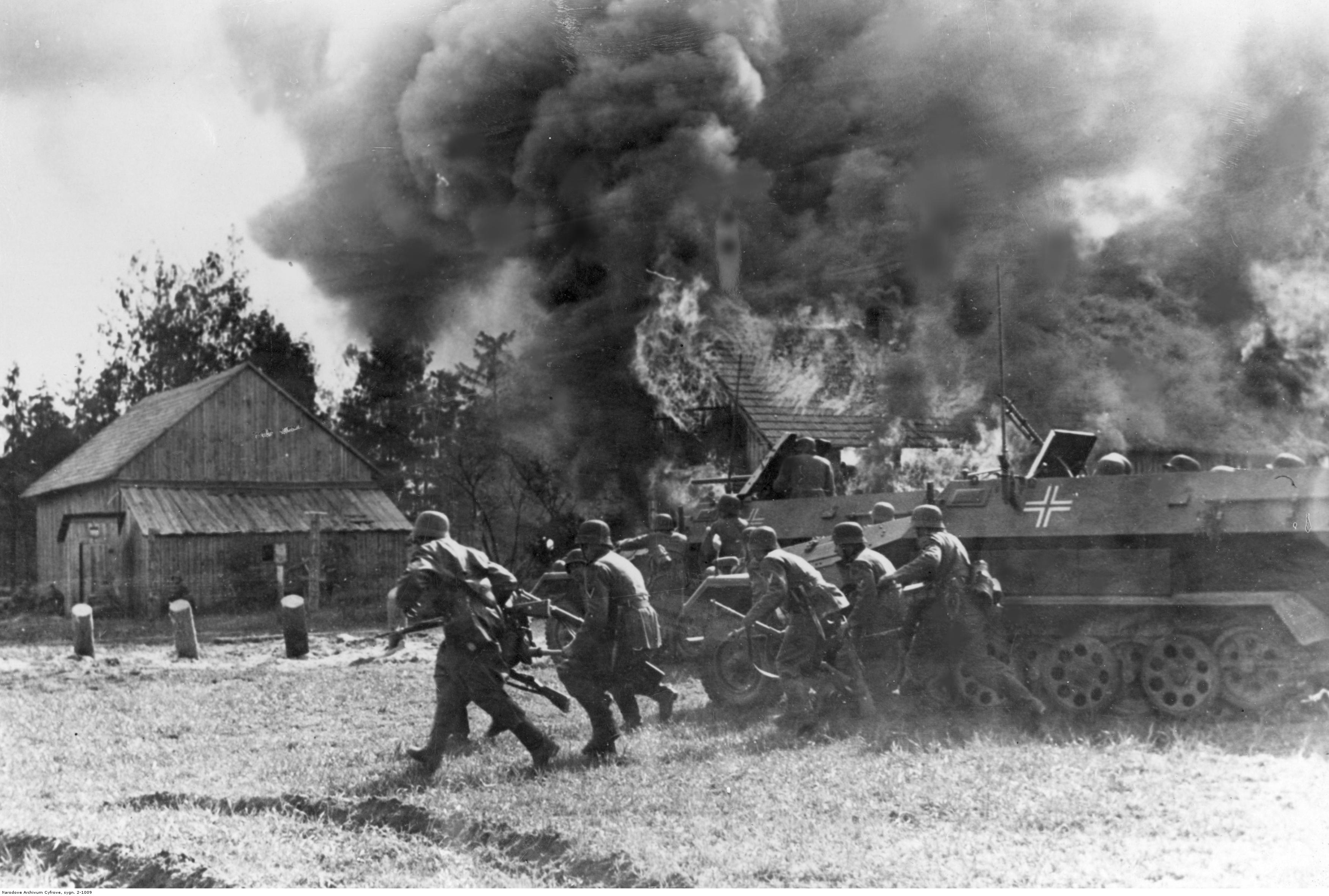
El Hanomag SdKfZ 251/10 sirvió para el transporte y apoyo de los Granaderos Panzer. Carecía de la potencia necesaria y no tenía buena movilidad. Pesaba 8,5 toneladas, tenía un cañón de 37 mm, y una ametralladora de 7,92 mm. Tenía un blindaje de 12 mm en la parte delantera y 7 mm en el resto. Tenía una velocidad máxima de 55 km/h y una autonomía de 320 km. En la fotografía se puede ver a la infantería alemana asaltando una aldea en llamas en el frente oriental (junio)

El Grupo de Ejércitos Sur. A las 03:15, las baterías y morteros alemanes abren fuego a lo largo de la frontera. A la vez, tropas alemanas de los regimientos de la 57 I. D. atraviesan el río Bug mediante pequeños botes de goma. En pocos minutos capturan intacto el puente de Sokal. El I Grupo Panzer es la punta de lanza compuesta por tres grupos motorizados y uno de infantería. El mariscal von Rundstedt tiene como objetivo la industria de Kiev. El 25 de junio toman Dubno para avanzar inmediatamente hacia Rivne. El 2 de julio, alemanes y rumanos avanzan desde Besarabia (actual Moldavia) hacia Odesa, mientras que las unidades blindadas de Kleist se aproximan a Zhitómir y a Berdýchiv. El 10 de julio, las fuerzas de von Rundstedt están a solo 15 kilómetros de Kiev. Los soviéticos contraatacaron desde Kórosten, siendo rechazados. En Uman, a 50 kilómetros al sur de Kiev, alemanes y húngaros cercan al 6.º y 12.º Ejércitos soviéticos, quienes resisten hasta el 8 de agosto. A finales de julio, los húngaros consiguen tomar Chisináu, en Besarabia.
El 8 de julio, Halder presenta un informe muy optimista: afirma que de las 164 divisiones soviéticas conocidas habían sido aniquiladas 89 y que, de las restantes, 18 estaban desplegadas en frentes secundarios, de otras 11 no tenían noticias y que solo 46 estaban en condiciones de combatir. El 12 de julio, un solo cañón de asalto StuG III comandado por Michael Wittmann consigue destruir seis T-34/76 soviéticos. El 19 de julio, Hitler, y pese al consejo contrario de Brauchitsch, toma una decisión de gran importancia en todo el planteamiento de la operación Barbarroja: ante el problema de tener comprometidas numerosas tropas en la bolsa de Smolensk y no poder avanzar hacia Moscú, ordena que unidades blindadas del Grupo de Ejércitos Centro se desplacen hacia el sur para apoyar a las fuerzas de von Rundstedt en su avance hacia Kiev. El resultado fue la directriz N.º 33 del OKW, dictada el 19 de julio, donde se especificaba que una vez terminadas las acciones sobre Smolensko, el 2.º Grupo Panzer de Guderian y la infantería del 2.º Ejército avanzarían hacia el sudeste para acabar con el 21.º Ejército soviético.
También ordena al Grupo de Ejércitos Sur cruzar el Don para adueñarse de la región industrial de Járkov y luego avanzar en dirección al Cáucaso. El 23 de julio tiene lugar una conferencia entre Hitler, Brauchitsch y Halder. Este último informa que el ejército soviético dispone todavía de al menos 98 divisiones, 13 de ellas acorazadas. Es casi el doble del anterior informe, dos semanas atrás. Antes los planes de Hitler de seguir avanzando a igual ritmo pero con menos medios, con los efectivos panzer reducidos a la mitad en un solo mes de combates, Brauchitsch y Halder se marcharon disgustados y redactan un documento conjunto donde expresaban sus discrepancias con Hitler. No era posible tomar rápido Moscú solo con infantería, y los 2 y 3 Grupos Panzer solo estarían de nuevo disponibles a principio de septiembre. El OKH seguía defendiendo que la mejor estrategia era seguir avanzando hacia Moscú con todos los recursos posibles por ser la sede del gobierno, un importante polo industrial y el núcleo de la red ferroviaria. Con su captura, según el OKH, la Unión Soviética quedaría partida en dos. Hitler contestaba a estas sugerencias que ninguno de sus generales comprendían bien la economía en tiempos de guerra y que Moscú era un objetivo secundario.
En el mar Negro los soviéticos pierden el destructor Moscú durante el bombardeo de Constanza el 26 de junio. Los destructores Járkov y Moscú, de la clase Leningrado, protegidos por el crucero Voroshilov y los destructores Soobrazitelny y Smyshleny realizan 350 disparos a 19 y 20 kilómetros de distancia contra los depósitos de combustible del puerto sin llegar a causar daños en su objetivo principal. Los destructores rumanos Marasti y Regina Maria contraatacan con doce andanadas a diez kilómetros de distancia. Cuentan con la ventaja de distinguir con claridad a los barcos soviéticos gracias a las luces del alba. Son alcanzados tanto el Moscú como el Járkov, que inician la retirada perseguidos por lanchas torpederas rumanas, la Viforul y la Vijelia. A las 04:24h de la mañana, el Moscú se adentra en un campo de minas defensivo rumano colisionando contra una de ellas. Tras la explosión, se parte por la mitad y se hunde con 268 de sus tripulantes.
Algunos pueblos como los ucranianos o los lituanos reciben a los alemanes como fuerzas de liberación. Pero Hitler, basado en su doctrina racista de la supremacía aria desprecia el apoyo de los pueblos eslavos por considerarlo innecesario. En cuanto a los rusos o ucranianos, la ideología nazi los consideraba Untermenschen o «subhumanos», destinados a la explotación y al lento exterminio por hambre, ordenando el Führer que la población eslava recibiera un tratamiento especialmente cruel y brutal, al extremo de disponer mediante órdenes escritas que no habría castigo para los soldados de la Wehrmacht que cometieran crímenes contra civiles, por salvajes o atroces que éstos fueran (véase Decreto Barbarroja). Esta opresión violenta, basada en el puro racismo nazi, causó que la actitud de la población civil se tornara muy pronto en contra de los invasores, eliminando toda opción de que el Tercer Reich ganase algún grado de sincera colaboración. Además, en cuanto empezó el ataque alemán actuaron las unidades especiales de las SS de Himmler, dedicadas a la persecución y asesinato de judíos en el territorio soviético ocupado.
Stalin, en contraste, abandona la imagen intimidatoria que se había forjado durante la Gran Purga y apela directamente a los ciudadanos soviéticos llamándolos «hermanos y hermanas» en sus discursos radiados, para lograr mediante la propaganda una adhesión firme de las masas al régimen. Los pueblos conquistados, asqueados por la brutalidad alemana, fueron inspirados por la propaganda soviética que invocaba al nacionalismo panruso en oposición a la amenaza germana (dejando de lado adhesión ideológica al régimen). Tanto alemanes como rusos tratan con brutalidad a sus prisioneros, dejándolos morir de hambre —registrándose incluso casos de canibalismo— o directamente fusilándolos. La luego denominada por los soviéticos Gran Guerra Patria empezó a mostrar ribetes dantescos nunca antes vistos de ferocidad, impiedad e inmisericorde para con el enemigo, justificados desde el punto de vista propagandístico sobre la base de que los propios soldados soviéticos habían podido ver el tipo de brutalidades que cometieron los soldados nazis con los civiles soviéticos (incluyendo a sus familias).

Avances alemanes antes del inicio de la Operación Tifón —Batalla de Moscú— (septiembre de 1941)

Experiencia del mariscal de campo alemán, Erich von Manstein, sobre el día del inicio de la operación Barbarroja:

El 21 de junio, a las 13 horas, recibíamos en la Comandancia General la orden de iniciar la ofensiva a las 3 horas de la madrugada siguiente. ¡La suerte estaba echada! El reducido espacio de que disponíamos en el sector boscoso del norte del Niemen para desplegar el Cuerpo, sólo nos permitió situar de momento a la 8.ª División 8 Panzer y a la 290.ª de Infantería para el ataque a las posiciones fronterizas enemigas que sabíamos guarnecidas, mientras dejábamos todavía al sur del río a la 3.ª División de Infantería Motorizada. (...) ya en aquel primer día de lucha nos mostró su verdadero rostro el enemigo. Uno de nuestros soldados de descubierta, al que el enemigo había cortado la retirada, fue hallado más tarde muerto y atrozmente mutilado. (...) Y no había de ser aquél el único detalle revelador de la manera soviética de entender la guerra, sino que muy a menudo se daría después el caso en que los soldados rusos alzasen las manos en señal de rendición, para empuñar luego las armas por sorpresa en cuanto los nuestros se les acercaban. Como también la treta de los heridos que se fingían muertos para disparar a mansalva sobre los soldados alemanes que se alejaban.
Erich von Manstein, Victorias frustradas (2007)

Experiencia de Kurt Meyer, de las Waffen-SS, sobre la primera vez que ven soldados alemanes ejecutados en el frente oriental:

Yo marchaba detrás de la sección de vanguardia y escrutaba el terreno con mis binoculares. Creí distinguir un cañón abandonado en la ladera. Por primera vez habíamos encontrado un arma alemana abandonada en el campo de batalla. [...] No se divisaban soldados, ni vivos ni muertos. Subimos lentamente la pendiente. [...] podíamos distinguir claramente una mancha grande y otra pequeña. Dejé caer mis binoculares, me froté los ojos y los cogí de nuevo. [...] ¿Podía ser cierto lo que acababa de ver? Recorrimos rápidamente los últimos doscientos metros. [...] Los cuerpos desnudos de una compañía de soldados alemanes brutalmente masacrados yacían ante nosotros. Sus manos estaban atadas con alambre. Sus ojos muy abiertos nos miraban fijamente. Los oficiales de esta compañía habían tenido quizás un final más cruel. [...] Encontramos sus cuerpos hollados y hechos pedazos.
Kurt Meyer, Granaderos (2016) pp. 103-104

Experiencia del teniente de la Wehrmacht, Heinz R. en su paso por Ucrania con el 93.º Regimiento de Infantería el 26 de junio de 1941:

Volvimos a ponernos en marcha con las primeras luces del alba. Los caminos eran pésimos, pero, como había llovido, había menos polvo. En no pocas ocasiones fuimos campo a través, porque las carreteras se encontraban en un estado lamentable. Las casas eran primitivas, pero no estaban especialmente sucias. [...] Las carreteras tenían cada vez más barro [...]. A menudo estaban invadidas de maleza, pero, aun así, conseguimos avanzar. [...] Cuando cayó la noche, llegamos a la pequeña ciudad de L. En la periferia, ardían ruinas de casas. Los habitantes no habían huido. En una plazoleta había muchos soldados interrogando con insistencia a un judío que, aterrorizado, era incapaz de defenderse. Él estaba tumbado en el suelo, suplicando. Decían que había sido cómplice en la mutilación de dos aviadores alemanes que habían tenido que hacer un aterrizaje de emergencia. Poco después oí varios disparos. La noche siguiente dormí muy bien en el camión. Por la mañana, encontré combustible y pudimos continuar el viaje con Berndt. A mediodía, vimos a soldados de infantería peinando los campos de cereales y las granjas, en busca de los soldados que habían huido. De repente, se oyeron fuertes detonaciones. Los francotiradores no se dejaban coger. Al final, se prendió fuego a las granjas en las que se escondían. A continuación, continué mi camino en moto. En un momento dado, vi a muchos rusos muertos. Pero aparte de eso no encontré más que polvo y sol.
Heinz R., Cartas de la Wehrmacht: La Segunda Guerra Mundial contada por los soldados (2015)

Planes de Hitler para los territorios conquistados revelado a sus colaboradores más íntimos el 17 de septiembre de 1941:

Es necesario que dominemos esa región del este con doscientos cincuenta mil hombres encuadrados por buenos administradores. Tomemos ejemplo de los ingleses, que con un total de doscientos cincuenta mil hombres —de ellos cincuenta mil soldados— gobiernan a cuatrocientos millones de hindúes. El espacio en Rusia debe ser dominado para siempre por los alemanes. Nuestro mayor error sería querer educar a esas masas. Lo único que nos interesa es que esas gentes se limiten a interpretar las señales de las carreteras. Actualmente son analfabetos y así deben quedarse. Pero hay que hacer, naturalmente, que puedan vivir con decencia, cosa que también nos interesa a nosotros. Del sur de Ucrania, particularmente de Crimea, haremos una colonia exclusivamente alemana. No me dará mucho trabajo dispersar a sus actuales pobladores. [...] Proveeremos de cereales a todos los que en Europa carecen de ellos. Crimea nos dará los frutos del sur, el algodón y el caucho (40 000 hectáreas de plantaciones serán suficientes para asegurar nuestra independencia). [...] A los ucranianos les proporcionaremos pañoletas, cuentas de cristal y todo lo que les gusta a los pueblos coloniales. Los alemanes, esto es esencial, deberán constituir entre sí una sociedad cerrada como una fortaleza. El último cochero nuestro debe ser superior a cualquier indígena. Para la juventud alemana, esto será un magnífico campo de experiencias. Atraeremos a Ucrania a los daneses, a holandeses, noruegos y suecos. El ejército encontrará allí campos de maniobras, y nuestra aviación el espacio que le es necesario.
H. Trevor-Roper, Las conversaciones privadas de Hitler (2004)

### Agosto

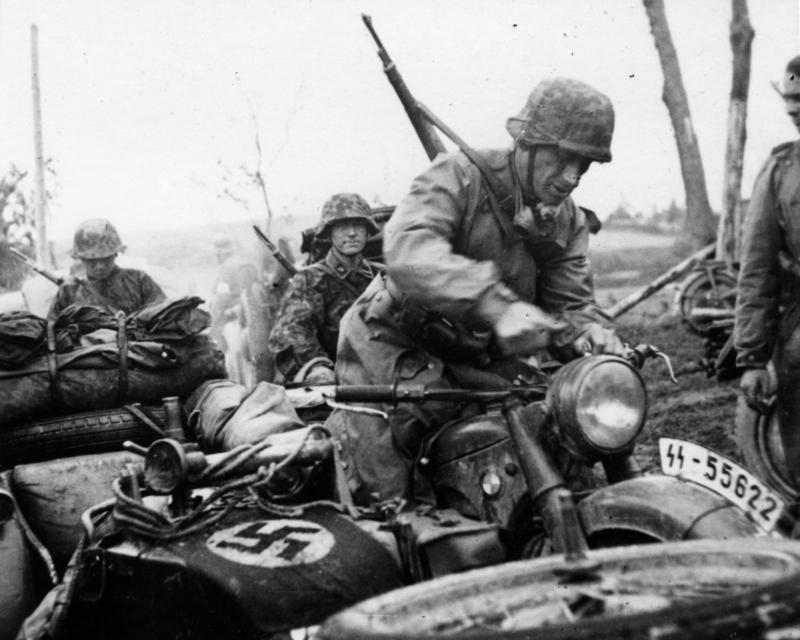
Kradschützen ("Infantería motociclista") de la 3.ª SS División Totenkopf en camino a Leningrado

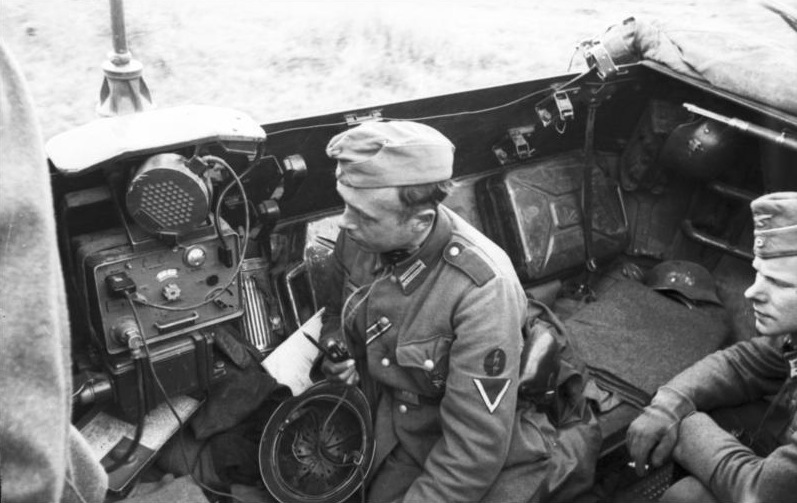
Operador de radio alemán en un vehículo blindado (agosto)

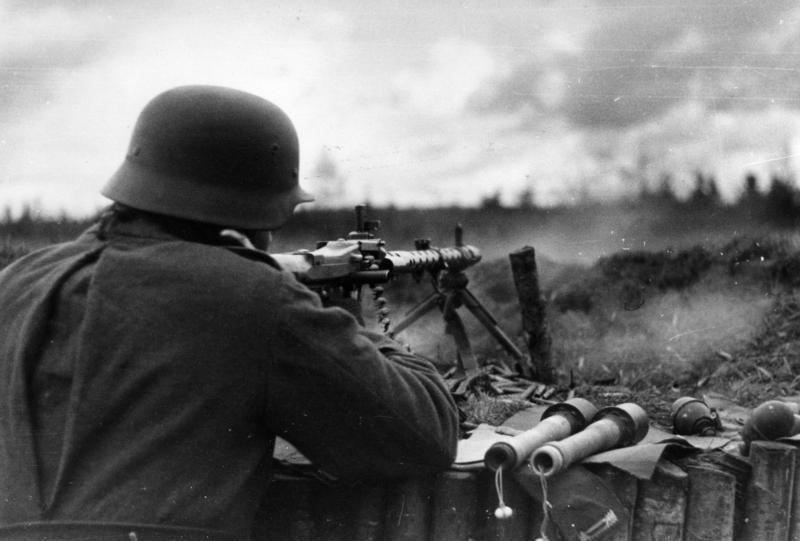
Soldado alemán operando con una ametralladora MG-34 (agosto)

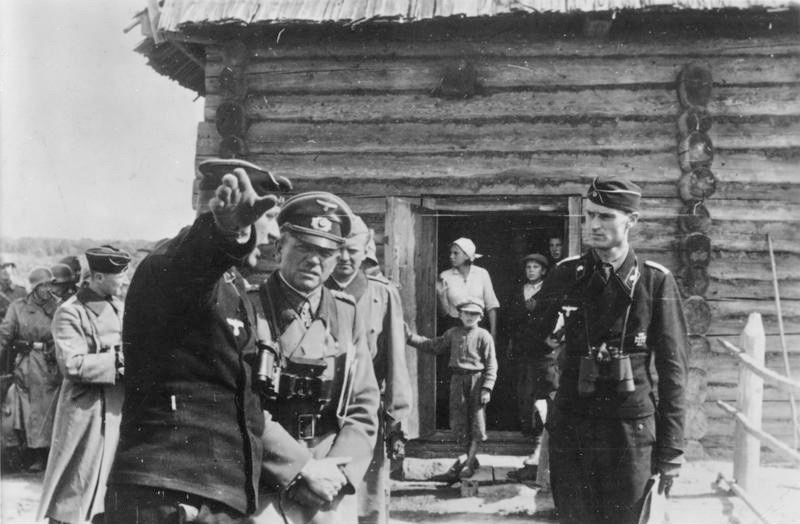
El coronel general Heinz Guderian en un puesto de mando avanzado de un regimiento panzer cerca de Kiev (agosto)

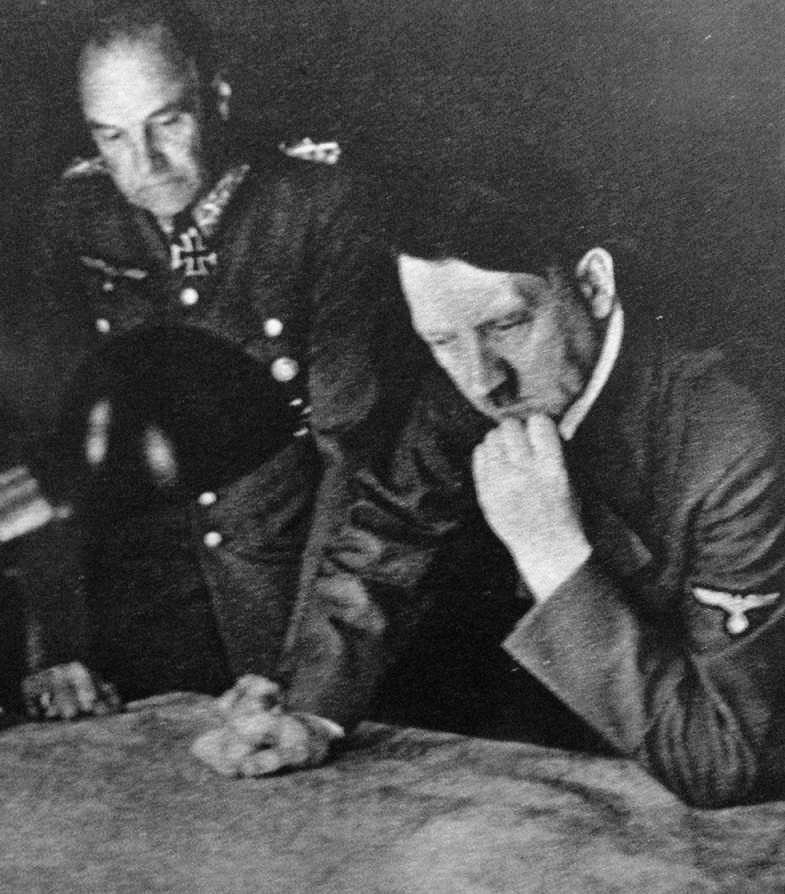
El mariscal del Alto Mando del Ejército alemán, Walther von Brauchitsch y Hitler estudiando mapas (31 de agosto)

A causa de la complejidad y necesidad de recursos y fuerzas que está adquiriendo la invasión, se decide movilizar en Alemania a todos los varones entre los 15 y los 55 años. La gran extensión que debe controlar desborda la capacidad de la Wehrmacht. El frente, que inicialmente arrancó con una longitud de 1200 km de anchura se expandió hasta los 1600 km a medida que se iba aproximando a Moscú, un objetivo localizado a 1000 km de profundidad. Según una estimación, tales distancias requerían de 280 divisiones para poder cubrir todo el frente; los alemanes invadieron la Unión Soviética con 127. Los carros de combate alemanes no eran suficientes para la misión que se les había encomendado en la Instrucción n.º 21 de Hitler. Douglas Orgill afirma en su libro T-34 blindado ruso (1973): «Si Hitler hubiese podido disponer de 2000 T-34 en vez de 2000 Panzer III la historia de la guerra podría haber cambiado». Los soldados de la Wehrmacht comienzan a lamentarse en sus cartas mandadas a casa. A menudo se puede leer en los correos que «son preferibles tres campañas en Francia que una sola en Rusia». Contrariamente a lo que se suele afirmar, las bajas alemanas serán superiores en verano que en otoño e invierno.
En las zonas ocupadas de la Unión Soviética se está produciendo un aumento de la actividad partisana. Ya hay aproximadamente varios miles organizados en pequeños grupos en las zonas pantanosas de Pripet, en la retaguardia del 6.º Ejército alemán. A lo largo de los siguientes meses su organización irá en aumento. Moscú enviará oficiales especialmente instruidos y mandará a su vez suministros por vía aérea. Al final de la guerra llegará a contar con aeródromos, talleres, depósitos de suministros, etc. Las fuerzas alemanas que quedan en retaguardia para combatir a los partisanos están compuestas por hombres considerados demasiado mayores para formar parte de las unidades de combate con edades comprendidas entre los 35 y 45 años. Cuando los partisanos atacan a una columna alemana, normalmente lo hacen lejos de las aldeas. Abaten al conductor y al acompañante de cada vehículo ya que no toman prisioneros, para luego buscar material de valor y quemar los restos. Como las distancias son muy grandes, a veces el comandante militar del distrito tarda varias horas en descubrir los ataques. Aunque todavía pequeña, esta actividad partisana de las marismas de Prípiat inquietaba a Hitler y el Estado Mayor alemán porque percibían que suponía una amenaza para los flancos de los Grupos de Ejército Centro y Sur.
En agosto Hitler cae enfermo por primera vez en varios años. Su asistente, Ligne, lo encuentra con fiebre alta en su cama del búnker número 13 de la «Guarida del Lobo». A causa de esta enfermedad, cuyos síntomas se asemejan a la disentería, el Führer no puede asistir a una reunión programada con Keitel y Jodl para ese mismo día. Tardará 24 horas en volver a encontrarse con el Estado Mayor. Durante esas horas, los generales alemanes tratan de actuar con celeridad y despachar órdenes al frente siguiendo criterios propios y no de Hitler. Cuando vuelven a encontrarse, y al descubrir que han actuado sin seguir sus indicaciones, se desata el siguiente conflicto entre él y el Estado Mayor relacionado con la prioridad de Moscú. Hitler no lo consideraba prioritario, pero sus generales, sí..
El Grupo de Ejércitos Norte de von Leeb mantiene su avance hacia Leningrado. El 12 de agosto, en Stáraya Rusa, al sur del lago Ilmen, el 24.º Ejército soviético lanzan un segundo contraataque contra el flanco derecho del avance alemán. Son rechazados, aunque las tropas alemanas sufren pérdidas importantes y comienzan a dar muestras de cansancio. Tras rechazar el contraataque, los carros del General Erich Hoepner entran en Novgorod el martes 17. Ese mismo día, las tropas que avanzan por el Báltico toman Narva. El día 20 es ocupada Gátchina, a 50 kilómetros de Leningrado. Los soviéticos se retiran a Leningrado dejando atrás a 20 000 prisioneros. Los alemanes toman el 30 de agosto el importante nudo ferroviario de Mga, cortando así la línea del ferrocarril Moscú-Leningrado. Al norte, los finlandeses avanzan y el 16 toman Víborg en la zona de Carelia. Los soviéticos evacúan el resto de sus fuerzas de Carelia y se repliegan a Leningrado. El mariscal finlandés Gustaf Emil Mannerheim tiene como objetivo recuperar los territorios perdidos en 1940, sin avanzar más en territorio soviético. Hitler tratará de disuadirlo a seguir más allá, aunque sin éxito.
El 31 de julio toman Tallin, la capital de Estonia. La base naval soviética de la ciudad había sido evacuada previamente por el almirante de la Flota del Báltico Vladímir Tríbuts, perdiendo durante la evacuación, cinco destructores y tres patrulleros a causa de las minas y los ataques de la Luftwaffe.
En el frente noruego, el 2 de agosto los alemanes deciden volver a atacar el río Litsa. El 19 de agosto, los británicos despachan una segunda fuerza naval al Ártico: los cruceros Aurora y Nigeria, más los destructores Icarus, Antelope y Anthony y un buque de pasajeros, el Empress of Canada, bajo las órdenes del contralmirante Philip L. Vian. Tenía como misión evacuar los 3200 habitantes soviéticos y noruegos de la isla de Spitsbergen, la mayor del archipiélago de Svalbard, y destruir las instalaciones mineras de carbón de Barentsburg. El 31 de agosto llega a Arcángel desde Hvalfjör∂ur, en Islandia, el primero de los convoyes aliados. Condujeron seis mercantes, y el ya anticuado portaaviones Argus depositó 24 Hurricanes en Severomorsk, a 25 kilómetros de Múrmansk.
El Grupo de Ejércitos Centro mantiene la presión sobre la bolsa de Smolensk, que resiste hasta el 25 de agosto, sumando un total de 40 días. El retraso será de vital importancia para los soviéticos en la preparación de las defensas de Moscú. En su avance hacia Kiev, Guderian se enfrenta a diversos contratiempos. El primero de ellos, el 1 de agosto, es el 28.º Ejército soviético defendiendo Roslavl. Tres días después la ciudad cae dejando 38 000 prisioneros. El material enemigo capturado, apenas 200 cañones, demuestra a Guderian que las fuerzas de la ciudad no eran una amenaza seria. El segundo es el 21.º Ejército apostado en los alrededores de Gómel. El asalto a esta ciudad se prolongará 16 días por la tenaz resistencia de los soldados soviéticos.
El 4 de agosto Hitler llega a Nowy Borissow para comprobar en persona la situación del frente. Hitler no lo sabía, pero durante esa visita corrió ciertos riesgos ya que parte de los oficiales del cuartel de Bock comenzaban a barajar ya la idea de arrebatar el poder al Führer. Tiene lugar la primera conferencia desde el inicio de la invasión donde están presentes Hitler, Schmundt, el mariscal de campo von Bock, el representante del OKH, coronel Heusinger, Hoth y Guderian. Se entrevista luego por separado con Heusinger, representante de Halder, Bock, Guderian y Hoth. Todos recomiendan la ofensiva sobre Moscú. Bock le indica que está dispuesto a comenzar inmediatamente pero no sus comandantes de carro, Guderian y Hoth, quienes demandan unos días para estar listos. Guderian recomienda el 15 de agosto para el inicio del ataque a Moscú, y le pide por su parte motores para carros y nuevos carros. Hitler no le concede nuevos carros, que prefiere reservarlos en Alemania para la formación de nuevas unidades, pero cede a regañadientes 300 motores, cifra que Guderian considera insuficiente. Hitler le reconoce a Guderian que si hubiese hecho caso a su informe de 1937 sobre la situación real de las fuerzas acorazadas soviéticas no habría iniciado la invasión. El historiador Geoffrey Jukes afirma que semejante declaración de Hitler parecía indicar que el mismo Führer también comenzaba a tener dudas en el verano de 1941 sobre la victoria final del Tercer Reich.
El 18 de agosto, von Brauchitsch trata de convencer a Hitler de retomar de inmediato la ofensiva contra Moscú señalando que el invierno comienza en esa latitud cinco semanas antes que en Ucrania, es decir, a mediados de octubre, y que la concentración de tropas que hay en ese momento frente a la capital permitiría su captura. Hitler replica que las divisiones panzer avanzan demasiado alejadas de la infantería y que no son eficaces cercando al enemigo, que con frecuencia consigue escapar de las maniobras envolventes. Para zanjar el asunto, Hitler, quien se consideraba un gran estratega desde las victorias en Occidente, dicta la Directriz N.º 34 ordenando al Grupo de Ejércitos Centro detener el avance hacia Moscú y pasar a la defensiva para a su vez mandar fuerzas desde aquí en ayuda al Grupo de Ejércitos Sur. La prioridad sería Ucrania, la cuenca del Donetz, Crimea y los campos petrolíferos del Cáucaso. Es una decisión crucial. Se abandona la idea de tomar Leningrado y Moscú para dedicar todos los esfuerzos en Ucrania y el 5.º Ejército soviético.
El 23 de agosto se celebra una conferencia en el Cuartel General del Grupo de Ejércitos Centro donde Halder realiza un bosquejo de los detalles de la orden. Hitler no se había decidido finalmente ni por Leningrado, ni por Moscú, sino por Ucrania y Crimea. Halder expone el riesgo que supone alargar la campaña hasta el invierno de no capturar pronto Moscú. Guderian, a su vez, declara sobre los problemas que presentaban los caminos tanto para la aproximación hacia Kiev, como para el abastecimiento. Tras una larga discusión, deciden que Halder y Guderian volarían al Cuartel General de Hitler para tratar de convencerle de que prosigan con la ofensiva contra Moscú. Salieron esa misma tarde y aterrizaron en Lötzen al anochecer. Inmediatamente Guderian acude al encuentro de von Brauchitsch quien intenta en vano disuadirle de que podía informar al Führer sobre la situación de su Panzertruppe, pero no debía discutir con él sobre el asunto del asalto a Moscú. Acto seguido Guderian se encuentra con Hitler, quien está acompañado por Keitel, Jodl, Schmundt (entre otros) y les expone la situación de su Grupo acorazado sin mencionar Moscú. Tras la exposición, Hitler le pregunta: «¿Considera usted a sus tropas, después del rendimiento que han dado hasta ahora, capaces de mayores fatigas?» Guderian contesta: «Si a las tropas se les señalase un gran objetivo, comprensiblemente para todos los soldados ¡sí!» Hitler le responde a su vez: «¡usted opina, naturalmente, Moscú!» Guderian le reconoce que sí, que piensa en Moscú, y aprovechando que ha sido Hitler quien ha sacado el tema, aborda el asunto del asalto a la capital soviética. Según su opinión, avanzar hacia el sur supondría una pérdida de tiempo y un desgaste del material y hombres y añade que sus fuerzas estaban listas para asaltar Moscú.
La captura de la capital privaría a los soviéticos de un punto central de comunicaciones y tendría un efecto negativo sobre la moral del enemigo. Hitler no cede. Replica que no ordenará el asalto a Moscú hasta que no terminen las operaciones en el sur. También acusa a los generales alemanes de no entender economía en tiempos de guerra. Argumenta que el ejército alemán debe hacerse con el control de la zona industrial meridional, desde Kiev a Járkov. Y también de Crimea, donde los soviéticos tienen aeródromos desde donde pueden amenazar los campos petrolíferos rumanos. Guderian, ante la determinación del Führer y el silencio del resto de los presentes, y con la incómoda posición de ser el único subordinado de la reunión que está contradiciendo a un superior, acepta finalmente y con resignación la idea de asaltar Kiev antes que Moscú. Sugiere a Hitler usar toda su división panzer y no solo una parte para garantizar así el éxito. Al amanecer del día siguiente Guderian se encuentra con Halder y le comunica la decisión final. Halder, al conocer la noticia, sufre un «colapso nervioso». Russell Stolfi, en su libro Hitler's Panzers East: World War II Reinterpreted (1992), opina que si Hitler hubiese ordenado que las fuerzas del Grupo de Ejércitos Centro asaltasen Moscú en agosto en vez de ordenar que se detuvieran, el Tercer Reich podría haber ganado la guerra contra la Unión Soviética al cortar las comunicaciones por ferrocarril cuyo centro neurálgico era la capital soviética. Tanto las fuerzas soviéticas frente a los países bálticos, como las fuerzas desplegadas a lo largo del valle del Volga, habrían quedado aisladas entre sí.
El 18 de agosto, el general Zhúkov observa una menor actividad en las tropas alemanas frente a Moscú y comienza a sospechar que los alemanes se están agrupando para marchar al sur. Contacta con la Stavka sugiriendo desplegar más fuerzas en Briansk con la intención de golpear la división de Guderian por el flanco. El 24 de agosto las fuerzas del 21.er Ejército soviético realizan un contraataque desesperado, siendo aniquiladas contra las defensas alemanas. Tras la captura de Gómel, Guderian continúa su avance hacia Kiev, a 250 kilómetros al sur.

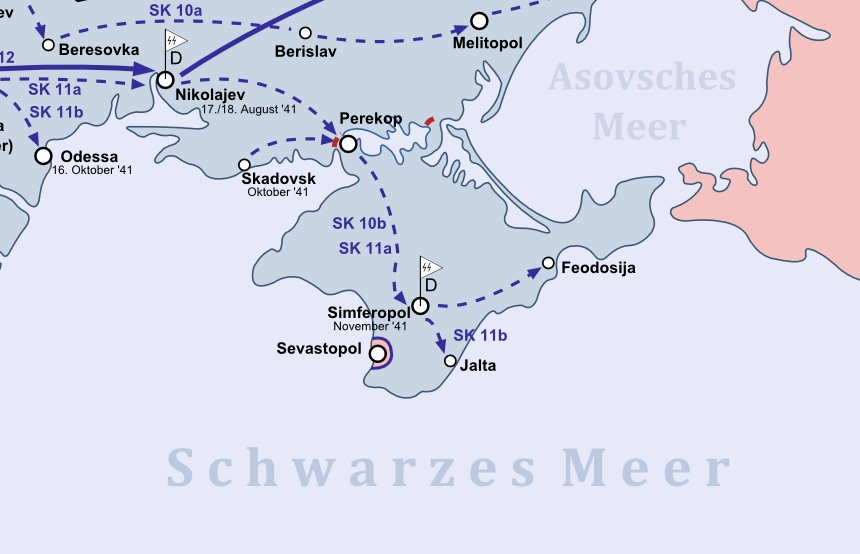
Mapa donde se muestra el avance alemán en la orilla septentrional del mar Negro y la península de Crimea

El Grupo de Ejércitos Sur consigue acabar con las fuerzas soviéticas, el 6.º y 12.º Ejércitos, que resistían en Uman, capturando a 103 000 soldados. Dominar esta bolsa tiene como coste cuatro semanas de combates y un gran desgaste de soldados y material además de numerosas bajas. Durante los primeros diez días de agosto, los alemanes se reagrupan frente a Kiev a la vez que esperan los carros de Guderian, que sin embargo están atascados frente a Gómel. El 21 de agosto, von Rundstedt decide lanzar el asalto, iniciando los combates que durarían nueve días. Paralelamente, los alemanes que marchan junto al mar Negro capturan la base de Nicolaiev el día 16, y el 20 cae Jersón, muy cerca de la entrada a la península de Crimea. El 22 es capturado Níkopol, donde se localiza una de las industrias de manganeso, y el 26 Dnipropetrovsk.

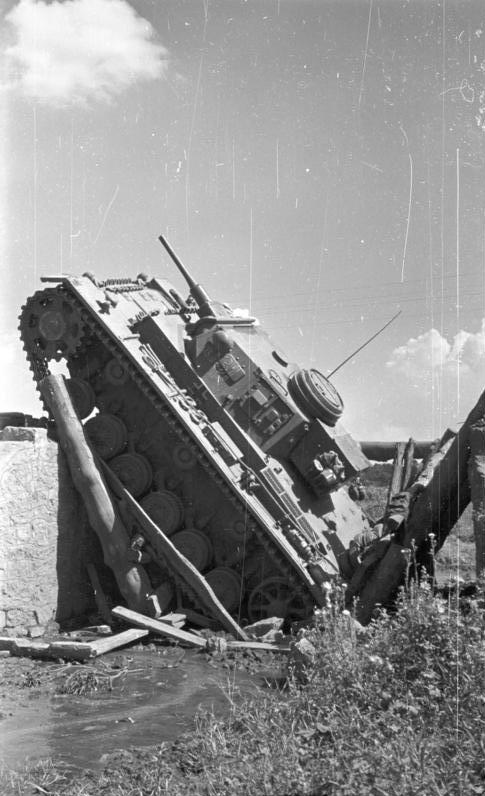
Un Panzer III alemán inmovilizado tras el desplome de un pequeño puente en el curso alto del río Dniéper (agosto)

A finales de agosto ya han sido capturados gran parte del territorio y población de la Unión Soviética, pero Stalin había iniciado un gran plan para el traslado de las industrias más allá de los montes Urales. Alrededor de Cheliábinsk surgirá el complejo llamado Tankograd, la Ciudad del Tanque. Las condiciones de trabajo serán muy duras, con temperaturas de hasta cuarenta grados bajo cero, trabajando 16 horas al día en naves protegidas con lonas. El 12 de agosto llegan los refuerzos italianos. También llegan refuerzos de Alemania y Holanda.
Valoración del general alemán Franz Halder el 11 de agosto:

La situación global hace cada vez más evidente que hemos subestimado al coloso ruso… Las divisiones [rusas] no están armadas y equipadas según nuestros estándares, y su liderazgo táctico es a menudo pobre. Pero allí están, si aplastamos a una docena de ellas, los rusos simplemente ponen otra docena… están cerca de sus propios recursos, mientras que nosotros estamos moviéndonos más y más lejos de los nuestros. Y por eso nuestras tropas, extendidas sobre una inmensa línea de frente, sin ninguna profundidad, están sujetas a los ataques incesantes del enemigo.
 David Glantz & Jonathan House, Cuando chocan los titanes: Cómo el Ejército Rojo detuvo a Hitler (1995)

Franz Halder, quien llegó a ser Coronel General durante la guerra, anotó en su diario en agosto:

«Considero que la situación que ha creado la interferencia del Führer es insostenible para el OKH. Nadie más que el Führer es responsable del avance en zigzag provocado por sus órdenes sucesivas, ni tampoco puede el OKH, que está viviendo ahora su cuarta campaña victoriosa, empañar su buen nombre con estas últimas órdenes».
Franz Halder, 1941

Joseph Goebbels, ministro de propaganda del III Reich, anotaba en agosto en su diario sobre la relación entre Hitler y sus generales:

«Brauchitsch tiene buena parte de responsabilidad. El Führer sólo hablaba de él con desdén. Un desdichado, cobarde y vanidoso que no era ni capaz de evaluar la situación, por no hablar de dirigirla. Con sus constantes interferencias y su desobediencia continuada arruinó totalmente el plan entero de la campaña oriental tal y como la había diseñado el Führer con absoluta claridad. El Führer tenía un plan que muy probablemente nos hubiera llevado a la victoria, y si Brauchitsch hubiera hecho lo que se le pedía y lo que debería haber hecho realmente, nuestra posición en el este sería hoy totalmente distinta. El Führer no tenía ninguna intención de ir a Moscú; quería aislar el Cáucaso y, así, atacar el sistema soviético por su punto más vulnerable. Pero Brauchitsch y su Estado Mayor fueron más listos. Brauchitsch siempre insistió en llegar a Moscú: quería éxitos que le dieran prestigio, en lugar de victorias reales. El Führer le tachó de cobarde y de papanatas».
Joseph Goebbels, 1941

Experiencia de Marina Tíjonovna Isaichik, ciudadana soviética, sobre la persecución y asesinato de judíos por parte de las tropas alemanas:

Los alemanes entraron en nuestra aldea... Eran jóvenes y alegres. El estruendo fue insoportable. Llegaron en unos camiones inmensos y en motocicletas que iban sobre tres ruedas. Yo no había visto en mi vida una motocicleta (...) Los alemanes impusieron sus normas desde el primer momento... Había muchos judíos en la aldea: Abraham, Yankel, Morduj... Los alemanes los reunieron a todos y los encerraron. Los vi pasar con sus almohadas y mantas cuando los llevaban. Los apalearon sin piedad. El mismo día que reunieron a todos los judíos de nuestra región, los fusilaron. Echaron los cadáveres en una zanja. Miles y miles de judíos...
Fragmento del libro el fin del «Homo soviéticus» escrito por la periodista Svetlana Aleksiévich, p. 111

Experiencia de Vasili Grossman en agosto de 1941:

Pasamos la noche en un enorme edificio de varios pisos. Estaba desierto, oscuro, aterrador y triste. [...] Por la noche nos despertó un espantoso zumbido y salimos a la calle. Escuadrones de bombarderos alemanes volaban hacia el este sobre nuestras cabezas [...] Se oía el rugido de los motores al despegar, polvo y viento, ese viento tan especial de los aviones, aplastado contra el suelo. Los aviones subieron hacia el cielo uno tras otro, dieron una vuelta y se alejaron. E inmediatamente el aeródromo quedó vacío y silencioso, como un aula cuando la abandonan los alumnos. [...] Finalmente, tras un ataque con éxito contra una columna alemana, los cazas regresan y aterrizan. El avión líder de la escuadrilla tenía carne humana pegada en el radiador, porque el avión de apoyo había alcanzado un camión con municiones que estalló en el momento en que el líder volaba sobre él. Poppe, el piloto, está sacando la carne con unos papeles. Llaman a un médico, que examina atentamente la sangrienta masa y dice por fin: «¡Carne aria!». Todo el mundo ríe la broma.
Antony Beevor, Años de Guerra (2015)

### Septiembre

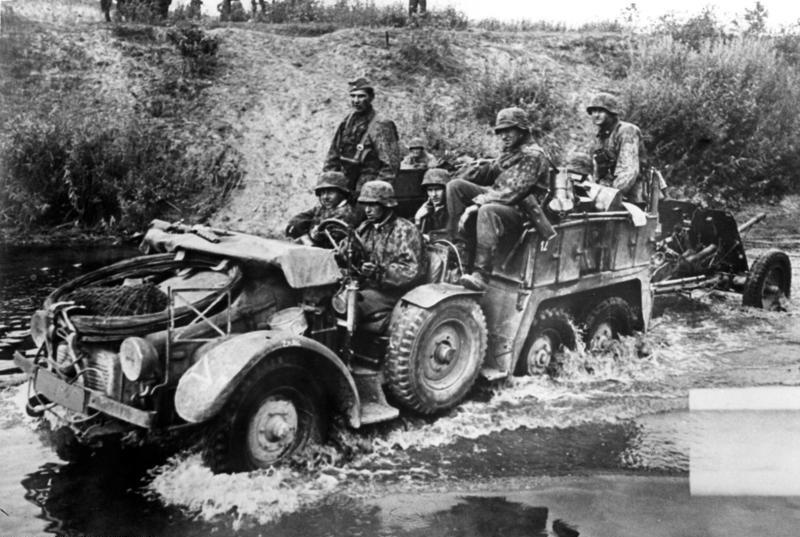
Unidad anticarro de la 3.ª SS Panzer (septiembre)

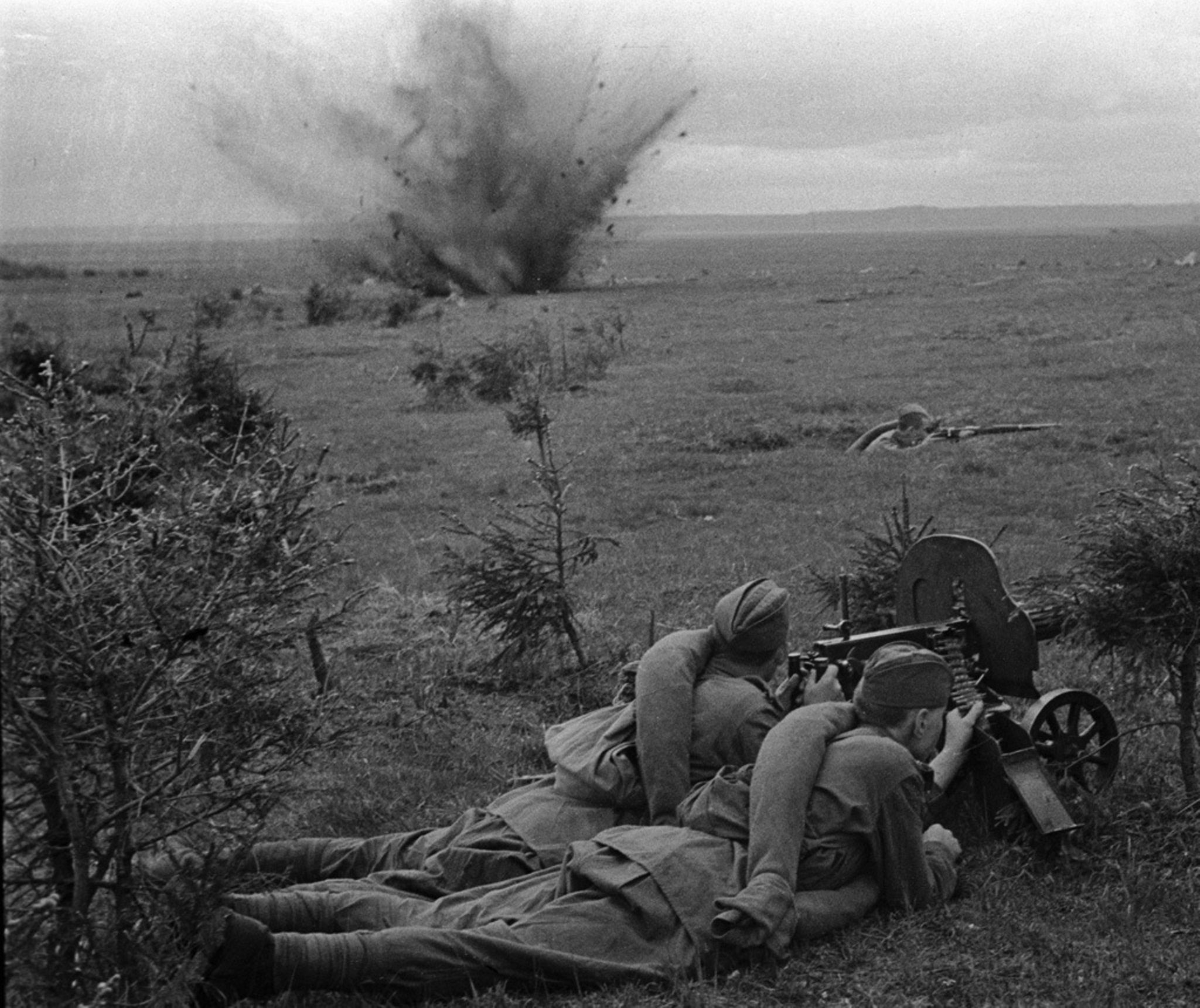
Soldados del 20.º Ejército soviético operando una ametralladora pesada Maxim M1910 orillas del río Dnieper al oeste de Dorogobuzh. (1 de septiembre)

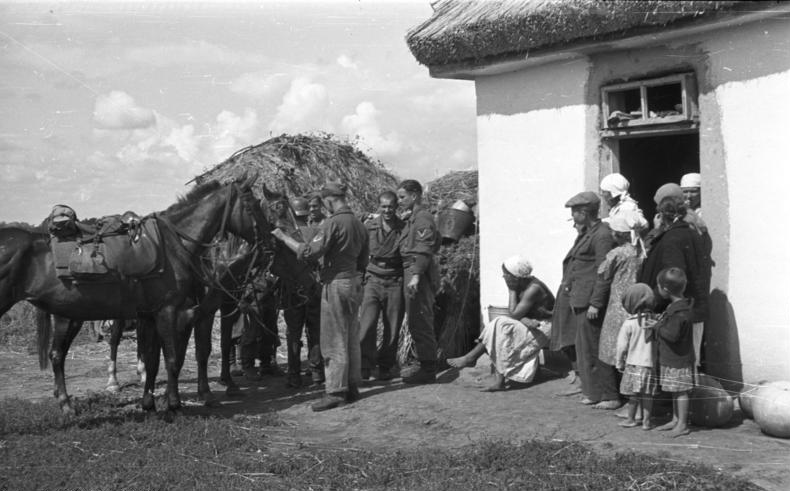
Tropas de infantería alemana en un pueblo de la Unión Soviética (2 de septiembre)

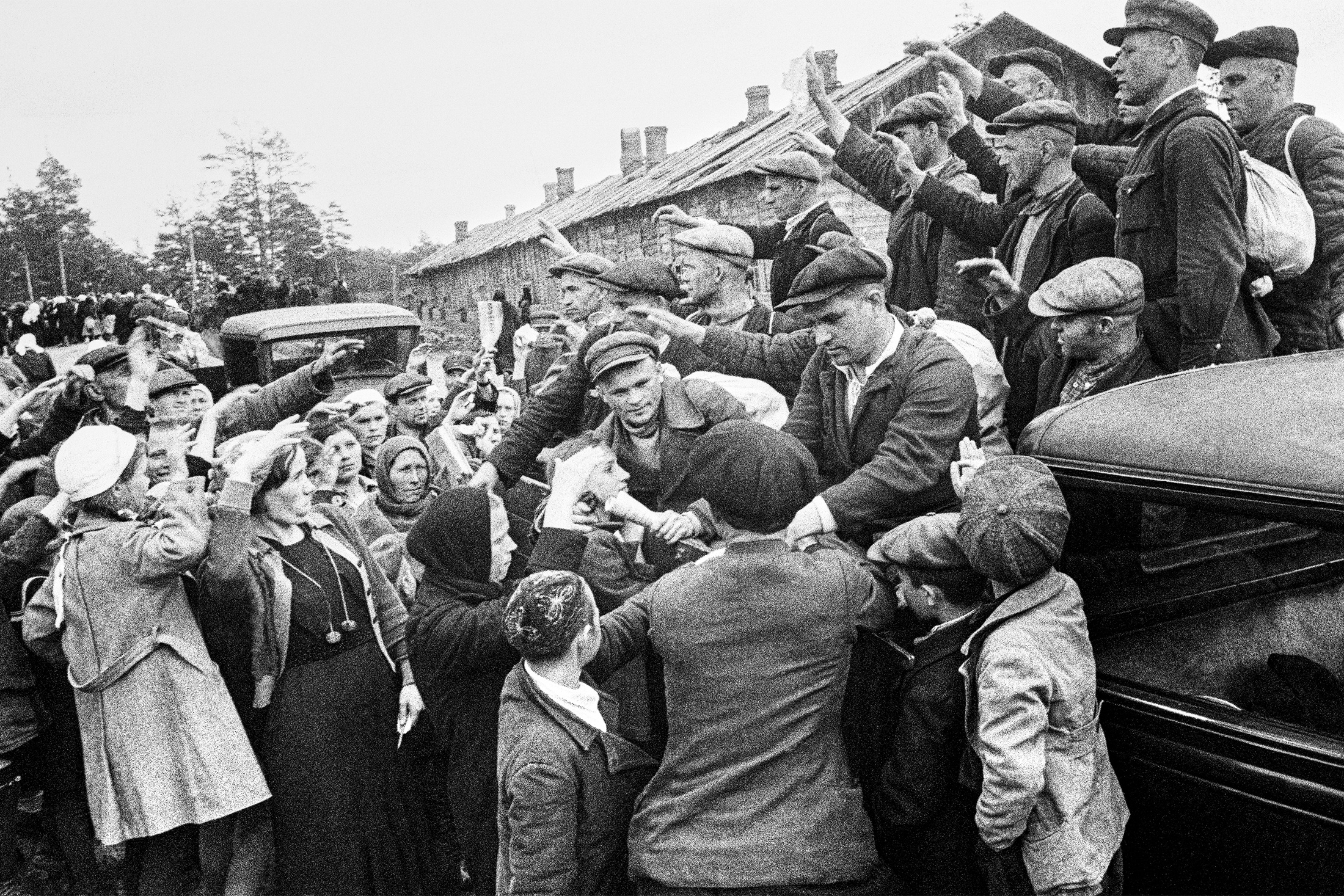
Voluntarios soviéticos marchando a la milicia (2 de septiembre)

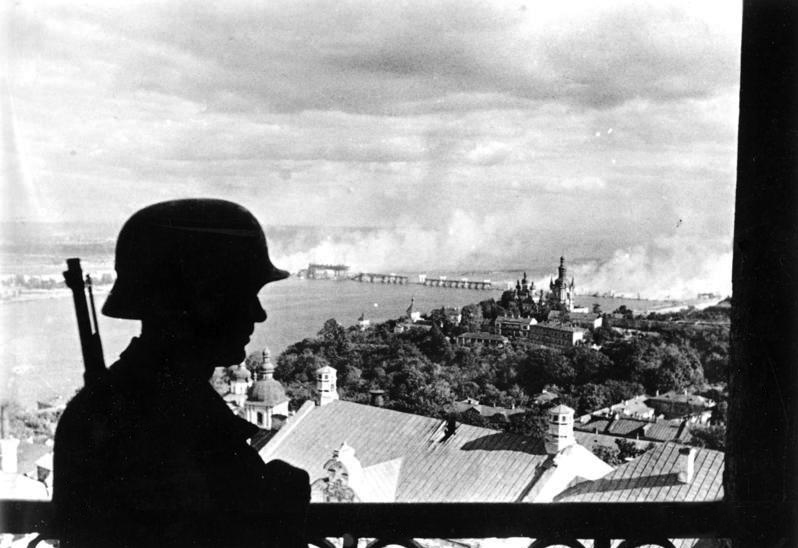
Un puesto de guardia de la Wehrmacht con el puente Dnieper en llamas al fondo (19 de septiembre)

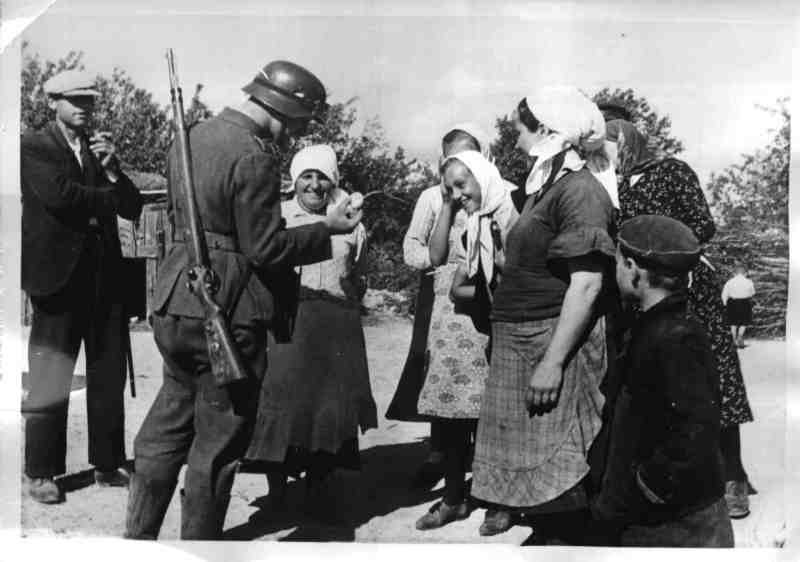
Soldado alemán con civiles ucranianos (26 de septiembre)

Septiembre trae diversos imprevistos para las fuerzas de invasión, como el alargamiento de las rutas de suministros y la bajada de las temperaturas. El desgaste del material y creciente cansancio de las tropas es generalizado debido a que han luchado de manera ininterrumpida desde hace 9 semanas. Las divisiones acorazadas disponen de solo un 50 % de carros operativos. Los alemanes poseen en general de buen equipo, pero inadecuado para el tipo de terreno donde se desarrollaban los combates. Por otro lado, el mando alemán calcula que en septiembre la Unión Soviética ya ha perdido 14 000 aviones, 18 000 carros de combate, y 2 500 000 soldados
El Grupo de Ejércitos Norte tiene a la vista Leningrado. Los bombardeos aéreos comienzan el 1 de septiembre, y el 4 lo hace la artillería de largo alcance a la vez que las unidades blindadas llegan a sus arrabales. Hitler decide aplazar el asalto a gran escala por miedo a sufrir muchas bajas por combates callejeros y opta por dejar morir de hambre a la población de la ciudad. Los siguientes ataques serán a una escala menor con el objetivo de tantear las defensas y buscar puntos débiles. El 8 de septiembre, los alemanes capturan Shlisselburg, consiguiendo de esa manera cerrar el cerco. Comienza el asedio a la ciudad que durará 900 días, hasta el 27 de enero de 1944. Stalin decide mandar a Zhúkov para que tome el control y organizar la defensa, quien vuela de Moscú a Leningrado el 10 de septiembre, junto con un pequeño número de ayudantes.
El 11 los alemanes capturan Dudernof, una elevación a doce kilómetros del centro de la ciudad. El día 14, von Leeb decide detener el asalto terrestre ya que no dispone de los tanques necesarios, a tener destinados una parte importante a la operación de asalto a Moscú. Sin embargo, continúan los bombardeos a la ciudad. La División Azul que supuestamente iba a participar en el asalto a Moscú, sin embargo es despachada al sector norte, junto a Leningrado. Las fuerzas españolas sienten decepción cuando marchan hacia el frente no en columnas motorizadas, sino a pie y cargando sus equipos en lentos carros de tracción animal. Para los alemanes nunca serán una unidad de vanguardia, sino que serán emplazados adoptando una posición defensiva en un sector secundario del frente.
En el Báltico, la Kriegsmarine pone a Otto Ciliax con el objetivo de hacer frente a la flota soviética. Dispone del acorazado Tirpitz, el crucero pesado Scheer, los cruceros ligeros Köln, Nürnberg, Emden, y Leipzig, además de tres destructores y cuatro torpederos. Tras la captura de las islas estonias Muhu, Saaremaa, e Hiiumaa, la flota soviética queda cercada en el golfo de Finlandia y se repliega a Leningrado para defender la ciudad.
En el frente noruego, el 8 de septiembre, Dietl informa a Jodl que puede capturar Múrmansk pero no Kandalakcha antes de la llegada del invierno, y que sería imposible abastecer a las tropas si se quedan en Múrmansk. El 15 de septiembre Hitler da por imposible la captura de Múrmansk. Se propone que la Kriegsmarine realice bombardeo de costa, pero finalmente el 18 de septiembre Dietl detiene la ofensiva y ordena la retirada de todas las tropas en la orilla opuesta del río Litsa. El ataque alemán en este sector había costado 10 290 bajas para avanzar solo 30 kilómetros. Las razones fueron por un lado el escaso interés del OKW por el territorio hasta Múrmansk, considerado de poca importancia desde el punto de vista militar, y por otro una mayor resistencia soviética de lo esperado.
El Grupo de Ejércitos Centro pierde Yelnia, que es recuperada por las fuerzas soviéticas. Zhúkov consigue eliminar el saliente alemán a costa de muchas bajas soviéticas aunque también causa muchas bajas al enemigo. Guderian está tan falto de tropas que incluso comienza a usar en ocasiones para el combate a la misma guardia de su comandancia. El 5 de septiembre se ordena la retirada al 4.º Ejército, simplificando la línea defensiva alemana. Los contraataques soviéticos en este sector se detendrán cuando Stalin mande a Zhúkov a defender Leningrado.
En sector central se había detenido el avance alemán, que pasó de recorrer de 28 a 32 kilómetros diarios a entre 6 y 8 en agosto, y en algunos puntos como en Yelnia incluso debieron retroceder. Ya queda claro que la destrucción total del Ejército soviético al oeste de la línea Dnieper-Dvina era inalcanzable en la fecha prevista. Hitler toma la decisión el 16 de septiembre, tras la Directriz que desencadenaría la «Operación Tifón», de volver a destinar para el grupo central los carros comprometidos en el asalto a Kiev, pero el ataque a la ciudad se alargaría hasta el día 26, obligando a posponer el asalto a Moscú hasta octubre. Para el asalto a Moscú participarían tres Grupos Panzer: el 2.º de Guderian, el 3.º de Hoth, y el 4.º de Hoeppner. Bock dispone de 78 divisiones, de las que 14 son panzer, 8 motorizadas y 46 de infantería agrupadas en tres Grupos Panzer y tres ejércitos.
Frente a las fuerzas alemanas hay tres frentes soviéticos: el Oeste con seis ejércitos; el de Briansk con tres y un grupo operativo, y el de reserva, con seis ejércitos. Cada ejército soviético está en desventaja en potencia de fuego y número de tropas frente a los ejércitos alemanes. El 30 de septiembre, dos días antes de comenzar la Operación Tifón, el 2.º Grupo Panzer de Guderian se lanza al noroeste en dirección a Orel con la intención de irrumpir en la retaguardia de las tropas de Yeremenko. Las fuerzas soviéticas que defendía Orel son pilladas por sorpresa y la ciudad es capturada con facilidad por los panzer de Guderian.
El Grupo de Ejércitos Sur ataca en oleadas y con dureza Kiev. El 15 de septiembre, los carros de Guderian se reúnen con los carros de Kleist en Lojvitsa. En paralelo capturan Poltava y Járkov al otro lado del río Dniéper. Kirponos decide permanecer en Kiev para defenderla, pero Timoshenko y Kruschev la abandonan pese a las órdenes de Stalin. El 17 de septiembre, la Stavka ordena la evacuación de Kiev, pero es tarde. Las tropas soviéticas tratan de romper el cerco alemán en vano. El 26 los alemanes apresan Kiev. La Unión Soviética pierde 600 000 soldados, de los cuales 330 000 son muertos o heridos. Pierden también 884 carros y 3718 cañones. Los carros de von Kleist cruzan el Dniéper, enfrentándose al problema creciente del barro. Myrhorod es capturado a mediados de septiembre, y Krasnohrad una semana después. El 21 la Wehrmacht comienza a adentrarse en la península de Crimea. El día 27 ya controlan el acceso a la península. Para estas fechas, la Luftwaffe ha perdido 1603 aparatos de los 2715 con los que comenzó la campaña. La mayoría de los derribos han sido sobre territorio soviético, por lo que los pilotos morían o eran hechos prisioneros. Ernst Udet, inspector general de la Luftwaffe se suicida tras discutir con Hermann Göring por los fracasos aparentes de la aviación alemana. A finales de 1941, los alemanes sólo dispondrán de 1700 aparatos operativos en el Frente del Este. A final del mes, el 4.º Ejército rumano inicia el asalto a Odesa, que sin embargo resiste.
Experiencia del periodista italiano Curzio Malaparte en Ucrania en septiembre de 1941:

Observo atentamente estos muchachos soviéticos de 1941, tan diferentes de los de 1929, de 1921.[...] Uno pregunta: «Cto eto takoie? ¿Qué cosa es?». «Es un limón», respondo. «Un limón, un limón», se repiten entre ellos mismos los muchachos. Aquel del principio, me dice que jamás habían visto un limón. Ahí, cerca a la casa de un campesino, una muchacha se asoma por la puerta, nos hace seña de entrar. «Pajalauista, pajaláuista, por favor, por favor», dice. Entramos. Sobre una banca están sentados un viejo y un jovenzuelo [...] El jovenzuelo tiene un pie enfermo, todo rojo e hinchado, debe ser artritis. Me mira lamentándose: «Manié boulno, me duele» Y mientras tanto observa el limón, también la muchacha y el viejo lo observan. El viejo dice: «¡Pero esto es un limón!». Hace más de veinte años que no tenía ante sus ojos un limón. Los viejos, los hombres de cuarenta años para arriba, recuerdan los limones. Forman parte de los recuerdos del antiguo régimen. Pero los jóvenes no, no saben ni siquiera qué cosa son. [...] El camino es un torrente de fango. La lluvia ha cesado, ahora sopla un viento frío, insistente, árido y áspero, como una lengua de gato. [...] Basta una media hora de lluvia para cambiar aquellos caminos ucranianos en profundos pantanos. La guerra se debate en la opresión viscosa del fango los soldados alemanes corren de un caballo a otro, de un camión al otro, gritando. Nada se puede hacer. Se necesita esperar a que los caminos se sequen. El cañón truena allá abajo, tras aquel bosque. ¡Eh, la guerra en Ucrania! ¡Polvo, fango, polvo, fango. Maldito el polvo, maldito el fango! De las colinas baja un estrépito confuso, formado por voces y relinchos. Son tropas que llegan, no pueden bajar, deben pasar la noche allá arriba, mañana por la mañana las carreteras estarán secas.
 Curzio Malaparte, El Volga nace en Europa (2015)

### Octubre

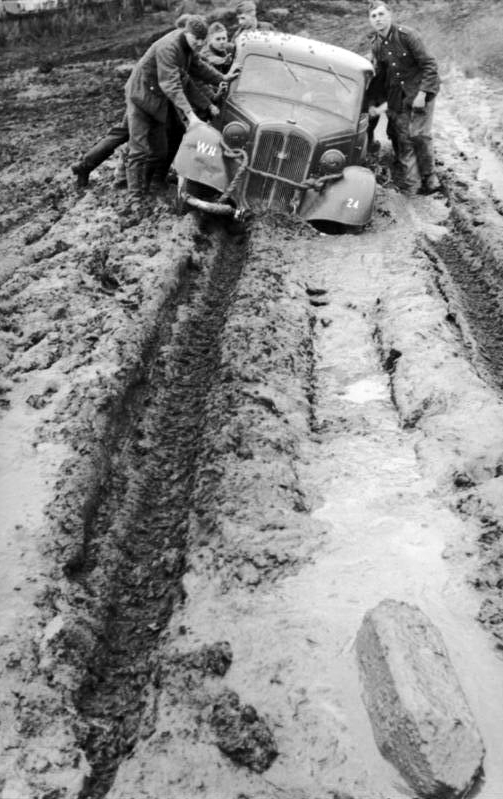
Automóvil alemán atascado por el barro (octubre)

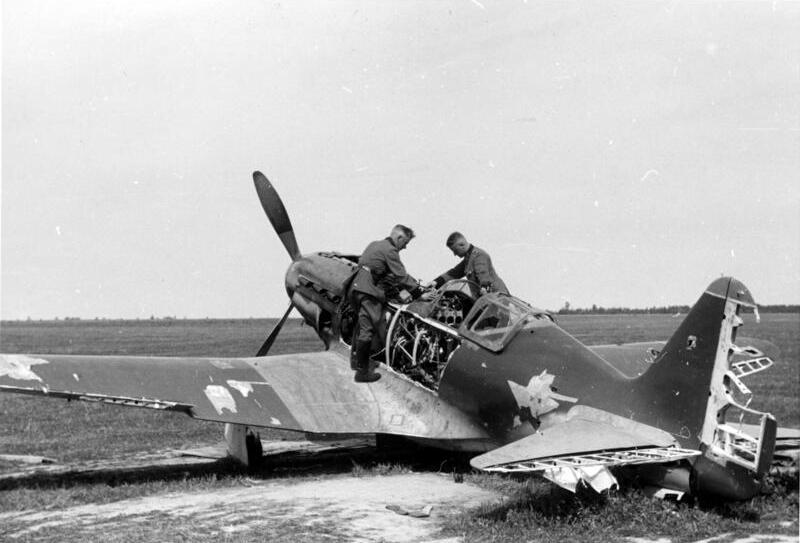
Alemanes inspeccionan cerca de Bialystok un Mikoyan-Gurevich MiG-3 soviético dañado (octubre)

El 1 de octubre, el Ejército alemán dispone de 2572 carros de combate y cañones de asalto en su inventario aunque entre el 30 y el 40 % no estaban operacionales por problemas de mantenimiento como consecuencia de la falta de recambios. El 2 de octubre, una misión angloamericana con Lord Beaverbrook y Averell Harriman a la cabeza firman con Stalin un acuerdo de colaboración con la Unión Soviética que consiste en un compromiso para enviar a la Unión Soviética 3000 aviones, 4000 tanques, 30 000 camiones, 100 000 toneladas de carburante, etc.
El Grupo de Ejércitos Norte, se mantiene el sitio de Leningrado, aunque sin plantear ningún asalto ni ofensiva importante, puesto que la mayor parte de las fuerzas blindadas y de la Luftwaffe están comprometidas en el avance hacia Moscú. Por lo que las tropas alemanas mantienen una postura defensiva a la espera de que el hambre y las bajas temperaturas hagan mella en la capacidad de resistencia de la ciudad sitiada, las acciones bélicas se limitan al bombardero de objetivos tanto civiles como militares.
El 11 de octubre llega a Arcángel el segundo convoy ártico aliado con suministros para la Unión Soviética. El 15 de octubre la Kriegsmarine crea el cargo de almirantazgo del Ártico (Admiral Nordmeer), con el almirante Hubert Schmundt al frente. La misión del almirante era dirigir las fuerzas navales en el norte de Noruega, incluidos los submarinos U-Boot. El historiador español Santiago Mata afirma en su libro Kriegsmarine (2017) que los convoyes aliados a la Unión Soviética, de gran importancia para su esfuerzo bélico, fueron en parte posibles gracias a que los alemanes no llegaron a capturar Múrmansk.
En el Grupo de Ejércitos Centro, el 1 de octubre, en Smolensk, se reúnen los jefes militares para ultimar los preparativos de la Operación Tifón, que comenzaría al día siguiente. El ataque arranca desde Smolensk hacia Kalinin, al noroeste de Moscú, y por la autopista en dirección al mismo Moscú. Al sur, los carros de Guderian marchan hacia Briansk y Oriol. Ambas ciudades fueron tomadas en 48 horas. El éxito inicial es importante. En solo cinco días, los alemanes rompen las defensas soviéticas. El 6 de octubre, la 4.ª División Panzer lanza un ataque de infantería apoyada por carros barriendo las unidades soviéticas de infantería motorizada forzando su retirada más allá del río Oká. El coronel Katukov envía a Lavrinenko, quien destacará durante la guerra por su pericia emboscando a los alemanes, para tapar la brecha que amenaza a Mtsensk con cuatro tanques frenando temporalmente el avance alemán y destruyendo 15 carros enemigos. Lavrinenko será ascendido a teniente por esta acción.
En Viazma consiguen cercar el 7 de octubre a los ejércitos 19.º, 24.º, 30.º y 32.º, sumando un total de 500 000 hombres. En Briansk, a su vez, consiguen cercar al 3.º y 13.º Ejércitos. Pero el 7 cae la primera nevada (aunque otros autores sitúan en el 8 la primera nevada) que se funde en el suelo, provocando el fango de las primeras lluvias otoñales. El material rodante alemán queda atascado: tanques, camiones, armones de artillería, cocinas de campaña... El avance alemán se ve casi detenido. Para el 16 de octubre, desde el Grupo de Ejércitos Centro se informa que solo les quedan 1217 tanques operacionales. Algunos comandantes consideran que sus tropas no están actuando con la ferocidad que se espera de ellas en las zonas ocupadas. El 10 de octubre, Walter von Reichenau, comandante del 6.º Ejército, arengaba a sus fuerzas recordando que además de soldados tenían como misión perseguir a los judíos.

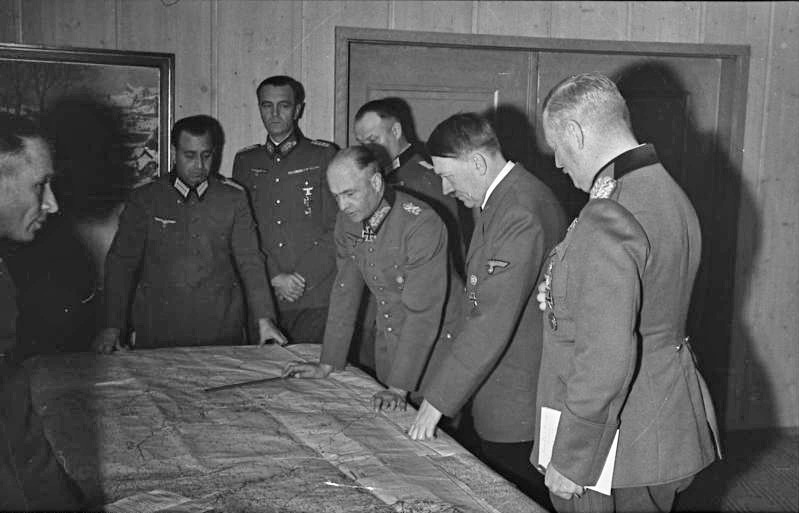
De izquierda a derecha: Adolf Heusinger (de perfil), Friedrich Paulus (el más alto al fondo), Walther von Brauchitsch (a la izquierda de Hitler), y Wilhelm Keitel a la derecha y de espaldas (octubre)

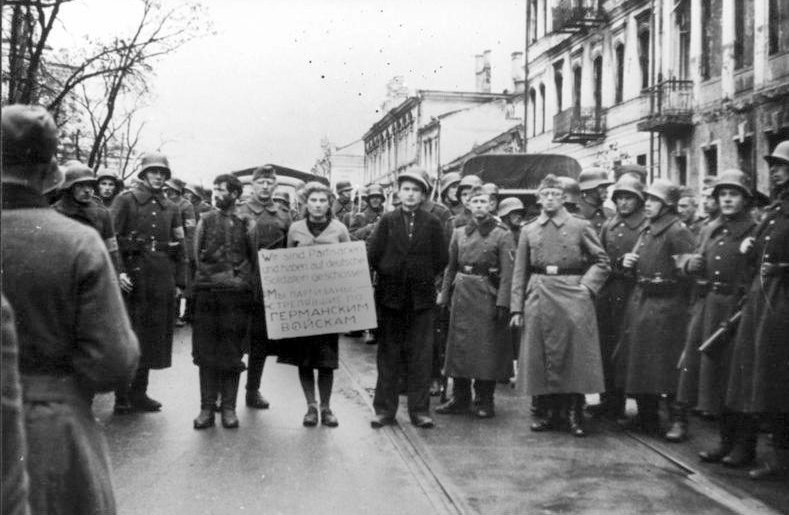
Masha Bruskina y otros dos partisanos marchan a través de Minsk, por tropas alemanas el 26 de octubre de 1941 antes de sus ejecuciones públicas. Bruskina lleva un cartel que dice en alemán y ruso «Somos partisanos y hemos disparado contra soldados alemanes»

Stalin hace venir desde Leningrado a Zhúkov para encargarle la defensa de Moscú mientras que las divisiones siberianas todavía vienen de camino y a marchas forzadas para reforzar la defensa de la capital. Se trata de fuerzas experimentadas por los combates contra los japoneses de 1939 y acostumbradas al rigor del clima en Siberia. Sin embargo, el avance alemán provocó que gran parte de la población civil moscovita tratase de escapar al este, generando un gran caos en las carreteras. Las autoridades se ven obligadas a instaurar un férreo control policial, ejecutando incluso sin juicio a los saqueadores que son sorprendidos robando.
El día 12 los alemanes capturan Kaluga, y el 13 Kalinin. Ambas ciudades están a menos de 200 kilómetros de Moscú. Las fuerzas germanas están tratando de cercar la ciudad mediante una gran pinza. El día 13, el Comité del Partido en la capital decide ante la gravedad de la situación organizar batallones de obreros en cada uno de los distritos urbanos y en pocos días consiguen una fuerza de unos 12 000 hombres. De manera simultánea, otros 100 000 obreros de la capital reciben entrenamiento militar en sus horas libres. 17 000 mujeres de la capital reciben formación sanitaria para servir como enfermeras en las diferentes unidades soviéticas. 500 000 trabajadores de Moscú, la mayoría mujeres, son movilizados para levantar las defensas de los caminos que conducen a la capital.
El 14 de octubre los alemanes capturan Borodinó. El 15 se reagrupan y tratan de seguir avanzando hacia Moscú aunque se encuentran con un adversario inesperado; las fuerzas siberianas finalmente han llegado al frente de la capital y están siendo desplegadas frente a las columnas alemanas. El 15 cesa la resistencia en la bolsa de Viazma, y el 25 ocurre lo mismo con la bolsa de Briansk. Aunque son victorias tácticas alemana, han retrasado el avance lo suficiente como para permitir el despliegue de las unidades siberianas. El mal estado de las carreteras provoca que los carros alemanes solo puedan avanzar 3 kilómetros por hora. El Comité Central del Partido, y el Comité de Defensa del Estado deciden comenzar a evacuar de la capital la noche del 15 los tesoros del Estado. Zhúkov afirma que el momento más crítico se vivió a partir del día 18 de octubre tras el cierre de las bolsas de Viazma y Briansk y con los accesos a la capital desguarnecidos. Afortunadamente para los soviéticos, la famosa rasputitsa retrasó decisivamente a las divisiones alemanas.
La batalla por la capital por el mariscal G. H. Zhúkov:

A principios de octubre de 1941 me encontraba en Leningrado, donde mandaba las fuerzas de ese frente. Omitiré, sin embargo, estos detalles, porque ahora no es mi misión hablar de lo que los saqueadores nazis planeaban para la ciudad que lleva el nombre del gran Lenin, ni de los combates de septiembre en ese frente. En octubre el enemigo emprendió una ofensiva con el propósito de conquistar la capital de nuestra patria. [...] Los alemanes consiguieron irrumpir a través de nuestras líneas defensivas y sus grupos de asalto se lanzaron a gran velocidad, aislando a todo el grupo de fuerzas de Vyazma de los frentes Occidental y de Reserva desde el Norte y Sur. [...] Sin tropezar con ninguna resistencia especial, el ejército de Guderian envió parte de sus efectivos sobre el Orel donde el frente de Briansk no tenía fuerzas con los que rechazarlo. El 3 de octubre se apoderó de la ciudad. [...] El comandante del Frente Occidental, general Konev ordenó al Grupo Operativo del general I. V. Boldin que contraatacara desbordando al enemigo por el Norte, pero fracasó al anochecer del 6 de octubre. [...] Aquella noche el comandante supremo Stalin me telefoneó para preguntarme cómo iban las cosas por Leningrado. Le comuniqué que el enemigo había cesado sus acometidas ante las graves pérdidas sufridas, según informaban los prisioneros, y que había desistido la ofensiva. [...] Stalin escuchó mis informaciones, permaneció un momento en silencio y a continuación me explicó que estábamos pasando graves apuros en el eje de Moscú, en particular en el Frente Occidental. «Deje a su jefe de Estado Mayor, el general Khozin, en su puesto, como comandante interino del Frente de Leningrado, y véngase en avión a Moscú». [...] El 7 de octubre, al caer la noche, aterricé en el aeródromo central y me dirigí al Kremlin. Stalin estaba en sus habitaciones. No se encontraba bien; tenía un resfriado. Me saludó con una inclinación de cabeza y, señalando un mapa, me dijo: «Vea, la situación es muy grave, pero no consigo saber cómo van las cosas exactamente en el Frente Occidental». Me indicó que debía presentarme de inmediato en el cuartel general del mismo, visitar sus líneas, tomar cuidadosa nota de la situación y telefonearle a cualquier hora de la noche. [...] A las 02:30 de la noche del 7 al 8 telefoneé a Stalin, quien todavía estaba trabajando. No bien le hube comunicado la situación del Frente Occidental, añadí: El principal peligro consiste ahora en que los accesos a Moscú están desguarnecidos [...]».
Gueorgui Zhúkov

Con el fin de frenar la retirada generalizada en el frente, Stalin adoptó una posición de firmeza con sus generales y oficiales. Por ejemplo, el comisario Stepánov telefoneó a la Stavka para solicitar trasladar los cuarteles generales al este de Perjushkovo. La petición enfureció a Stalin, quien comunicó al comisario que de ninguna manera autorizaría dicha retirada:

Stalin: Camarada Stepánov, averigüe si sus camaradas tienen palas. Stepánov: ¿Cómo dice, camarada Stalin? Stalin: ¿Tienen palas los camaradas? Stepánov: Camarada Stalin, ¿a qué clase de palas se refiere: a las que usan los zapadores o a algún otro tipo? Stalin: No importa qué tipo. Stepánov: Camarada Stalin, ¡claro que tienen palas! ¿Pero qué deberían hacer con ellas? Stalin: Camarada Stepánov, avise a sus camaradas de que tienen que coger sus palas y cavar sus propias tumbas. Nosotros no nos vamos de Moscú. La Stavka va a permanecer en Moscú. Y ellos no se van a ir de Peijushkovo.
Robert Service, Stalin: Una biografía (2006) p. 453

Stalin permanece en Moscú, pero ordena el traslado del gobierno a Kúibyshev, a 850 kilómetros al este. Mólotov comunica a las embajadas de los EE. UU. y Gran Bretaña que se preparen para ser evacuadas. El día 19 es declarado el estado de sitio, y tras los días de caos el gobierno consigue restablecer el orden. El día 18 las unidades alemanas toman Mozhaisk, en la autopista de Smolensk a Moscú, a solo 100 kilómetros de la capital. El sábado 25 cae la primera gran nevada del otoño. Los soldados alemanes comienzan a sufrir el intenso frío, ya que carecen de ropa de invierno adecuada. El día 28, Guderian trata de tomar Tula, al sur de Moscú, pero a causa del barro que todavía no se ha helado y la encarnizada resistencia del 50.º Ejército soviético (Iván Boldin), el avance queda paralizado. Ese mismo día, al norte, los alemanes capturan Volokolamsk, pero es evidente que el impulso de la Wehrmacht pierde fuerza. Para evitar que cayese en manos enemigas, el cuerpo de Lenin fue trasladado en secreto a Tiumén, aunque se mantuvo la guardia en su mausoleo para no desanimar a la población.

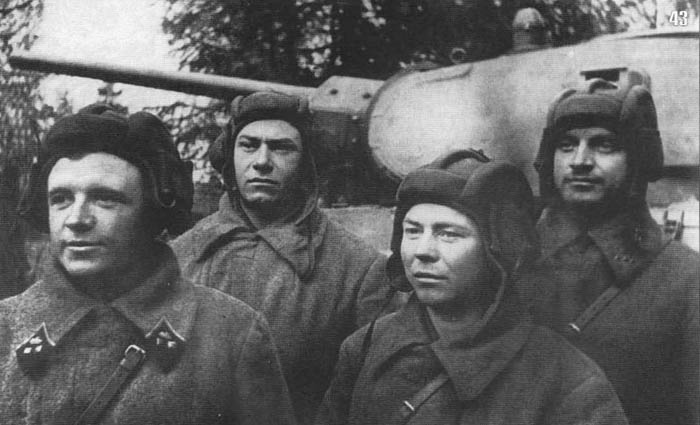
Dmitri Lavrinenko, a la izquierda, posa en octubre junto a su tripulación frente a un T-34. Fue un oficial soviético destacado en la guerra acorazada con decenas de carros enemigos destruidos bajo su mando. El 5 de diciembre de 1941 es premiado con la Orden de Lenin. Murió por fuego de mortero el 18 de diciembre de 1941. En 1990 le fue otorgado póstumamente el título de Héroe de la Unión Soviética

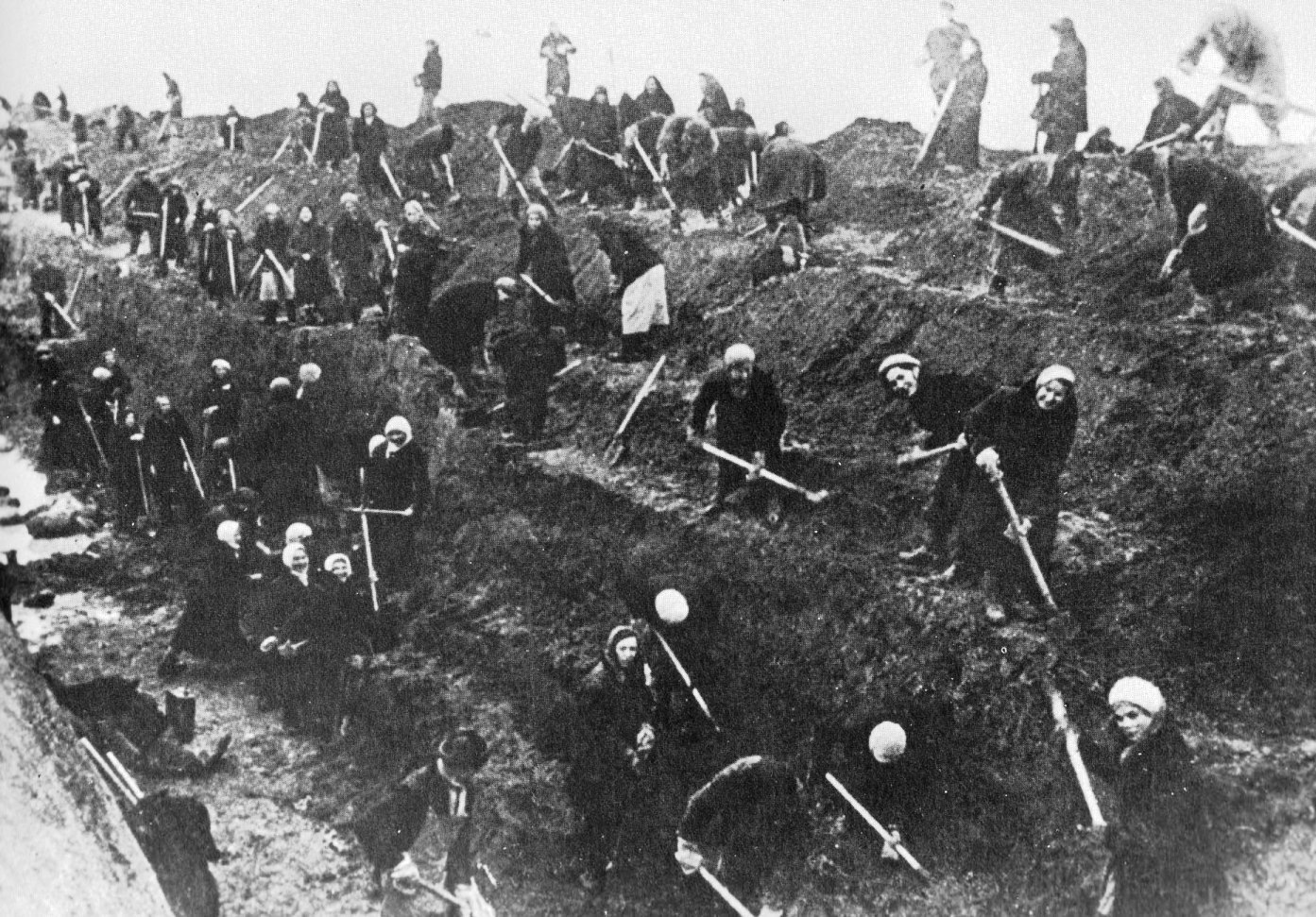
Ciudadanas soviéticas trabajando en la construcción de las defensas terrestres en torno a Moscú entre octubre y noviembre

El Grupo de Ejércitos Sur será el que consiga mayores avances en el mes de octubre. Los carros de von Manstein se despliegan en la península de Crimea de camino a Sebastopol. A finales de mes la ciudad está ya prácticamente cercada, siendo posible su abastecimiento solo por mar o por aire. Simultáneamente, los alemanes avanzan por la costa del mar del Azov hacia Melitópol. Más al norte, el avance alemán tiene como objetivo Járkov. Los italianos capturan Stalino, amenazando la industria de la cuenca del Donets. El 10 de octubre se rinden en Mariúpol los 9.º y 18.º Ejércitos, dejando 100 000 prisioneros. El día 16 las tropas soviéticas evacuaron el puerto de Odesa. La invasión de las península de Crimea por parte de las tropas nazis, al mando del general Erich von Manstein, hacía insostenible la defensa de Odesa, con lo que el Alto Mando soviético ordenó la retirada al puerto de Sebastopol, retirada que se hizo de forma ordenada y con pocas bajas.
Durante el asalto a Taganrog, a orillas del mar del Azov, soldados alemanes llegan a tiempo para observar en la distancia la destrucción sistemática que los soviéticos llevaban a cabo de las ciudades que debían abandonar ante el avance alemán. Edificios públicos y factorías fueron demolidos a la vista del enemigo mediante voladuras siguiendo la táctica de «tierra quemada». Los barcos que estaban en el puerto también fueron hundidos, algunos incluso antes de que sus últimos ocupantes pudiesen escapar. Más allá de la ciudad, en el horizonte, era posible ver las cimas nevadas del Cáucaso. Vientos helados barrían el mar anunciando la proximidad del invierno. Kurt Meyer, de las Waffen-SS, asiste a una sesión informativa en el puesto de mando de Lachanoff junto a von Kleist, Josef Dietrich y expertos en asuntos petrolíferos. En dicha reunión se informa de la necesidad de capturar los pozos petrolíferos de Bakú para poder continuar la guerra y la importancia de capturar Rostov como paso previo. Sin embargo entre los oficiales existe pesimismo sobre la capacidad de las fuerzas alemanas de mantener Rostov una vez capturado a causa de la mala salud de los soldados alemanes y su equipo deficiente para ese tipo de terreno y clima.
Las victorias alemanas a lo largo del mes de octubre son notables, pero están muy cerca de su límite. Esta realidad quedará patente en el asalto a Moscú a lo largo del mes de noviembre.
Experiencia de Léon Degrelle, oficial belga de las Waffen SS, a su paso por la Ucrania ocupada en octubre de 1941:

«En octubre de 1941 necesitábanse dos o tres semanas para ir de la frontera del Reich hasta el frente ruso. Dejamos atrás Lemberg, con sus tranvías engalanados con banderitas ucranianas blancas y azules, y no bien entramos en los campos, hacia el Sudoeste, comprendimos la envergadura de los desastres militares infligidos a los Soviets. Infinidad de coches blindados yacían volcados a lo largo del camino; cada encrucijada era un cementerio de chatarra. El espectáculo duró una media hora; luego fueron desapareciendo las huellas del combate. [...] Ante las pequeñas granjas iban y venían muchachotas de chatas mejillas y de cabellos rubios anudados en pañuelos de color rojo o azul, con chaquetas de bayeta que les daban aspecto de buzos lapones. [...] El tren se detenía horas y horas en pleno campo o ante las casas perdidas. Comprábamos gallinas y las cocíamos en el agua de la locomotora. Los chiquillos ucranianos nos enseñaban ufanos sus deberes de alemán. En el mismo cuaderno las primeras páginas rezaban: «Stalín es el primer hombre del mundo»; luego, las últimas, la fórmula corregida por el prudente maestro: «Hitler es el primer hombre del mundo». Lo cual parecía importarle un bledo a la chiquillería».
Léon Degrelle, La Campaña De Rusia (2004)

Experiencia de Otto Skorzeny sobre el efecto del barro sobre las unidades motorizadas del ejército alemán en su avance hacia el interior de la Unión Soviética:

Seguimos avanzando por las orillas del Dnieper. Y una inesperada lluvia, que duró varias horas, nos dio idea de lo que nos esperaba. Tuvimos que enfrentarnos con verdaderas montañas de barro y fango, que fueron nuestros mayores obstáculos. Los primeros de nuestros vehículos hicieron unos baches tan grandes en el suelo, que los que les seguían se atascaron en ellos. En este aspecto, todas nuestras prevenciones resultaron ineficaces. Cortamos varios troncos de árbol y cubrimos el suelo con ellos. Pero a pesar de todo sólo conseguíamos avanzar muy lentamente. Tuvimos un sinfín de averías y "pannes"; se rompieron varias ballestas de nuestros camiones. Ya habíamos agotado todas las piezas de repuesto y no sabíamos dónde podríamos suministrarnos otras nuevas. Hasta tuvimos que abandonar muchos vehículos al borde de la carretera. Desmontamos todo aquello que considerábamos era utilizable y abandonamos lo restante. Poco tiempo más tarde todas las carreteras de Rusia estaban flanqueadas por esqueletos de coches y camiones abandonados.
Otto Skorzeny, Vive peligrosamente

Experiencia de Walter N. del 59.º Regimiento de Artillería:

Han pasado quince días desde el inicio de las operaciones. Ya os podéis hacer una idea de lo que eso significa, con este frío. Como no hemos recibido todavía nuestros uniformes de invierno, cada soldado se las apaña como buenamente puede. Utilizamos telas y pieles o les quitamos los guantes a los prisioneros. El que todavía no lo haya hecho tendrá que prepararse para que se le congelen los huesos. Los primeros copos de nieve cayeron el 6 de este mes. [...] Al amanecer del 2 de octubre comenzó la ofensiva, que volvió a librarse con éxito gracias a la terrible potencia de nuestro armamento pesado. El irreprochable trabajo de los rusos despierta también aquí asombro y admiración. Los rusos son maestros en la construcción de puestos avanzados y en el camuflaje, y no nos ponen nada fácil la tarea de encadenar victorias. El primer día acudieron en masa. Y cada día la imagen se repite. Siguen resistiendo. [...] Las carreteras se encuentran en un estado deplorable. Una de las ventajas de las heladas es que, al menos, endurecen el barro de los caminos. Además, el hambre y el frío sacan a los rusos de los bosques. El 7 de octubre avanzamos varios kilómetros por la pista y en un momento estábamos ya como cubiertos de canela. Es lo que tiene el polvo de barro.
Walter N., Cartas de la Wehrmacht: La Segunda Guerra Mundial contada por los soldados (2015)

### Noviembre

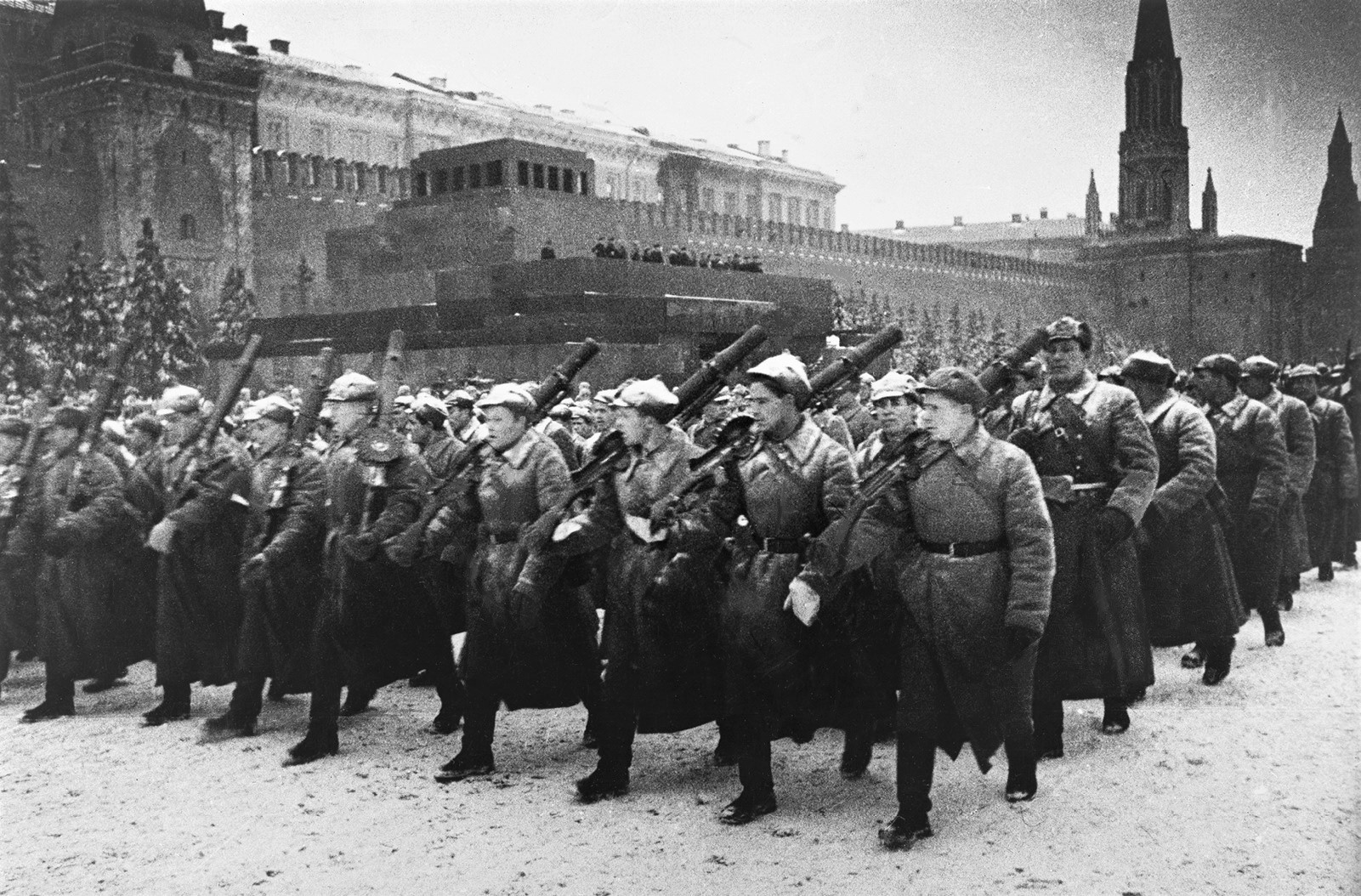
Soldados soviéticos marchan en la Plaza Roja (7 de noviembre)

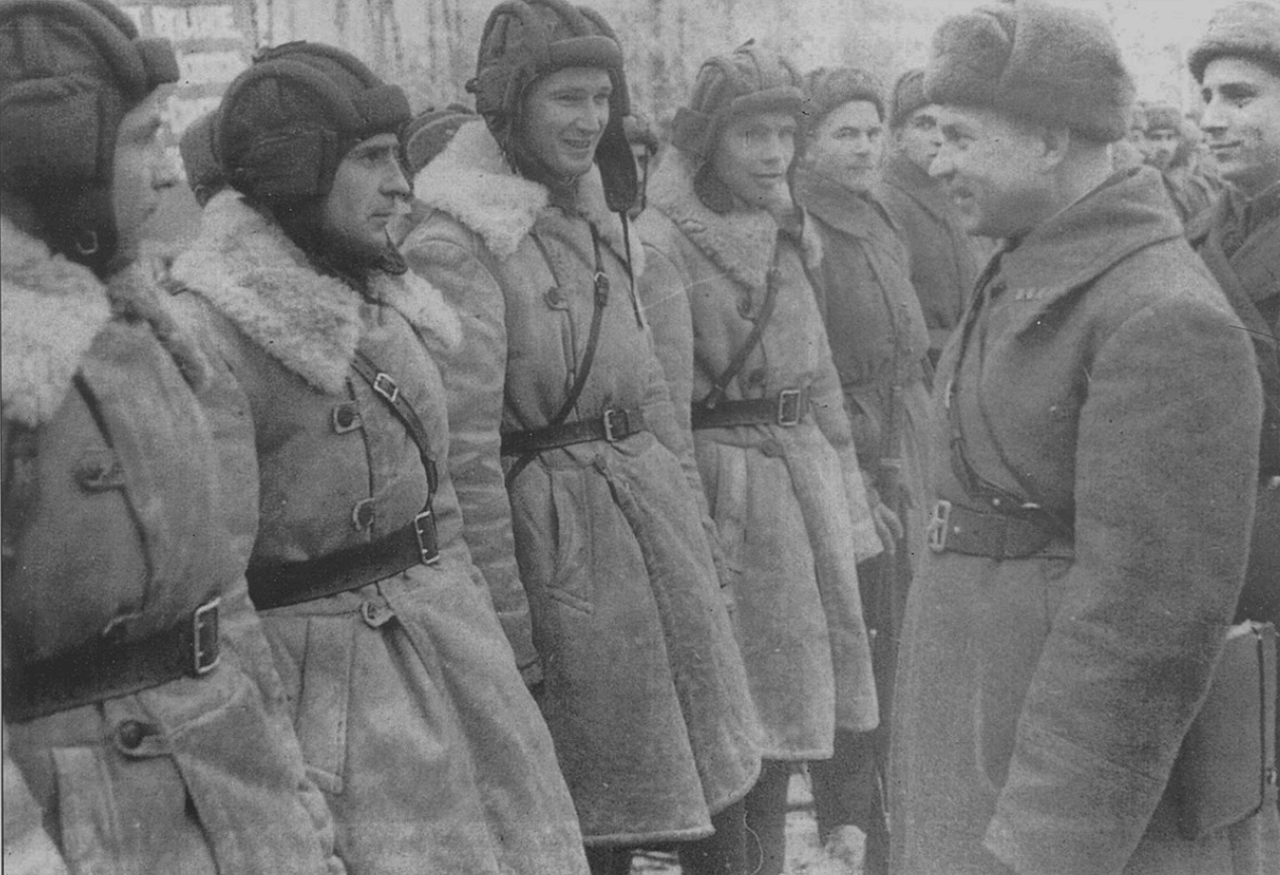
El comandante soviético Alexander Lizyukov habla con la tripulación de un carro de combate en la víspera de la batalla. En el verano de 1941, Lizyukov mandaba la 36.ª División de Carros de Combate; tras su mando de la I División de Fusileros Motorizados de Moscú en defensa de la capital se le dio el mando del 2.º Cuerpo de Ejército de Tanques, y, posteriormente, el 5.º Ejército de Tanques. Resultó muerto en acción en julio de 1942. Los carristas llevan puesto los abrigos de piel de oveja llamados shuba (noviembre)

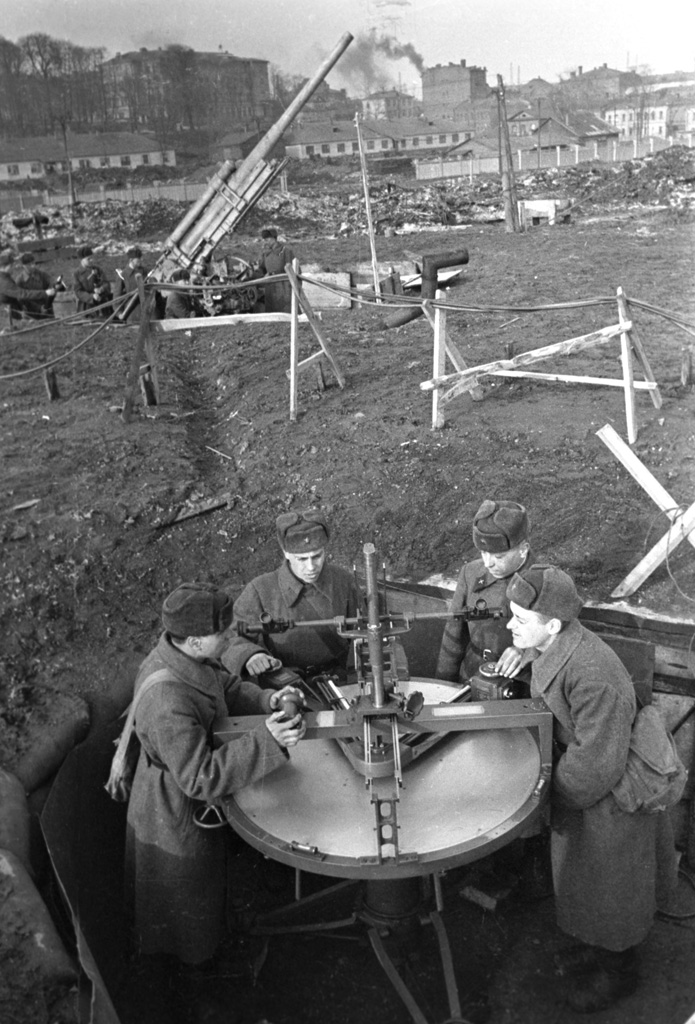
Baterías antiaéreas para la defensa de Moscú (noviembre)

A mediados de mes se emite la orden HM 1128 con instrucciones de pintar de blanco todos los vehículos desplegados en Noruega, Finlandia y la Unión Soviética. Muchas unidades, al no disponer de pintura blanca, se vieron obligadas a envolver sus carros son sábanas blancas, pintarlos con tiza o cal, etc. En algunos casos y ante la falta total de medios usaron papel de periódico.
El Grupo de Ejércitos Norte sufre constantes oleadas de asaltos soviéticos en el frente del río Vóljov. Las tropas alemanas no cede terreno, pero a un precio muy alto. En Possad, Posselok y el monasterio de Otenskig sufren hasta un 50 % de bajas. Los alemanes capturan Vóljov y Tijvin, con el objetivo de cortar el ferrocarril entre Leningrado y Moscú, pero el día 29 deben abandonar sus posiciones debido al contraataque del 54.º Ejército soviético del general Iván Fediúninski. En Leningrado, el hambre causa estragos. Se contabilizan cientos de muertos al día por la desnutrición. El día 26 los alemanes redoblan los bombardeos a la ciudad y los muertos pasan a ser miles al día. Sin embargo, la superficie helada del lago Ládoga permite abrir una precaria ruta de suministros hacia Leningrado y evacuar civiles en sentido contrario. Mantener esta ruta abierta será a costa de muchas bajas y pérdida de material.
El Grupo de Ejércitos Centro queda paralizado desde el 1 de noviembre a causa del barro. Hitler recibe diversos informes preocupantes para la Wehrmacht. Han sufrido muchas bajas tratando de someter las bolsas de Viazma y Briansk. Al Ejército alemán solo le quedaban dos opciones, o se replegaban a posiciones de invierno, o trataban de asaltar Moscú mediante un último esfuerzo. Ambas eran opciones llenas de riesgos, como declararía von Manstein. El fantasma de la derrota napoleónica comenzó a flotar entre los jefes alemanes. El 6 de noviembre Stalin se dirige al pueblo soviético: «Los invasores fascistas alemanes están frente al desastre». El Ejército Rojo desfiló ese día en la Plaza Roja como todos los años con Stalin en la tribuna. Tras el desfile, las tropas marchan directamente al frente. Poco a poco van llegando las heladas. El día 12 se alcanzan los 22 grados bajo cero. Con el barro endurecido, los carros alemanes se lanzan de nuevo hacia Moscú. El ataque tiene tres puntas: al norte avanzan los carros de Hoeppner, partiendo de Kailin.
Los carros de Guderian avanzan desde el sur hacia Tula. Von Kluge, en sustitución de von Bock, avanza por el centro. Hoeppner ocupa Krasnaya Poliana a 27 kilómetros al norte de Moscú aunque las fuerzas del teniente general Rokossovski lo recuperan 24 horas después. Sigue bajando la temperatura. Se hiela todo, aceites, combustibles, alimentos, motores... Los alemanes avanzan con muchas dificultades. Los combates librados entre el 19 y el 20 son descritos por miembros de la 2.ª División SS Das Reich como los más duros y sangrientos de la campaña del Este. El día 22 se llegan a los 32 grados bajo cero.
El 25 de noviembre, más de 100 000 obreros movilizados de Moscú terminan el anillo defensivo exterior. Dispone de 1 428 emplazamientos artilleros y nidos de ametralladora. 160 kilómetros de zanjas anticarro, 112 kilómetros de triple alambrada y otros numerosos obstáculos. La moral de los soldados soviéticos sube al ver tanta dedicación demostrada por los habitantes de Moscú para organizar su propia defensa. La movilización ciudadana en la capital es total: cientos de voluntarias atienden en los hospitales, miles encuadran los equipos de Defensa Civil situados en los tejados, toda la producción de las fábricas trabajan para proporcionar recursos y equipo a las tropas soviéticas... Ciudadanos corrientes de todos los rincones de la Unión Soviética mandan telegramas y paquetes con cartas de ánimo y ropa de abrigo a los soldados del frente, llegando a sumar más de 450 000 paquetes y 700 000 prendas de abrigo. Llegaron incluso paquetes de lugares tan lejanos como Mongolia. El día 28 los alemanes conquistan Visikova, y el 31 llegan al barrio moscovita de Polevo, a solo doce kilómetros de la Plaza Roja. Los tanques de Guderian no consiguen capturar Tula. Los alemanes están muy cerca de su objetivo a finales de noviembre, pero el avance queda detenido.
Durante 67 días, el Grupo de Ejércitos Centro no ha recibido ninguna división de refuerzo. En esa misma fracción de tiempo la Stavka había formado 75 divisiones con un total de 271 395 soldados. Ante el debate sobre si fue más determinante las condiciones climáticas o las acciones realizadas por el Ejército Rojo para frenar al Ejército alemán, Zhúkov opina que fueron sus soldados los principales responsables. Por su parte, Guderian alegaría que la ropa de invierno que solicitaron para sus fuerzas antes del asalto a Moscú nunca llegó, y que soportar temperaturas entre 28 y 35 grados bajo cero fue demasiado para sus fuerzas con abrigos de algodón. Con todo, Guderian opina que si Hitler le hubiese permitido intentar asaltar Moscú en agosto, anticipándose primero a la temporada de lluvias y luego al frío y la nieve, tal vez podría haber tenido más posibilidades de éxito. El historiador Geoffrey Jukes señala no obstante que, aunque la capacidad ofensiva del Ejército soviético pilló por sorpresa a Hitler y al OKH, no era ningún secreto la crudeza del invierno ruso.
El Grupo de Ejércitos Sur no es tan castigado como el central. Ocupa toda Crimea salvo Sebastopol, que resistirá hasta el 2 de julio de 1942. El 14 de noviembre se ordena el asalto a Rostov, comenzando varios días después. Las temperaturas mínimas llegan a alcanzar los -30 °C, y el contraataque de T-34 soviéticos llega a amenazar con una ruptura del frente. Sin embargo, el 21 de noviembre, los alemanes consiguen capturar la ciudad. Von Mackensen felicita a sus tropas por la acción, pero estas deben cubrir un terreno demasiado grande. Este hecho unido a constantes contraataques soviéticos provocará la evacuación de la ciudad en diciembre.
Los mandos alemanes se enfrentan a diciembre con numerosos informes que dibujan un panorama bastante sombrío. Alemania no podía resistir una guerra de desgaste contra la Unión Soviética, demográficamente superior, mucho más extensa que Alemania y con un armamento de una calidad inesperada. Hitler no quería ver la realidad que tenían por delante. Después del otoño de 1941, se lanzó a la toma de diversas decisiones que resultaron ser muy perjudiciales para el ejército alemán.
El historiador británico Eric Hobsbawm, en su libro Historia del siglo XX (1999) afirma: «Al no haberse decidido la batalla de Rusia tres meses después de haber comenzado, como Hitler esperaba, Alemania estaba perdida, pues no estaba equipada para una guerra larga ni podía sostenerla. A pesar de sus triunfos, poseía y producía muchos menos aviones y carros de combate que Gran Bretaña y Rusia, por no hablar de los Estados Unidos».
Con el enemigo en las afueras de Moscú, Stalin telefoneó a Zhúkov el 19 de noviembre:

Stalin: ¿Está convencido de que podremos defender Moscú? Se lo pregunto con todo el dolor de mi corazón. Dígamelo honestamente, como un comunista. Zhúkov: Desde luego que vamos a defender Moscú. Pero necesitaré al menos dos ejércitos más y 200 carros.
Robert Service, Stalin: Una biografía (2006) p. 454

Experiencia de Anna Iósifovna Strumílina, partisana soviética en la zona ocupada:

Nos dijeron… que los alemanes habían entrado en la ciudad y me di cuenta de que yo soy judía. Antes de la guerra habíamos vivido en armonía: rusos, tártaros, alemanes, judíos… Éramos todos iguales. ¡Qué va! Yo ni siquiera había oído la palabra “judío”, yo vivía con mi papá, mi mamá, con mis libros. Y de pronto éramos leprosos, nos echaban de todas partes. Algunos conocidos incluso dejaron de saludarnos. Sus hijos no nos saludaban. Los vecinos nos decían: “Déjennos sus cosas, ya no las necesitarán”. Antes de la guerra eran amigos de la familia: tío Volodia, tía Ania… ¡Qué va! A mi madre la mataron de un tiro… Ocurrió unos días antes de nuestro traslado al gueto.
Experiencia de Anna Iósifovna Strumílina. Fragmento del libro La guerra no tiene rostro de mujer, (2015) escrito por la periodista Svetlana Aleksiévich

## Desenlace de la operación (diciembre de 1941)

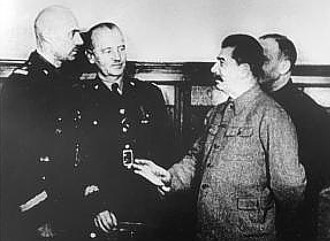
El general Władysław Anders, comandante del Segundo Cuerpo polaco, el primer ministro polaco Władysław Sikorski y Stalin en Kúibyshev (óblast de Novosibirsk) (diciembre)

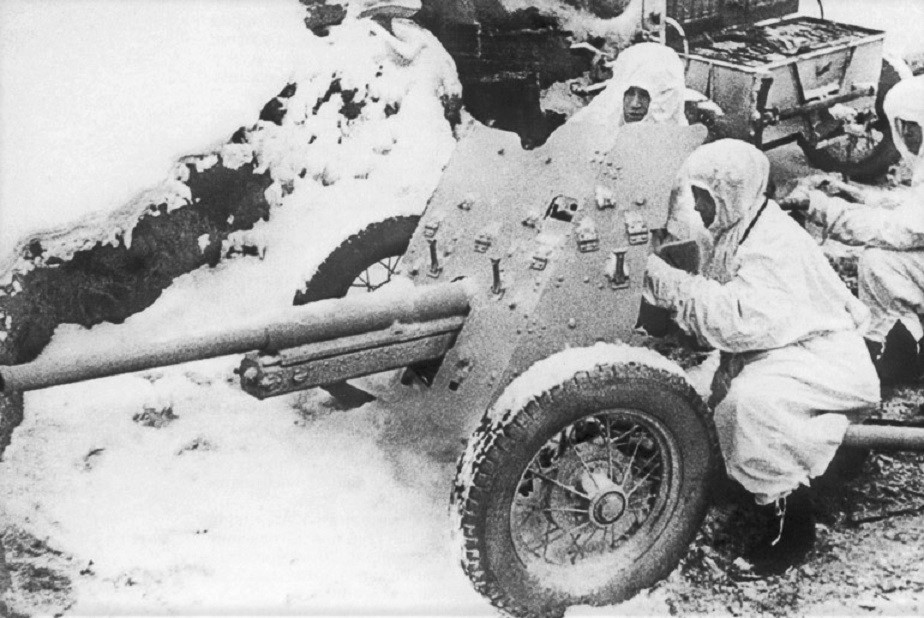
Soldados soviéticos con camuflaje invernal operando con un cañón antitanque M-37 de 45 mm (diciembre)

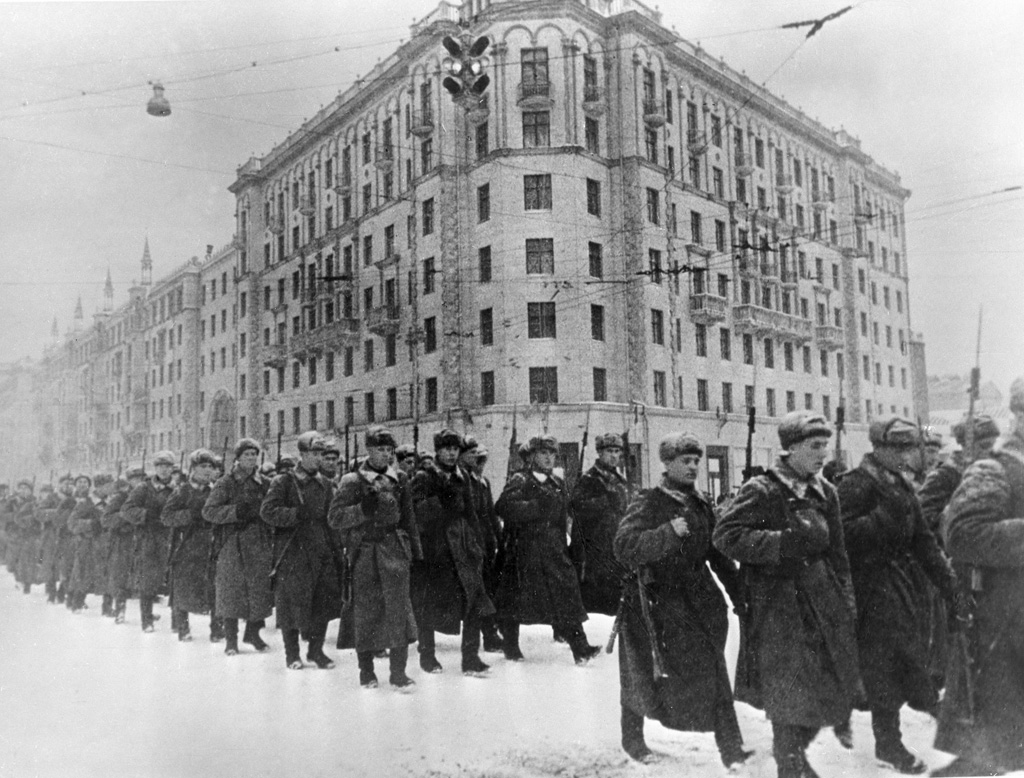
Unidades soviéticas de refuerzo marchan hacia el frente (1 de diciembre)

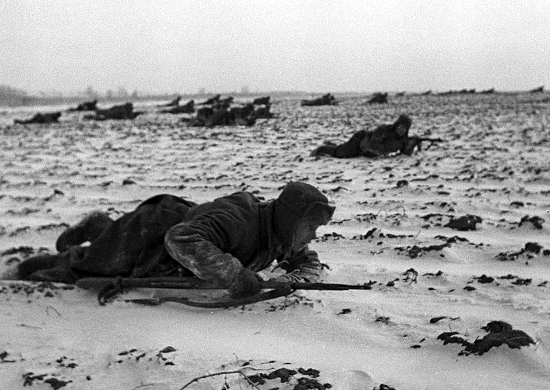
Soldados durante la contraofensiva soviética (diciembre)

En diciembre, frente a Moscú, volvieron a ponerse de manifiesto las limitaciones militares de Alemania. Stalin ya cuenta con suficientes fuerzas como para lanzar un contraataque a gran escala. Las divisiones siberianas y 1700 carros, muchos de ellos T-34, pondrán en serias dificultades a las unidades alemanas y sus panzer. Zhúkov fue acumulando las unidades que iban llegando de Asia para lanzarlas todas a la vez. La mañana del 2 de diciembre, Stalin telefonea a Zhúkov y le pregunta: «¿Qué opinión hay en el frente sobre el enemigo y sus posibilidades?» Zhúkov le responde que al enemigo se le ha acabado el aliento. Al escuchar esto Stalin le dice: «Perfecto. Le llamaré en otra ocasión». Tras colgar el teléfono, Zhúkov afirma que entendió que la Stavka preparaba nuevas operaciones. Una hora después Stalin vuelve a llamar para preguntarle qué planes había para las tropas para los días siguientes. Zhúkov le responde que están preparándose para la contraofensiva. En efecto, Zhúkov tenía razón. El Ejército alemán, ha ido perdiendo potencial militar desde el mes de junio. Pese al deseo de Hitler de un esfuerzo final, von Kluge da la orden de detener la ofensiva el 4 de diciembre. La operación Barbarroja llegaba a su fin.
Zhúkov ordena el avance de las diecisiete divisiones siberianas, que organizadas como el 10.º, el 20.º, y el 1.º Ejércitos marchan entre el 5 y el 6 de diciembre hacia las líneas alemanas. Contraatacan desde Tula, en el sur, desde Krasnaya Polyana, en el norte, y por la carretera de Moscú-Smolensko, en el centro, en lo que se conocerá como batalla de Moscú. Los alemanes tratan de resistir, pero a los pocos días comienzan a ceder terreno. En el momento de comenzar el contraataque, la Unión Soviética cuenta con 2000 tanques frente a los 1500 alemanes, con 3600 aviones frente a los 2500 de la Luftwaffe, y con 4 190 000 soldados frente a los 5 000 000 alemanes.
Años después, en 1966, Zhúkov hizo el siguiente balance de la batalla de Moscú: «En la Batalla de Moscú, el Ejército Rojo causó, por primera vez en los seis meses de guerra, una gran derrota estratégica al grupo principal de las tropas alemanas. Con anterioridad había logrado éxitos locales, pero no eran comparables en magnitud con los resultados de la batalla frente a Moscú, en la que una defensiva sólida y bien organizada contra un enemigo superior y el repentino lanzamiento de una contraofensiva enriquecieron el arte soviético de la guerra y revelaron la creciente madurez operativa y táctica de sus mandos militares. [...] En unas circunstancias duras, a veces catastróficamente difíciles y complicadas, nuestras tropas se endurecieron, se envalentonaron, acumularon experiencia y, en los momentos en que se les entregó un mínimo imprescindible de recursos técnicos, dejaron de retirarse y defenderse para pasar a una potente ofensiva. No se olvidarán aquellos días duros del pueblo ruso, como tampoco los logros militares de sus combatientes. En la Batalla de Moscú se echaron los sólidos cimientos de la derrota ulterior de la Alemania nazi.» Douglas Orgill, en su libro T-34: blindado ruso (1973), afirma que la victoriosa defensa de Moscú constituyó uno de los puntos cruciales de la guerra y reivindica el esfuerzo realizado por los soldados soviéticos frente a los argumentos que dan más importancia al tipo de terreno y climatología.
En Alemania, el Führer reconoce que la guerra no va a terminar en 1941 y da órdenes para que se contenga lo máximo posible a los soviéticos y no se produzca una desbandada general. El 20 de diciembre, Guderian voló a Rastenburg para explicar su situación a Hitler y para insistirle que sus fuerzas debían ser evacuadas a posiciones más defendibles. Ante las quejas, Hitler decide apartar a todos los generales que se oponían a su manera de hacer la guerra. El 12 de diciembre destituye a von Rundstedt, a quien destina a Francia. Von Leeb y von Bock son relevados. Hoeppner es degradado. Von Brauchitsch, Comandante en Jefe del Ejército, es sustituido por el propio Hitler quien asume personalmente el mando del Ejército el 16 de diciembre. Mientras se producen estos cambios en el mando del Ejército alemán, los soviéticos recuperan Kalinin al norte, y Tula y Kaluga al sur. En la carretera de Smolensko también recuperan Klin. La amenaza de la Wehrmacht sobre Moscú ha finalizado.
Paul Adair afirma en su libro La gran derrota de Hitler (1994): «El hecho de no haber tomado Moscú fue la primera derrota importante sufrida por el Ejército alemán durante la Segunda Guerra Mundial.» El 20 de diciembre, Hitler publica un llamamiento al pueblo alemán pidiendo que mandaran ropa de abrigo para las tropas que luchaban en el frente. La indignación se propaga con rapidez entre la población alemana, perpleja y escandalizada por descubrir que el gobierno no había hecho preparativos adecuados para proteger a sus soldados que luchaban en el frente.
En el norte, aunque se mantiene el cerco sobre Leningrado, la situación de los asediados mejora notablemente. En el sur los soviéticos recuperan Rostov tras el repliegue alemán ordenado por von Rundstedt contradiciendo las órdenes de Hitler de resistir a toda costa. Von Rundstedt es destituido por el mariscal von Reichenau. Kurt Meyer, quien llegaría a ser general de brigada de las Waffen-SS, señalará años después que de no haberse retirado el ejército de Rostov y establecer una línea defensiva en el río Mius, pudo haberse desmoronado el frente sur ruso en diciembre de 1941. Los italianos consiguen capturar Stalino y Gorlowka, pero un contraataque soviético les obliga a abandonar la segunda y retroceder hasta la primera, donde se estabilizaría el frente.
La situación mundial cambia radicalmente el 7 de diciembre de 1941. Una flota japonesa ataca el puerto estadounidense de Pearl Harbor en Hawái. Alemania declara la guerra a los EE. UU. el 11 de diciembre. Aunque la operación Barbarroja no había conseguido la mayoría de sus objetivos, la sensación de derrota no era percibida por los alemanes que sobre el mapa sentían que seguían controlando un gran territorio de la Unión Soviética. Las pérdidas humanas y materiales fueron estremecedoras para la Wehrmacht, absolutamente agotada tras seis meses de guerra ininterrumpida. Stalin había perdido terreno y parte de la población para ganar tiempo. En diciembre de 1941 tenía a todo el país en plena movilización militar e industrial, y las plantas trasladadas más allá de los Urales pronto comenzarían a producir a gran escala. Alemania volvería a cosechar algunas victorias en el verano de 1942, llegando incluso a amenazar los campos petrolíferos del Cáucaso. Pero la derrota en Stalingrado truncará nuevamente el propósito de acabar con la Unión Soviética. A comienzos de 1943, Alemania se enfrentará a la previsible derrota que llegará dos años después.
Jean Meyer señala en su libro Rusia y sus imperios (2007): «Hitler fracasó porque sus tropas habían arrancado demasiado tarde y también porque el Pacto de No Agresión entre Japón y la URSS permitió la llegada a Moscú de excelentes tropas siberianas.» Para Meyer, lo que salva finalmente a la Unión Soviética de la invasión total es su tamaño y su población, dos elementos que no tenían ni Polonia ni Francia.
Hitler se disculparía posteriormente declarando que tenía mala información sobre la Unión Soviética antes de decidir el ataque. Lo cierto es que en 1936 y 1937 había recibido informes del alto mando donde se indicaba que la victoria alemana solo era posible en los tres primeros meses. De no ocupar desde Leningrado, Moscú y Bakú, el Ejército alemán estaría condenado al fracaso. Existe un debate sobre hasta qué punto el invierno ruso afectó al Ejército alemán, o si las condiciones de 1941 fueron peores que otros años. El Oberst Erhard Raus, de la 6.ª División Panzer, apuntó a diario la temperatura. Por sus anotaciones se sabe que el 1 de diciembre ante Moscú el termómetro marcó los -7 °C, que una semana más tarde marcaba los -37 °C para subir de nuevo a los -8 °C dos días después. A mediados de mes el termómetro llegó a marcar los -45 °C. Los registros soviéticos señalan -20 °C de media a finales de mes y temperaturas de -50 °C en Yakroma, al norte de Moscú. En esas condiciones los fluidos de los mecanismos de la artillería o los vehículos se congelaba. Los fusiles y las ametralladoras también resultaban afectadas. La falta de suministros obligó a muchos comandantes a recurrir a sus contactos personales en la industria militar alemana para conseguir piezas.

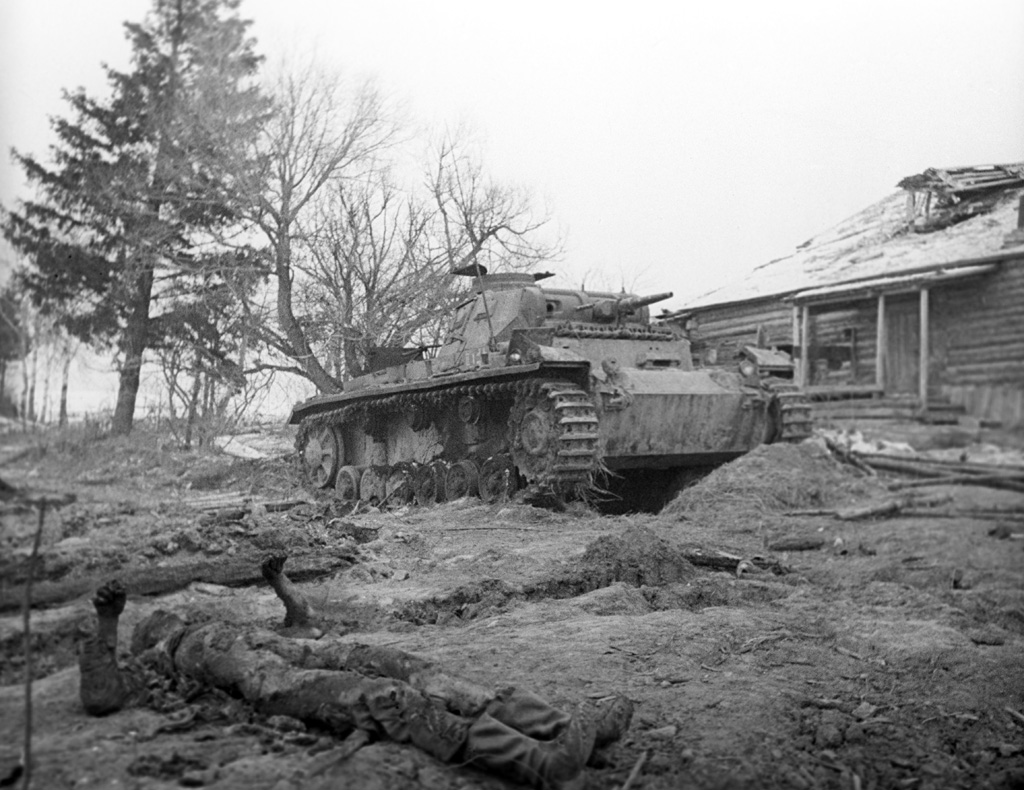
Panzer III alemán destruido en las afueras de Skirmanovo durante el asalto a Moscú (diciembre)

Experiencia de Otto Skorzeny durante el asalto a Moscú:

El gran Stalin, que en 1941 demostró saber resolver la difícil situación en que se encontraba Rusia cuando el Ejército alemán llegó a las puertas de Moscú, [...] La posibilidad de poder dar fin a tan incomparable y sangrienta campaña reanimó nuestras deterioradas fuerzas. Conquistamos un pequeño pueblo. [...] Estaba a quince kilómetros al nordeste de Moscú. Desde él, en días claros, podíamos ver las torres de las iglesias, y los cañones de nuestras baterías bombardeaban constantemente los suburbios de la capital de Rusia. Pero nos dimos cuenta de que había llegado el momento de parar nuestra ofensiva. La unidad vecina a la nuestra, División de "panzers" número 10, sólo disponía de diez tanques. La mayor parte de nuestra artillería pesada carecía de remolques de arrastre y los camiones debían remolcarlas trabajosamente a través de los campos. Ahora bien, sabíamos igualmente que el enemigo estaba al límite de sus fuerzas, exactamente igual que nosotros. Por ello mismo, la imposibilidad de continuar avanzando nos causó una inmensa sensación de impotencia, un sentimiento deprimente, más doloroso que cualquier derrota. ¡La meta, nuestra anhelada meta, estaba muy cerca de nosotros y no podíamos alcanzarla!
Otto Skorzeny, Vive peligrosamente, p.120

Experiencia de Hans-Ulrich Rudel, piloto de stukas:

La lucha contra el frío es más dura que los combates más encarnizados contra el enemigo. [...] Estamos en el mes de diciembre y el termómetro se mantiene entre -40.º y -50.º. [...] Como en Kalinin, nuestro principal adversario es el invierno. El soldado soviético se defiende ciertamente con valor e incluso ferozmente, pero se halla, como el alemán, debilitado y casi al límite de sus fuerzas. Incluso las nuevas divisiones siberianas que el mando ruso lanza ahora a la batalla no podrían por sí mismas forzar una decisión. Pero los ejércitos alemanes están detenidos por el frío. Los transportes ferroviarios están prácticamente detenidos y de ahí la imposibilidad de llevar el aprovisionamiento a primera línea y de evacuar a retaguardia a los heridos. Carecemos de las cosas más indispensables y se hace necesario abandonar vehículos y cañones, pues ya no tenemos ni gasolina. Desde hace mucho tiempo, ningún camión, ninguna locomotora han llegado hasta las primeras líneas. [...] Nuestra escuadrilla está reducida a un número de aparatos verdaderamente ridículo. Con un frío tal, nuestros motores no pueden funcionar.
Hans-Ulrich Rudel, Piloto De Stukas (2009)

Opinión de Gueorgui Zhúkov sobre la derrota alemana durante el asalto a Moscú:

El Alto Mando nazi, al proyectar una operación estratégica complicada y a gran escala, como fue la denominada Tifón, infravaloró considerablemente las tropas, la situación y las posibilidades del Ejército Rojo en su defensa de Moscú, al tiempo que estimó en exceso la capacidad de sus propias fuerzas concentradas para la ruptura del frente defensivo y para la captura de la capital soviética. Cometió asimismo varios errores graves al formar los grupos de asalto para la segunda fase de la Operación Tifón; los de los flancos, sobre todo las que actuaron en el área de Tula, no eran potentes y disponían de pocos efectivos de infantería. Al hacerlo depender de las formaciones Panzer en aquella situación concreta incurrió en una grave equivocación porque, como sucede en la realidad, al desgastarse en la lucha sufrirían cuantiosas bajas y perderían su capacidad de avance.
Gueorgui Zhúkov

#### Características de la guerra con blindados

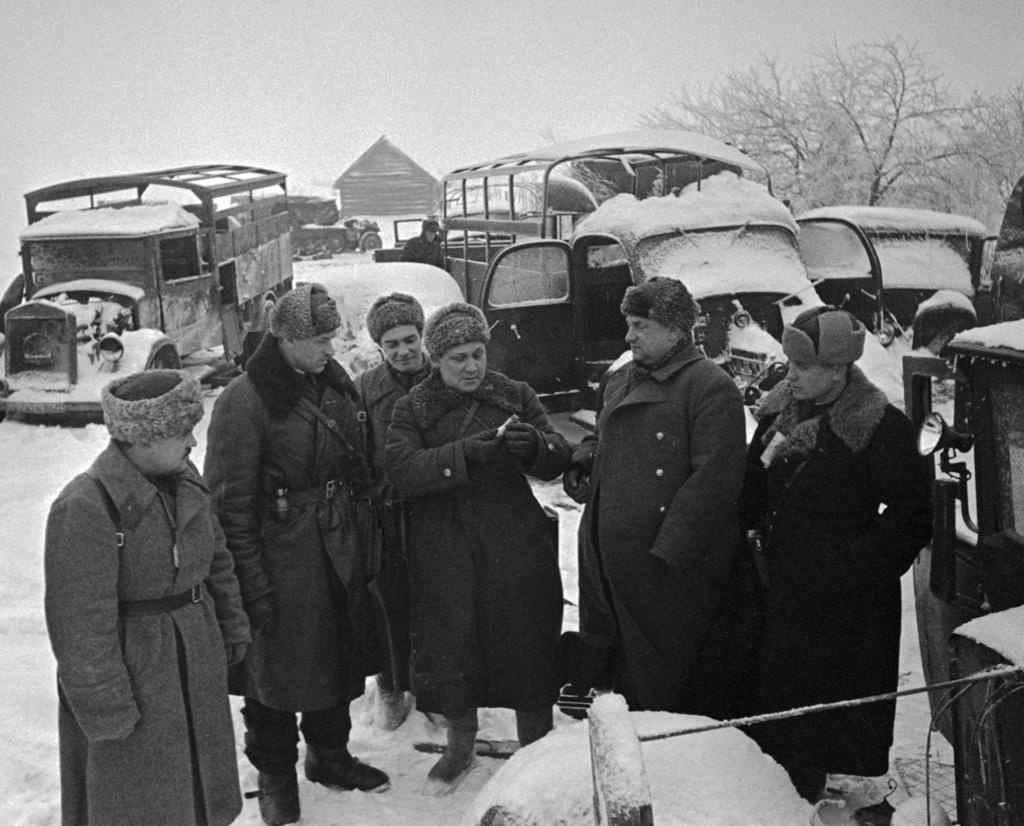
Alexey A. Lobachev, general y miembro del Consejo militar, en el centro. El comandante del 16 Ejército, teniente general Konstantín Rokossovski, a su izquierda, y el escritor Vladimir Stavsky a su derecha examinando vehículos alemanes capturados el 10 de diciembre

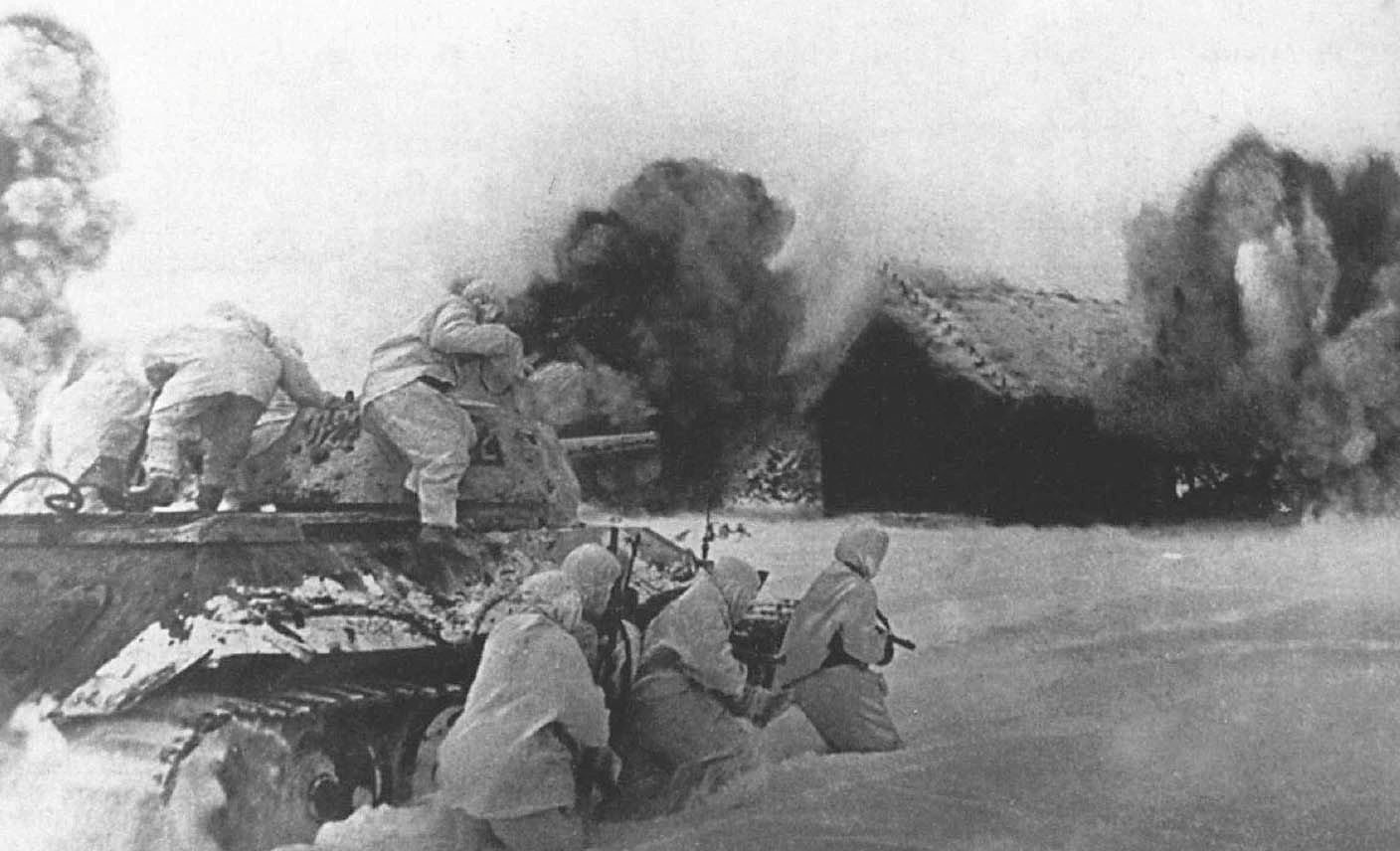
Asalto de tropas soviéticas y un T-34 a una aldea ocupada. Frente Oeste (diciembre)

Luis Alberto Sanz Salanova afirma en su libro Guerra acorazada (2017) que aunque existe la idea muy extendida de que las dotaciones de carros soviéticas carecían de experiencia antes de entrar en combate, esto solo fue cierto durante un breve periodo de tiempo en 1942. Justo antes del inicio de la invasión, afirma Salanova, los carros soviéticos podían tener deficiencias o estar anticuados, pero sus tripulaciones eran bastante competentes. Por otro lado, hay autores como Douglas Orgill que sí ponen de relieve la falta de competencia en muchas de las dotaciones de carros soviéticas al principio de la invasión alemana. Llega a afirmar que al comienzo de la operación Barbarroja, algunas dotaciones de carros soviéticas solo habían tenido un entrenamiento de hora y media o dos horas en el manejo real de carros de combate.
La vida en el interior de los carros de combate era, en general, muy incómoda además de peligrosa: padecían frío o calor en función de la estación del año, suciedad, oscuridad o mala ventilación. Para matar los piojos, solían hervir la ropa o lavarla con gasóleo. Para proteger la cabeza de los golpes por vibraciones o por los proyectiles del enemigo que impactaban contra el acero del blindaje, disponían de un gorro de cuero acolchado llamado tankoshlem.
No todo era peor en la condición de conductor de carros; los tanquistas de la Unión Soviética recibían el doble de paga que un soldado de infantería y aunque durante la operación Barbarroja no se puso en práctica, a partir de noviembre de 1944 eran premiados por cada carro alemán que destruían. A veces, para descansar por las noches, las tripulaciones abrían una zanja excavando debajo del carro o bien lo situaban sobre un cráter abierto mediante explosivos, donde se introducían y tapaban los orificios con una lona alquitranada con el fin de evitar corrientes de aire; de este modo disponían de más espacio para poder dormir y quedaban resguardados de las inclemencias meteorológicas o de la metralla o explosiones de los bombardeos enemigos. Podían volver al carro a través una escotilla situada en su suelo. Mediante una estufa de carbón se calentaban y a la vez impedían que la temperatura del aceite del motor disminuyera por debajo de los -25.º.
Entre las líneas de vanguardia soviética había muchas unidades de élite y rara vez se dio en ellas casos de crueldad contra el enemigo rendido o los civiles. Estos actos eran mal vistos por los oficiales y con frecuencia estaban penados. La mayoría de los desmanes o actos de crueldad que se dieron en el Ejército Rojo durante la guerra fueron provocados en su mayor parte por soldados de "segunda línea", mucho menos disciplinados. La alimentación de los tanquistas era, como norma general, mejor que la de la infantería. Aunque el consumo de vodka era relativamente frecuente antes de los ataques en las unidades de infantería, los soldados de los carros lo tenían terminantemente prohibido, y solo podían beber al finalizar la operación.
Cuando divisaban a un enemigo tenían que destruirlo con el cañón. El jefe del carro indicaba al artillero el tipo de munición necesaria. En el caso de los T-34, su munición completa constaba de 100 proyectiles: 75 eran rompedores y 25 perforantes. De los perforantes, cuatro tenían núcleo de wolframio y estaban destinados contra carros pesados. Para poder disparar con precisión, el carro debía detenerse por completo. Esta maniobra no podía durar mucho tiempo pues el carro propio totalmente inmóvil se convertía a su vez en un objetivo más fácil de destruir. Para Richard Simpkin, exoficial del ejército británico, era necesario que un carro, además de tener buenas cualidades para el combate, fuese confortable para sus dotaciones. Según su opinión tanto el KV-1 como el T-34 carecieron de algunas características esenciales que les permitiese explotar con totalidad su ventaja tecnológica en 1941: buena visión desde el interior del carro una vez cerrado, un mantenimiento sencillo, funcionalidad en su diseño interior, mejores condiciones de habitabilidad, contacto físico entre los miembros de la tripulación y mejor capacidad para escapar del carro si era alcanzado. El T-34 tenía una incómoda torreta con capacidad para dos hombres, a diferencia del Panzer III, que era un poco más espacioso y podía acomodar a tres hombres. Una de las mayores desventajas de los tanques soviéticos frente a los alemanes en 1941 era el sistema de comunicación. Las radios alemanas eran mucho más avanzadas, permitiendo mayor coordinación en las operaciones.
La operación Barbarroja tuvo un inesperado efecto positivo en las fuerzas acorazadas del Ejército Rojo. La destrucción del grueso de los anticuados ejércitos acorazados soviéticos en 1941 permitió a la Unión Soviética comenzar de nuevo en la primavera de 1942. Las nuevas unidades que se fueron creando a partir de entonces estaban equipadas casi en su totalidad con los T-34 y los KV-1. Además les añadieron puntos de agarre en el exterior para que también sirviesen como transportes de infantería. Cada carro podía desplazar una docena de soldados al frente. El promedio de vida de los carros soviéticos era de cuatro meses. De media, la Unión Soviética se vio obligada a reponer cada mes el 20 % de su material pesado de guerra aunque a partir de cierto momento este promedio se fue recortando. Si durante la operación Barbarroja los soviéticos perdían seis carros por cada carro alemán destruido, en 1944 se alcanzó la igualdad. La fabricación en exclusiva de T-34 y KV-1 permitió la especialización de los ingenieros y simplificó de forma notable la logística soviética..

El torbellino de experiencias del frente ruso resultó en cambios que dieron nueva forma a la estructura de las fuerzas acorazadas y a los hombres que las formaban. La guerra acorazada estaba evolucionando hacia una ardua pugna entre carro y cañón; también estaba inevitablemente abocado al dilema de tener que reconciliar calidad con producción en masa. Como resultado de tales lecciones el carro de combate cambió de forma. Era necesario un cañón mayor, además de una torreta mayor para albergarlo y blindaje más grueso para protegerlo de cañones más efectivos. Todas esas mejoras tenían que ser encajadas en chasis más grandes con motores más potentes que los propulsaran y con cadenas más anchas para darles la movilidad que tan pesados vehículos necesitaban para poder atravesar terreno blando y sinuoso. Tanto la experiencia alemana en el Este como la británica en el desierto convencieron a unos y a otros de la necesidad de que debía haber en la torreta suficiente espacio como para que pudieran operar allí el trío formado por comandante, artillero y cargador, apoyados desde abajo, en el chasis, por conductor y operador de radio. Una vez que los alemanes se dieron cuenta de que los modelos rusos, considerados despectivamente como primitivos, eran en realidad mejores que los suyos, se dio inicio a una carrera técnica de armamentos.
Robert Kershaw, Tank men: la historia humana de los tanques en la guerra (2011)

Por su parte, los conductores de carros alemanes se enfrentaban a problemas semejantes que los soviéticos pero con el agravante de tener en algunos puntos del frente carros técnicamente inferiores y a medida que avanzaban graves problemas de suministros. En verano, cuando comenzó la campaña, sufrían en el interior de los carros por la falta de ventilación y el calor. En su avance, el equipo y las armas se ensuciaban por el polvo, lo que disminuía su eficacia. El polvo y el poco espacio dentro de los carros asimismo podía dificultar la lectura de los mapas. Las dotaciones también sufrieron la fatiga resultado de avanzar sin descanso durante varias semanas seguidas al comienzo de la invasión. Como existía el temor del agua envenenada, tenían prohibido beber de los pozos que se encontraban por el camino. Una vez agotadas las reservas de agua, si la unidad no era abastecida a tiempo, las paradas eran aprovechadas por los tanquistas para bajar de sus vehículos y beber de cualquier charco del camino. Al igual que pasaba en los carros soviéticos, si el acero era de mala calidad, por el interior del vehículo volaban esquirlas a gran velocidad cuando eran alcanzados incluso por impactos que no llegaban a atravesar la coraza. Estas esquirlas podían provocar heridas graves en las dotaciones de los carros.
En el invierno, cuando no combatían, con el fin de que los motores de los carros no fallaran por el frío, se encendían cada cuatro horas durante diez o quince minutos hasta que alcanzaban los 60.º. Las unidades que conseguían anticongelante descubrían con sorpresa que también se congelaba. Otra forma de evitar que se congelasen los motores era encendiendo pequeñas fogatas bajo sus cascos. Las bajas temperaturas podían afectar significativamente las cualidades técnicas del material de guerra alemán. En una ocasión Guderian escribió en su diario: «Esta mañana, 5 grados bajo cero. Las torretas de los tanques inmovilizados por el hielo, serias bajas por congelación de miembros, el fuego de la artillería es ahora irregular debido a que la pólvora arde de manera diferente».
La vanguardia de una división panzer estaba formada por una unidad mixta compuesta por carros ligeros e infantería transportada en motocicletas y sidecares. Hacían de exploradores para el siguiente grupo, un batallón de panzer medios y pesados que en condiciones normales disponía de más de 100 carros e iban acompañados de infantería transportada en camiones o blindados semiorugas. En la retaguardia marchaba un batallón o en ocasiones un regimiento de artillería remolcada por vehículos motorizados. Los carros marchaban en Keils o formación en cuña. El resto de vehículos avanzaba en dos columnas en paralelo. Con frecuencia, el enemigo solo era visible como pequeños puntos negros en el horizonte. Esto implicaba que solo si veían llamas y una columna negra de humo tras los primeros disparos podían suponer que estaban en una batalla contra carros. Identificar por primera vez un carro enemigo podía consistir simplemente en una torreta avanzando sobre un campo de maíz. Entonces, en el interior del carro se sucedían gritos nerviosos informando sobre la distancia, dirección y tipo de proyectil requerido, seguidos del sordo «bang» que golpea el chasis del carro mientras que un sonido cimbreante indicaba que el proyectil avanzaba segando el maíz en su trayectoria antes de impactar contra su objetivo con el característico «plunc». Todo esto ocurre en pocos segundos mientras la torreta del carro que dispara se llena de gases. Un ruido metálico seco indica que otro proyectil más ha sido deslizado y sellado en el interior de la recámara; una voz de «listo» comunica el siguiente disparo. Realizaban tantos disparos como eran necesarios hasta que la tripulación creía haber destruido a su adversario. A veces lo sabían porque veían a los enemigos abandonar su carro o bien salían llamas de su interior. Si alcanzaban compartimento de municiones del carro enemigo normalmente se desencadenaba una serie de grandes explosiones que podían llegar incluso a hacer volar la torreta. En ocasiones, cuando una dotación perdía un carro se veía obligada a luchar como infantería; como no disponían de un entrenamiento adecuado, sufrían muchas bajas si se veían en esta situación.
Las dotaciones de los carros, tanto aliados como del Eje, consumían sustancias estimulantes que les ayudaran a mantenerse despiertos durante muchas horas seguidas. Al igual que pasó en la campaña de Francia, se proporcionó con este fin a las dotaciones de los carros alemanes pastillas de pervitina. Sin embargo, esta sustancia podía tener como efectos secundarios psicosis, sobreexcitación y pérdida de fuerzas. Pocos meses después de iniciada la invasión a la Unión Soviética se dio orden de frenar su consumo porque impedía dormir con normalidad a los hombres durante las paradas. La movilidad y velocidad era una de las ventajas de las divisiones panzer. Mientras la infantería podía marchar entre treinta y cuarenta kilómetros diarios, las divisiones panzer podían sacar una ventaja de más de cien kilómetros al día. Esto suponía que los blindados debían parar tres o cuatro días para que la infantería que marchaba a pie pudiese alcanzar su posición. En ocasiones, esta distancia tan grande entre las divisiones panzer y el resto de divisiones fue aprovechada por los soviéticos que quedaban cercados para encontrar puntos débiles y romper los cercos, como por ejemplo le pasó al Grupo Panzer 2 de Guderian el 24 de junio. Muchos soviéticos consiguieron escapar a las marismas de Pripyat ante la impotencia del OKH.

## Causas de las primeras derrotas soviéticas
«Dieron la orden: “¡A formar!”. Nos alineamos por altura, yo era la más pequeña. El comandante iba recorriendo la fila, observaba. Se acercó a mí.
»—¿Qué hace aquí esta Pulgarcita? ¿Por qué no vuelves con tu mamá hasta que crezcas un poco?
»Yo ya no tenía madre… Mi madre había muerto en un bombardeo…
»Lo que más me impresionó… Para toda la vida… Pasó durante el primer año, estábamos en retirada… Vi —nos estábamos escondiendo en la maleza— cómo de pronto nuestro soldado, fusil en mano, se abalanzó contra un tanque alemán y empezó a aporrear la carrocería con la culata de su fusil. Golpeaba, gritaba y lloraba hasta caerse. Hasta que los fusileros alemanes le acribillaron. El primer año luchábamos con fusiles contra los tanques y aviones de caza alemanes…».
Polina Semiónovna Nosdrachiova, instructora sanitaria. Fragmento del libro La guerra no tiene rostro de mujer, (2015) escrito por la periodista Svetlana Aleksiévich

Experiencia del sargento mayor de carros Semión Matveev sobre el caos que reinaba en algunas unidades acorazadas soviéticas al comienzo de la invasión alemana

Mi cuerpo contaba con menos de la mitad de sus efectivos reglamentarios. Solo teníamos elementos sueltos. Mi batallón de tanques era en realidad inferior a una compañía. No teníamos camiones ni tractores en absoluto. Un ejército es un organismo enorme. Los alemanes tenían el suyo a pleno funcionamiento, y diría que funcionando bien; el nuestro apenas había comenzado a ser construido. Por lo que no deberíamos avergonzarnos de que entonces ellos fueran más fuertes que nosotros. Eran mucho más fuertes. Esta es la razón por la que nos derrotaron repetidamente durante el primer año de la guerra
Sargento mayor de carros Semión Matveev

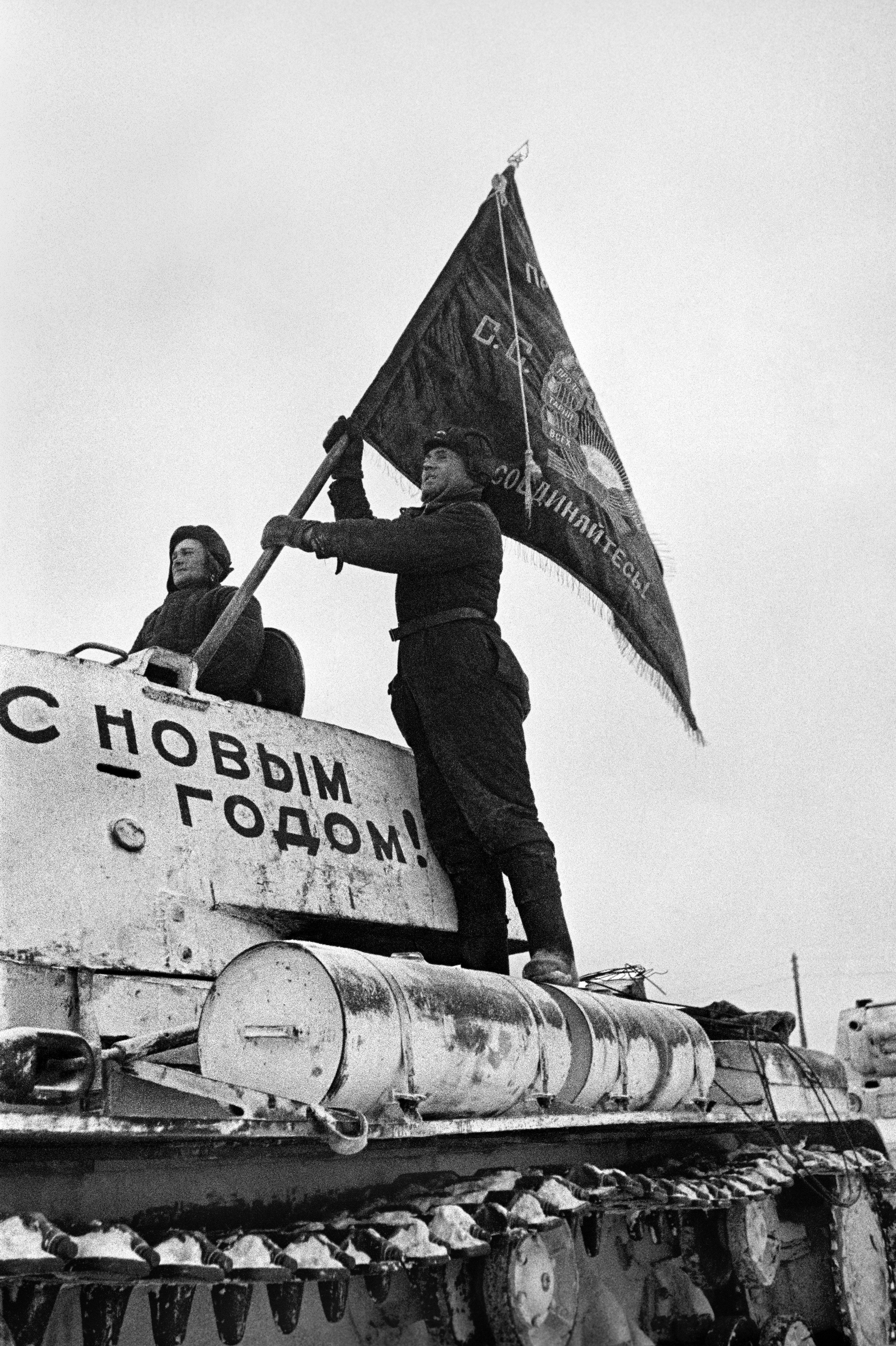
Tanquista soviético posa sosteniendo una bandera antes de marchar hacia el frente en Moscú (31 de diciembre)

Las causas de la derrota inicial soviética están circunscritas a la nueva táctica de la guerra relámpago o blitzkrieg[cita requerida], basada en la guerra de movimientos y el uso de la táctica de tenazas acorazadas, algo relativamente nuevo para el resto del mundo (aunque ya se había empleado en la Invasión alemana de Polonia de 1939 y en la batalla de Francia en 1940, así como en la batalla de Jaljin Gol).
Un espléndido verano ayudó a las divisiones alemanas a realizar avances espectaculares, pero el invierno de 1941 los entorpeció severamente. Los ejércitos alemanes sufrieron bastante a causa de las bajas temperaturas, sobre todo porque contaban con pocos abrigos (casi ningún general alemán esperaba que la guerra continuaría hasta el invierno). El frente oriental duró cuatro años, dando como resultado 4 millones de muertes alemanas y 9 millones de bajas soviéticas en combate, más otros 14-16 millones de civiles soviéticos muertos por masacres, enfermedades y hambre. Stalin al principio no reaccionó ante este nuevo escenario al que se enfrentaba y solo dos semanas después pudo tomar las riendas del problema; no contaba con mucha oficialidad competente debido a que él mismo había purgado al ejército de excelentes generales. Los soviéticos contaban con un arsenal muy grande frente al alemán, pero ¿por qué habrían sufrido tal derrota inicial? Hubo numerosos motivos que habitualmente se pasan por alto o no son conocidos por todo el mundo:
- La tecnología alemana no era la mejor del momento en cuanto a vehículos de combate. Los carros T-34 y KV-1 eran muy superiores a lo mejor que tenían los alemanes,[358] que eran sus preciados Panzer III, Panzer IV y los Stug III. El autor Robert J. Kershaw, en su libro Tank Men afirma que en el momento de la invasión alemana, al menos 1 700 de sus carros de combate eran inferiores a los mejores carros soviéticos[152]. Sin embargo, de los 19 500 carros soviéticos, solo el 5 % eran T-34 de primera generación y propensos a fallos por su corta vida y un 2 % eran KV-1, con los mismos problemas.[358][359] A todo esto, hay que añadir que los viejos T-26 y los vehículos rápidos de la serie BT tenían una vida útil (antes de necesitar un cambio de motor o grandes reparaciones en él) de unas 100 horas de uso,[358] tras las cuales se requería una gran labor de mantenimiento. Esto hizo que en la primera semana, el 50 % de los carros soviéticos quedasen fuera de combate sin siquiera luchar.[359]
- El enorme parque soviético de vehículos estaba en un pobre estado de reparación hacia 1941, donde más del 29 % necesitaba recambios y un 44 % una reconstrucción.[358][359] Estos quedaron rápidamente fuera de servicio en los primeros días de la invasión debido a las averías.
- Stalin se sorprendió por el hecho de que Alemania realmente estuviese atacando a la Unión Soviética, creyendo que el Tercer Reich no violaría el Pacto Ribbentrop-Mólotov de 1939 sin haber derrotado primero a Gran Bretaña y por ello tardó varios días en darse cuenta de la gravedad de la situación y en comenzar los preparativos para la guerra que ya había empezado con factor sorpresa. Pero además, las «purgas» estalinistas (como la Gran Purga de 1935) causaron que muchos buenos oficiales no estuvieran disponibles al haber sido encarcelados o fusilados, por lo que las tácticas soviéticas fueron deficientes durante una buena parte de la guerra.[360]
- En el primer día se destruyeron más de 1800 aviones soviéticos, muchos de ellos en tierra sin tan siquiera despegar y en el segundo día ya había unos 2700 destruidos en total. Además, los aviones alemanes eran más veloces que los soviéticos y tuvieron el cielo bajo su dominio, lo cual propiciaba que las labores de localización de enemigos y exploración fueran un punto a favor de los alemanes, privando a los soviéticos de esta necesaria tarea.
- Las tácticas alemanas estaban bastante evolucionadas y las cadenas de mando eran más cortas que en cualquier otro ejército,[361] pues en el Ejército Rojo sin órdenes de los mandos de más alto nivel las unidades más reducidas no podían actuar, ni siquiera en las más elementales tareas defensivas; esto provocaba que regimientos enteros de soldados soviéticos estuviesen quietos en el frente sin tomar iniciativas para el ataque o la defensa, esperando vanamente instrucciones de la Stavka incluso cuando el enemigo estaba muy cerca, pues en caso de actuar por cuenta propia, o contraatacar sin permiso, los oficiales a cargo se exponían a ser sometidos a un consejo de guerra y fusilados.
- La falta de municiones fue un punto de gran importancia. Solo un 12 % de los carros soviéticos tenía proyectiles perforantes,[358] mientras que el resto rara vez poseía un cargamento completo de munición rompedora o de alto explosivo, lo cual hacía que los enfrentamientos entre vehículos fuesen desastrosos para los soviéticos durante las primeras semanas.
- La dispersión de los tanques del Ejército Rojo entre varias unidades frente a la cohesión de las divisiones acorazadas de la Wehrmacht fue también un punto importante, pues los tanques alemanes se concentraban para eliminar a los enemigos individualmente, mientras los tanques soviéticos (dispersos en pequeñas unidades) se veían en inferioridad en sus combates, a pesar de que el número global era mayor.[362] Esto mismo pasó a menudo en el desierto, donde el general Erwin Rommel solía tener menos efectivos, pero más concentrados que en el bando británico, lo cual aumentaba la eficacia alemana.
- Otro aspecto crucial fue la mala calidad de las tropas soviéticas, descuidando la preparación de los soldados para operaciones reales.[358][359][361][362] Los alemanes estaban curtidos en las batallas del frente occidental y además estaban bien instruidos en los entrenamientos básicos. Esto suponía una gran ventaja en los combates, donde algunos vehículos soviéticos recibieron innumerables impactos sin siquiera localizar al enemigo.[358]

| Tipo de bajas               | Pérdidas alemanas | Pérdidas soviéticas |
| --------------------------- | ----------------- | ------------------- |
| Muertos y heridos           | 97 253            | 350 000             |
| Prisioneros o desaparecidos | 5335              | 819 000             |

## Causas del fracaso estratégico alemán

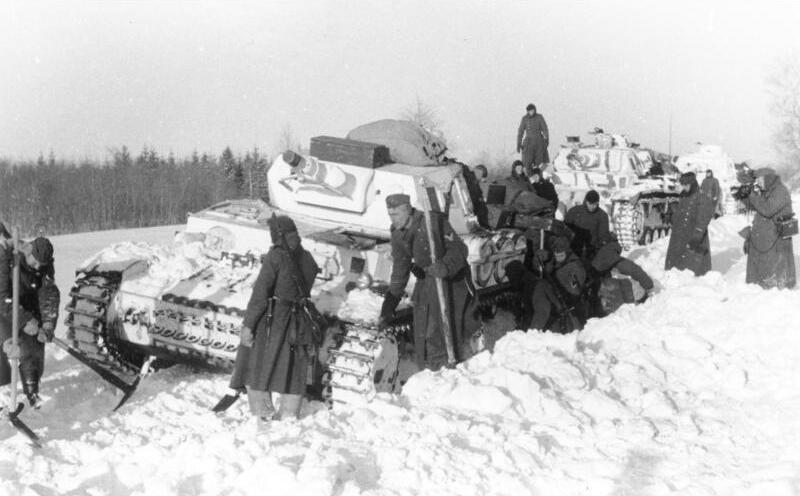
Panzer IV Ausf. D con pintura de camuflaje blanca atascado en la nieve; En el borde derecho de la imagen se puede ver un corresponsal de guerra con cámara de cine (diciembre)

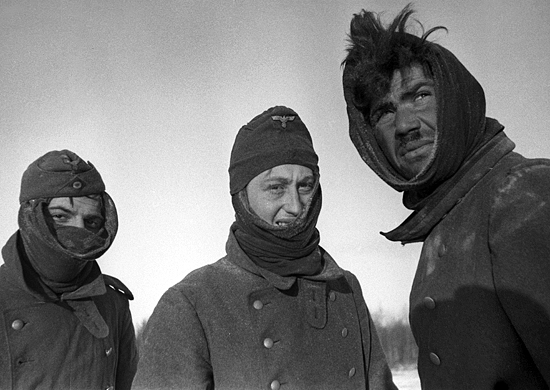
Alemanes capturados cerca de Moscú (diciembre)

Experiencia de Otto Carius, comandante de carros de combate alemanes, sobre la primera toma de contacto con los carros soviéticos T-34:

Otro suceso que nos cogió como si nos hubiera caído encima una tonelada de ladrillos fue la aparición de los primeros carros rusos T-34. Nos sorprendieron completamente, ¿cómo era posible que «los de arriba» no conocieran la existencia de este carro superior? [...] ¿Qué se suponía que debíamos hacer contra tales monstruosidades que los rusos arrojaban contra nosotros en grandes cantidades? [...] Nuestra única salvación era el 8,8 cm Flak. Gracias a esos cañones podíamos hacer frente incluso a estos nuevos carros rusos. [...] Con Moscú casi a nuestro alcance —en nuestra opinión— comenzamos a darnos cuenta de que ya no era posible contar con un final rápido de la campaña.
Otto Carius, Tigres en el barro (2012) p. 29

Experiencia de Kurt Meyer, de las Waffen-SS, sobre la primera vez que se enfrentaron a un T-34, el 7 de octubre, y el efecto psicológico que provocaban en los soldados:

Franz Roth, el corresponsal de guerra que venía con nosotros, gritó como si algo le hubiera picado. Tiró de mí hasta ponerme detrás del seto, y no fue de manera gentil. [...] A menos de veinte pasos de distancia frente a nosotros hacia la izquierda había un carro de combate monstruoso que parecía que iba a arrancar o a disparar en cualquier momento. La calle se vació en un abrir y cerrar de ojos. El Untersturmführer Bergemann cogió una carga de demolición y se abrió paso a través de un pequeño huerto con la protección del fuego de cobertura para destruir el carro. [...] Vi a Bergemann caer mientras la carga rodaba por la arena a unos pocos metros del blindado. Un tiro de pistola procedente del monstruo de acero le había asestado un golpe mortal a nuestro camarada. [...] Un cañón de asalto se puso en posición y disparó proyectil tras proyectil sobre el gigante de acero a una distancia de apenas veinticinco metros. Nada sucedió; los proyectiles no lograban penetrar. Los rusos parecían invencibles. [...] Finalmente logramos destruir el primer T-34 al que acabábamos de tener el placer de conocer rociándolo de combustible y prendiéndole fuego.
Kurt Meyer, Granaderos (2016) pp. 171-72

Experiencia de un veterano ruso recogida en 1992 por la periodista bielorrusa Svetlana Aleksiévich:

A veces entrábamos en combate compartiendo un fusil entre cuatro. Mataban al primero y el segundo cogía el fusil; mataban al segundo y lo reemplazaba el próximo... Los alemanes no: ellos llevaban sus ametralladoras nuevecitas... Los alemanes se comportaban con altivez al principio. Ya habían doblegado a toda Europa y tomado París. Pensaban que la URSS caería en sus manos en un par de meses. Cuando caían heridos y los hacíamos prisioneros, escupían en nuestras enfermeras en la cara y se arrancaban las vendas al grito de «Heil Hitler». Pero su comportamiento cambió al final de la guerra. «¡No dispares, ruso! Hitler kaputt», imploraban.
Fragmento del libro el fin del «Homo soviéticus» escrito por la periodista Svetlana Aleksiévich, p. 257

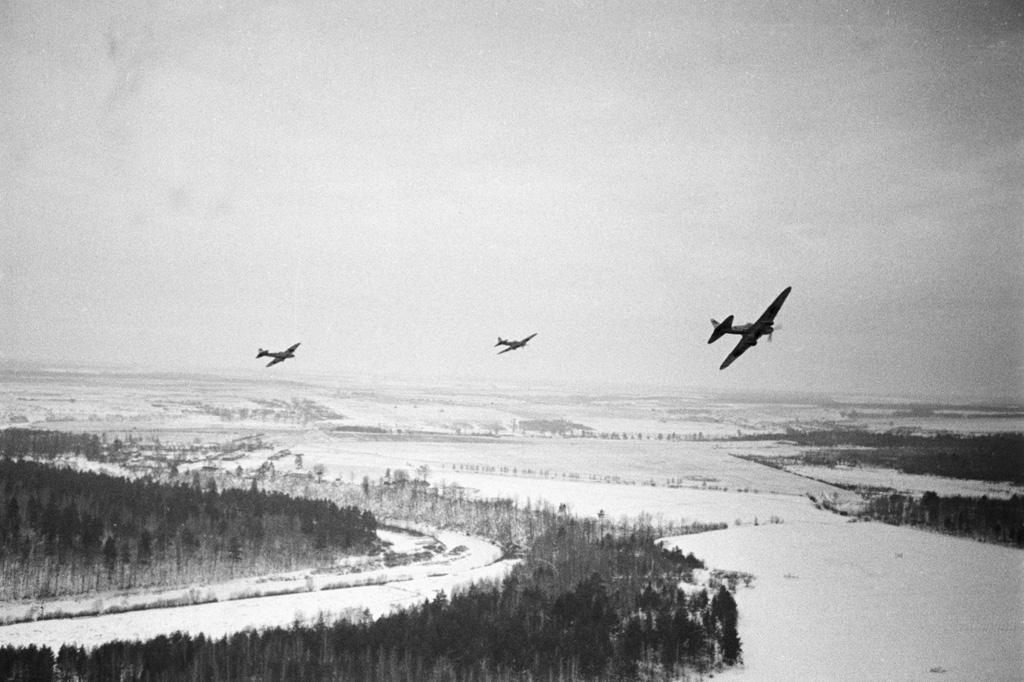
Aviones soviéticos Ilyushin Il-2 sobrevolando posiciones alemanas cerca de Moscú (1 de diciembre)

Entre las causas del fracaso de la primera fase de la consolidación en tomar el control de la Unión Soviética se pueden citar:
- La falta de información fiable sobre el número de divisiones, armamentos y ubicación en el escenario del Ejército Rojo, producto de la escasa labor de la Abwehr alemana respecto a ese tema y un peligroso exceso de confianza por parte de Hitler. El alto costo en vidas y material bélico sufrido por el Ejército Rojo en la Guerra de Invierno ayudó mucho a que el OKH germano menospreciara a los soviéticos: ver a la Unión Soviética perdiendo más tropas que Finlandia en ese conflicto avivó la desmedida confianza de Hitler. Antes de la guerra los alemanes habían calculado 200 divisiones; hacia principios de agosto de 1941 ya habían identificado 360[366].
- La falta de abastecimientos: la logística alemana no estuvo a la altura de las necesidades del frente. Por un error de cálculo Hitler creía posible aniquilar al Ejército Rojo en seis semanas y no dio órdenes para que las tropas germanas se preparasen para una guerra prolongada. Esto generó graves dificultades para vestir, armar y alimentar a las tropas mientras combatían en sitios muy distantes entre sí.
- La vastedad del espacio soviético hizo que para la Wehrmacht fuera difícil controlarlo en su totalidad mientras a la vez estaba combatiendo. A eso se agrega que cada avance germano implicaba extender cada vez más las líneas de abastecimiento y comunicaciones, lo cual era la labor más importante para los alemanes. La misma vastedad geográfica permitía que los altos jefes del Ejército Rojo preparasen maniobras en espacios de docenas de kilómetros sin estar limitados por territorios reducidos que contuvieran grandes centros urbanos, como sucedió con los jefes militares de Polonia o de Francia[367].
- La subestimación que Hitler hizo sobre la moral combativa y la industria militar soviética: no se tuvo en cuenta que la industrialización forzosa en la Unión Soviética fue acompañada de una gran mejora en las vías de comunicación internas del territorio soviético, lo cual no solo permitió a Stalin consolidar su poder en todo el país sino movilizar grandes masas de soldados y concentrarlas oportunamente en los frentes desde 1942. Nótese que se hace referencia a las comunicaciones internas, y no a las de las fronteras o las zonas periféricas, que eran, en general, más escasas o menos desarrolladas, lo que fue otro factor para retrasar el avance alemán (al contrario de lo que ocurrió en Francia, donde su buen sistema de vías terrestres permitió una rápida penetración del ejército alemán)[368].
- La falta de flexibilidad en la toma de decisiones cruciales al tomar el mando Hitler personalmente sobre las operaciones: tal decisión resultó errada en tanto Hitler tomaba decisiones a 5000 km de distancia del frente de batalla, desoyendo frecuentemente a sus asesores más experimentados como Gerd von Rundstedt o Erich von Manstein[369].
- La falta de la experiencia en el terreno por parte de Hitler, quien tomaba decisiones militares de carácter técnico sin ser oficial profesional, y desoyendo el consejo de sus generales más expertos. Stalin también ansiaba mostrarse ante las masas como líder político-militar de la Unión Soviética pero en cuestiones tácticas y técnicas dejaba la iniciativa a oficiales profesionales como Gueorgui Zhúkov o Konstantín Rokosovski. Los constantes cambios de pensamiento de Hitler sobre los objetivos a los que marchar trastornaron a sus generales[369].
- La destitución por Hitler de oficiales competentes como Fedor von Bock, Heinz Guderian y Walther von Brauchitsch, retirándolos del mando en medio de campañas importantes.
- Las informaciones del espía comunista alemán Richard Sorge, establecido en Japón, permitieron a Stalin sacar de la frontera con Mongolia numerosas tropas soviéticas y a su comandante más capaz, el general Gueorgui Zhúkov. Sabiendo gracias a Sorge que Japón trataría de evitar un conflicto simultáneo con la Unión Soviética y con los Estados Unidos, y que el esfuerzo militar japonés se dirigiría hacia el Sur (hacia las Filipinas y las Indias Orientales Neerlandesas pero no hacia Siberia), Stalin pudo movilizar sin temor gran parte de sus unidades de reserva estacionadas en Asia, junto a la frontera china.
- El «general invierno» de 1941-1942, con temperaturas históricamente extremas que limitaron la capacidad militar y moral del combatiente alemán. A ello se agrega que Hitler no esperaba un conflicto de larga duración contra los soviéticos y que la Wehrmacht no tenía planes, como se menciona anteriormente, de suministrar municiones, combustible y suministros para el invierno, decidiéndose por el armamento debido a la necesidad de mantener constantes los avances. Nótese que las anteriores campañas victoriosas de la Wehrmacht se habían desarrollado siempre en primavera o en otoño del hemisferio norte, pero jamás en invierno hasta 1941. El Ejército Rojo también padeció seriamente por la crudeza del invierno, pero su logística sí había previsto esta posibilidad y su personal estaba adaptado al clima[367].
- Los fallos en la logística germana, pues no se previó que los ferrocarriles alemanes tuvieran que ser adaptados al ancho de vía ruso mientras se avanzaba en el frente, lo que era indicio de que tarde o temprano el avance debía detenerse o tornarse lento, lo que ocurrió después de la batalla de Smolensk[370]. El tiempo perdido (de uno a dos meses) permitió a los soviéticos preparar sus defensas de cara a la crucial batalla de Moscú. Tampoco se previó la escasez de carreteras asfaltadas, ya que la mayoría eran de tierra, que con las lluvias se convertían en barrizales (la raspútitsa).
- Y principalmente la reorganización y con ello la reacción del Ejército Rojo y de la Unión Soviética entera, ante el ejército alemán, en donde el gobierno y la nación completa se vieron comprometidos en la lucha defensiva, llamándose el conflicto como la Gran Guerra Patria, y cuidando de no repetir los errores de la Guerra de Invierno. En esta desesperada defensa nacional, los soviéticos se vieron obligados a crear métodos y mecanismos de defensa nunca antes vistos, como el lanzacohetes múltiple Katiusha, el subfusil PPSh-41, el fusil de francotirador Mosin-Nagant y el fusil semiautomático SVT-40. También se desarrolló la propaganda de inspiración, en donde se publicitaba y se incentivaba el patriotismo, como es el caso de las publicaciones de las proezas realizadas por el famoso francotirador Vasili Záitsev, y los continuos paralelismos que hacía Stalin entre la invasión nazi de 1941 y la invasión napoleónica de 1812, excitando el patriotismo y el nacionalismo de las masas.

|                                 | 1941   | 1942   | 1943   | 1944   | 1945   |        |
| ------------------------------- | ------ | ------ | ------ | ------ | ------ | ------ |
| Fuerza de carros soviéticos     | 22 600 | 7700   | 20 600 | 21 100 | 25 400 |        |
| Fuerza de carros alemanes       | 5262   | 4896   | 5648   | 5266   | 6284   |        |
|                                 | 1941   | 1942   | 1943   | 1944   | 1945   | Total  |
| Producción de carros soviéticos | 6274   | 24 639 | 19 959 | 16 975 | 4384   | 72 231 |
| Producción de carros alemanes   | 3256   | 4278   | 5966   | 9161   | 1098   | 23 759 |
| Relación de producción          | 1:2    | 1:5.6  | 1:3.3  | 1:1.86 | 1:4    | 1:3    |
|                                 | 1941   | 1942   | 1943   | 1944   | 1945   | Total  |
| Pérdidas de carros soviéticos   | 20 500 | 15 000 | 22 400 | 16 900 | 8700   | 83 500 |
| Pérdidas de carros alemanes     | 2758   | 2648   | 6362   | 6434   | 7382   | 25 584 |
| Relación de pérdidas            | 1:7    | 1:6    | 1:4    | 1:4    | 1:1.2  | 1:4.4  |

## Consecuencias

### Crímenes de guerra

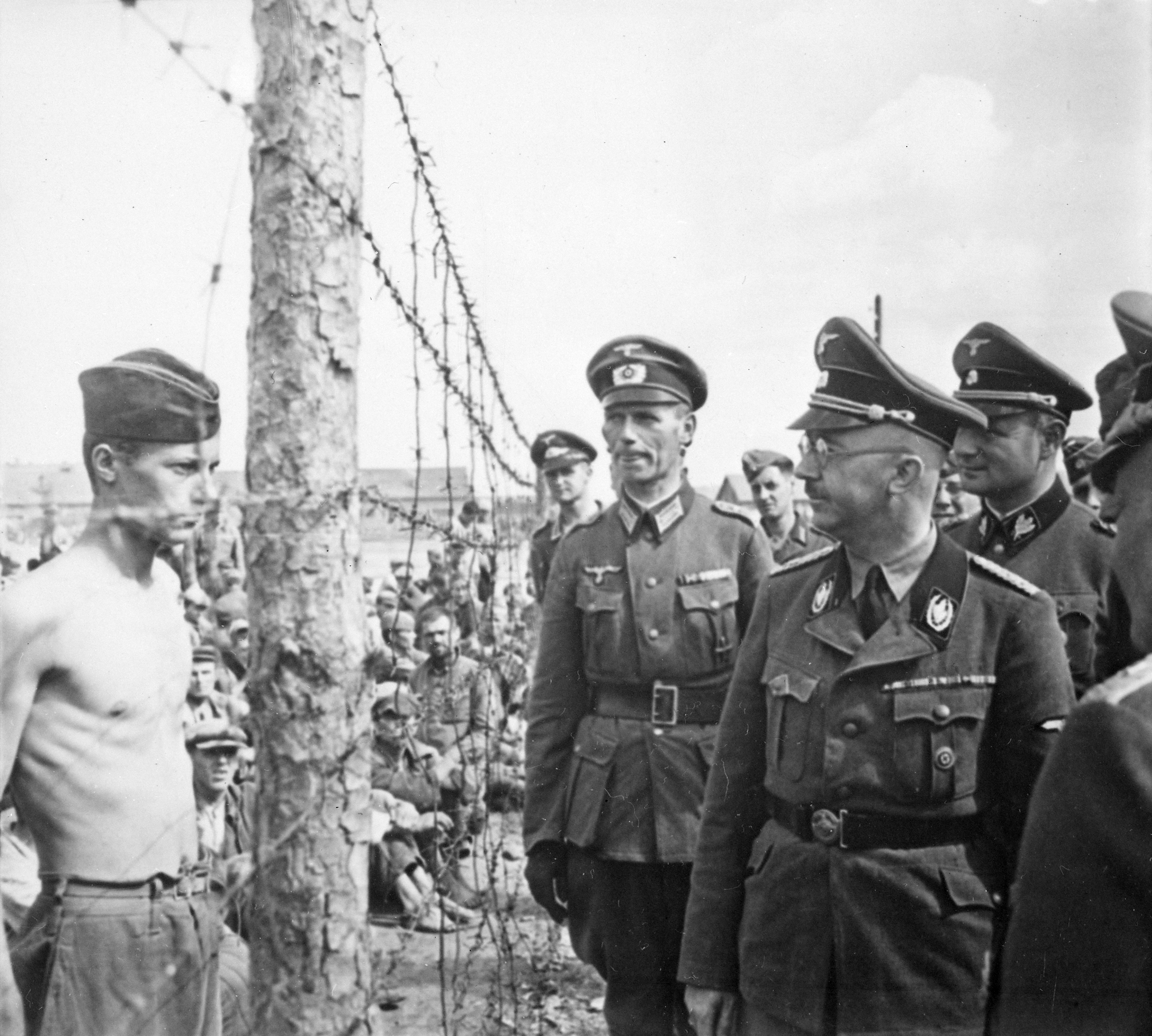
Heinrich Himmler inspecciona un campo de prisioneros de guerra en el frente oriental

Si bien la Unión Soviética no había firmado la Convención de Ginebra, Alemania sí que había firmado el tratado y por lo tanto estaba obligada a ofrecer a los prisioneros de guerra soviéticos un trato humano de acuerdo con sus disposiciones (como hacían generalmente con otros prisioneros de guerra aliados). Según los soviéticos, no habían firmado los Convenios de Ginebra en 1929 debido al artículo 9 que, al imponer la segregación racial de los prisioneros de guerra en diferentes campos, contravenía la constitución soviética. El artículo 82 de la convención especificaba que «En caso de que, en tiempo de guerra, uno de los beligerantes no sea parte de la Convención, sus disposiciones seguirán vigentes entre los beligerantes que son partes en el mismo». A pesar de tales mandatos, Hitler pidió que la batalla contra la Unión Soviética fuera una «lucha por la existencia» y enfatizó que los ejércitos rusos debían ser «aniquilados», una mentalidad que contribuyó a la comisión generalizada de crímenes de guerra contra los prisioneros de guerra soviéticos. Un memorando del 16 de julio de 1941, registrado por Martin Bormann, cita a Hitler diciendo, «El área gigante [ocupada] naturalmente debe ser pacificada tan pronto como sea posible; esto sucederá en el mejor de los casos si se dispara a cualquiera que parezca mínimamente sospechoso». Convenientemente para los nazis, el hecho de que los soviéticos no firmaron la convención les sirvió perfectamente como excusa, ya que justificaron su comportamiento en consecuencia. Incluso si los soviéticos hubieran firmado, es muy poco probable que esto hubiera detenido las políticas genocidas de los nazis hacia los combatientes, civiles y prisioneros de la guerra.

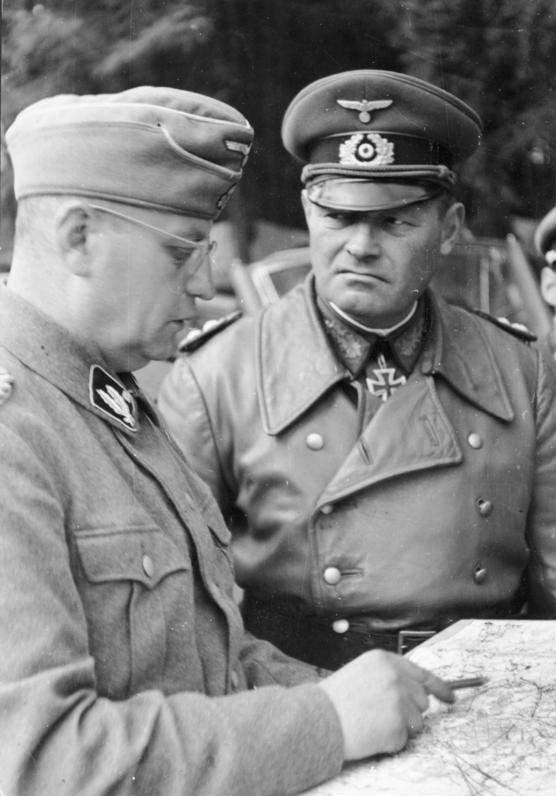
El general Erich Hoepner (derecha) con el comandante de la 4.ª División SS Polizei, Walter Krüger, en octubre de 1941

Antes de la guerra, Hitler emitió la notoria Orden de los Comisarios, que pedía que todos los comisarios políticos soviéticos hechos prisioneros en el frente fueran fusilados inmediatamente sin juicio. Los soldados alemanes participaron en estos asesinatos en masa junto con miembros del SS-Einsatzgruppen. En vísperas de la invasión, los soldados alemanes fueron informados de que la próxima operación «exige medidas despiadadas y enérgicas contra los incitadores bolcheviques, guerrilleros, saboteadores, judíos y la completa eliminación de toda resistencia tanto activa como pasiva». Se autorizó el castigo colectivo contra los ataques partisanos; si no se podía identificar rápidamente a un perpetrador, la quema de pueblos y las ejecuciones masivas se consideraban represalias aceptables. Aunque la mayoría de los soldados alemanes aceptaron estos crímenes como justificados debido a la propaganda nazi, que describía a los miembros del Ejército Rojo como Untermenschen, algunos oficiales alemanes prominentes protestaron abiertamente, la mayoría de ellos, sin embargo, aceptaron dichas órdenes sin cuestionarlas. Se estima que dos millones de prisioneros de guerra soviéticos murieron de hambre solo durante la operación Barbarroja. Al final de la guerra, el 58 % de todos los prisioneros de guerra soviéticos habían muerto en Cautiverio alemán. Cifra que contrasta fuertemente con los apenas 450 600 prisioneros de guerra alemanes que murieron durante su cautiverio con los soviéticos.
Joachim Lemelsen comandante del XLVII Cuerpo Motorizado, informó al Alto Mando de la Wehrmacht sobre las ejecuciones de prisioneros de guerra soviéticos durante las primeras fases de la operación Barbarroja:

Me estoy enterando reiteradamente de fusilamientos de prisioneros o desertores, realizados de manera irresponsable, insensata y criminal. Esto es un asesinato. Pronto los rusos se daran cuenta de los innumerables cadáveres que yacen a lo largo de las rutas de avance de nuestros soldados, sin armas y con las manos en alto, despachados a quemarropa con disparos en la cabeza. El resultado será que el enemigo se esconderá en los bosques y campos y continuará luchando, y perderemos innumerables camaradas.

Los crímenes organizados contra civiles, incluidas mujeres y niños, fueron llevados a cabo a gran escala por la policía y las fuerzas militares alemanas, así como por los colaboradores locales. Bajo el mando de la Oficina Central de Seguridad del Reich, los Einsatzgruppen (escuadrones de la muerte) llevaron a cabo masacres a gran escala de judíos, comunistas y sospechosos de ser partisanos en todos los territorios soviéticos conquistados. El historiador del Holocausto Raul Hilberg calcula el número de judíos asesinados por «operaciones móviles de matanza» en 1 400 000. Las instrucciones originales para matar «judíos del partido y aquellos que ocupaban posiciones estatales» se ampliaron para incluir «a todos los judíos varones en edad militar» y luego se expandieron una vez más a «todos los judíos varones independientemente de su edad». A fines de julio, los alemanes mataban regularmente a mujeres y niños. El 18 de diciembre de 1941, Himmler y Hitler discutieron la «cuestión judía», y Himmler señaló el resultado de la reunión en su agenda: «Ser aniquilados como partisanos». Según el historiador Christopher Browning, «aniquilar a los judíos y resolver la así llamada "cuestión judía" bajo el pretexto de matar a los partisanos fue la convención acordada entre Hitler y Himmler». De acuerdo con las políticas racistas nazis contra los pueblos asiáticos «inferiores», los turcomanos también fueron perseguidos. Según un informe de posguerra del príncipe Veli Kajum Khan, fueron encarcelados en campos de concentración en condiciones terribles, donde los que se consideraba que tenían rasgos «mongoles» eran asesinados a diario. Los asiáticos también fueron blanco de los Einsatzgruppen y fueron sujetos de experimentos médicos letales y asesinatos en un «instituto patológico» en Kiev. Hitler recibió informes de los asesinatos en masa llevados a cabo por los Einsatzgruppen que fueron transmitidos por primera vez a la RSHA, donde fueron agregados en un informe resumido por el Jefe de la Gestapo Heinrich Müller.

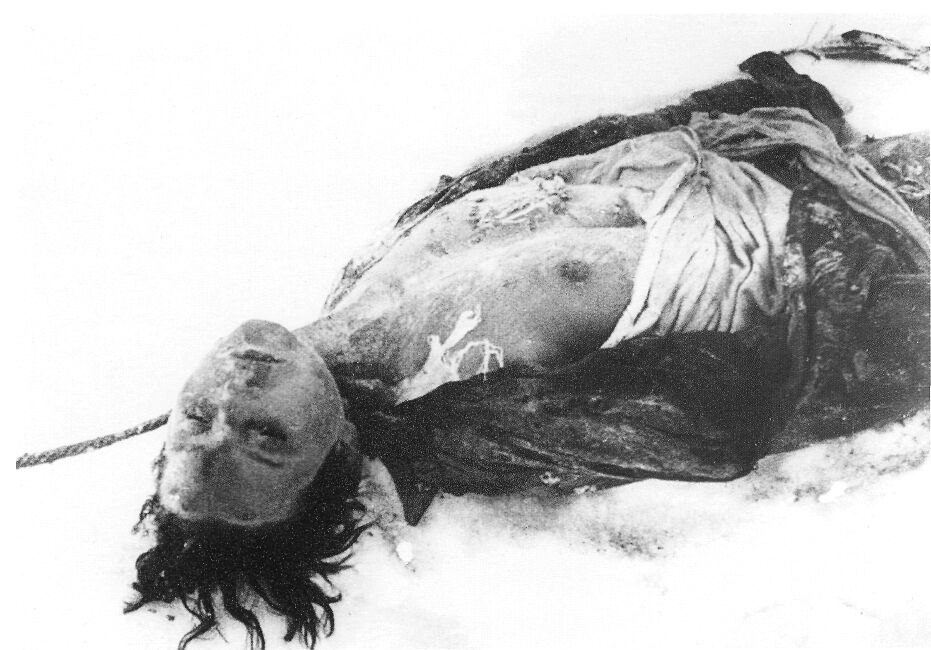
El cadáver de Zoya Kosmodemiánskaya, que fue torturada, violada, mutilada y ahorcada, yace en la nieve en la aldea de Petrischevo, cerca de Moscú.

Quemar casas sospechosas de ser lugares de reunión de partisanos y envenenar los pozos de agua se convirtió en una práctica común para los soldados del 9.º Ejército alemán. En Járkov, la cuarta ciudad más grande de la Unión Soviética, se proporcionó comida solo al pequeño número de civiles que trabajaban para los alemanes, y el resto fue designado para morir de hambre lentamente (véase Plan Hambre). Cientos de miles de soviéticos fueron deportados a Alemania para ser utilizados como mano de obra esclava a partir de 1942.
Los ciudadanos de Leningrado fueron sometidos a fuertes bombardeos y aun asedio que duraría 872 días y mataría de hambre a más de un millón de personas, de las cuales aproximadamente 400 000 eran niños menores de 14 años. El acceso a alimentos, combustible y materias primas y raciones alcanzó un mínimo, para la población no trabajadora, de cuatro onzas (cinco rebanadas finas) de pan y un poco de sopa aguada por día. Los civiles soviéticos hambrientos comenzaron a comer sus animales domésticos, junto con tónico para el cabello y vaselina. Algunos ciudadanos desesperados recurrieron al canibalismo; los registros soviéticos enumeran a 2000 personas arrestadas por «el uso de carne humana como alimento» durante el asedio, 886 de ellos durante el primer invierno de 1941-1942. La Wehrmacht «planeó sellar Leningrado, matar de hambre a la población y luego demoler la ciudad por completo».

### Violencia sexual
Aunque los casos de violación sexual cometidos por soldados del Ejército Rojo contra mujeres alemanas han sido denunciados repetidamente por historiadores occidentales, el caso es que la violación sexual fue un fenómeno generalizado en el frente del Este, ya que los soldados alemanes cometieron regularmente actos sexuales violentos contra mujeres y niñas soviéticas. Unidades enteras estuvieron ocasionalmente involucradas en el crimen con más de un tercio de los casos siendo violación en grupo. El historiador Hannes Heer relata que en el mundo del frente oriental, donde el ejército alemán equiparaba Rusia con el comunismo, todo era «juego justo»; por lo tanto, la violación sexual no se denunciaba a menos que estuvieran involucradas unidades enteras. Con frecuencia, en el caso de las mujeres judías, fueron asesinadas inmediatamente después de actos de violencia sexual. La historiadora Birgit Beck enfatiza que los decretos militares (véase Decreto Barbarroja), que sirvieron para autorizar la brutalidad total en muchos niveles, esencialmente destruyeron la base para cualquier enjuiciamiento de delitos sexuales cometidos por soldados alemanes en el Este. También sostiene que la detección de tales casos se vio limitada por el hecho de que la violencia sexual a menudo se infligía en el contexto de alojamientos en viviendas civiles.